# Умершие в июле 2025 года
Это список известных людей, соответствующих установленным критериям значимости (см. Википедия:Критерии значимости персоналий), умерших в июле 2025 года.
Причина смерти указывается лишь в исключительных случаях (убийство, самоубийство, гибель в результате военных действий, смертная казнь, ДТП или несчастные случаи). В остальных случаях — не указывается.

## 31 июля

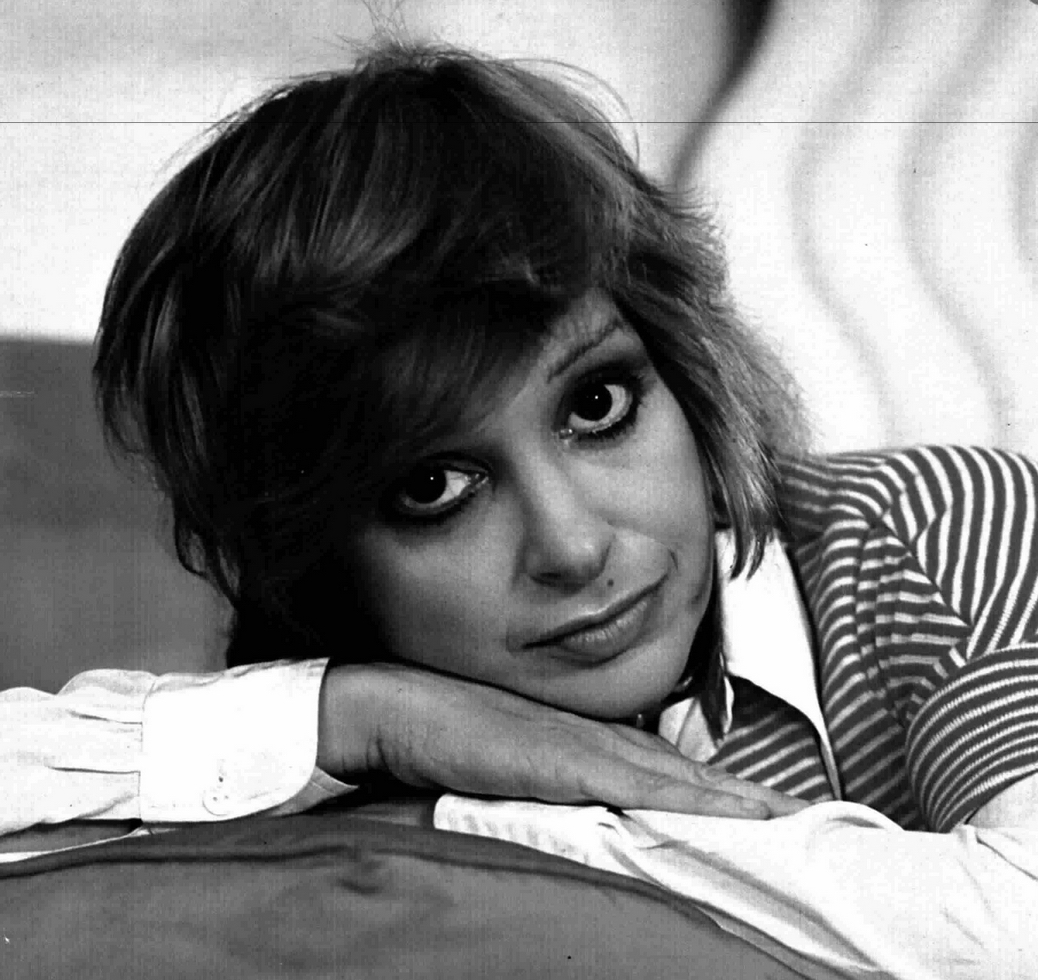
Адриана Асти

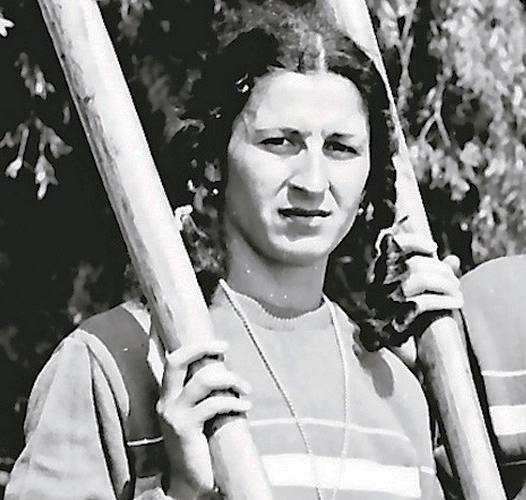
Марлена Загони

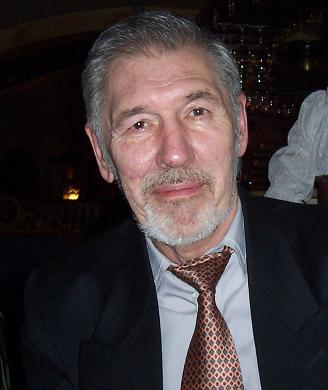
Виктор Леденёв

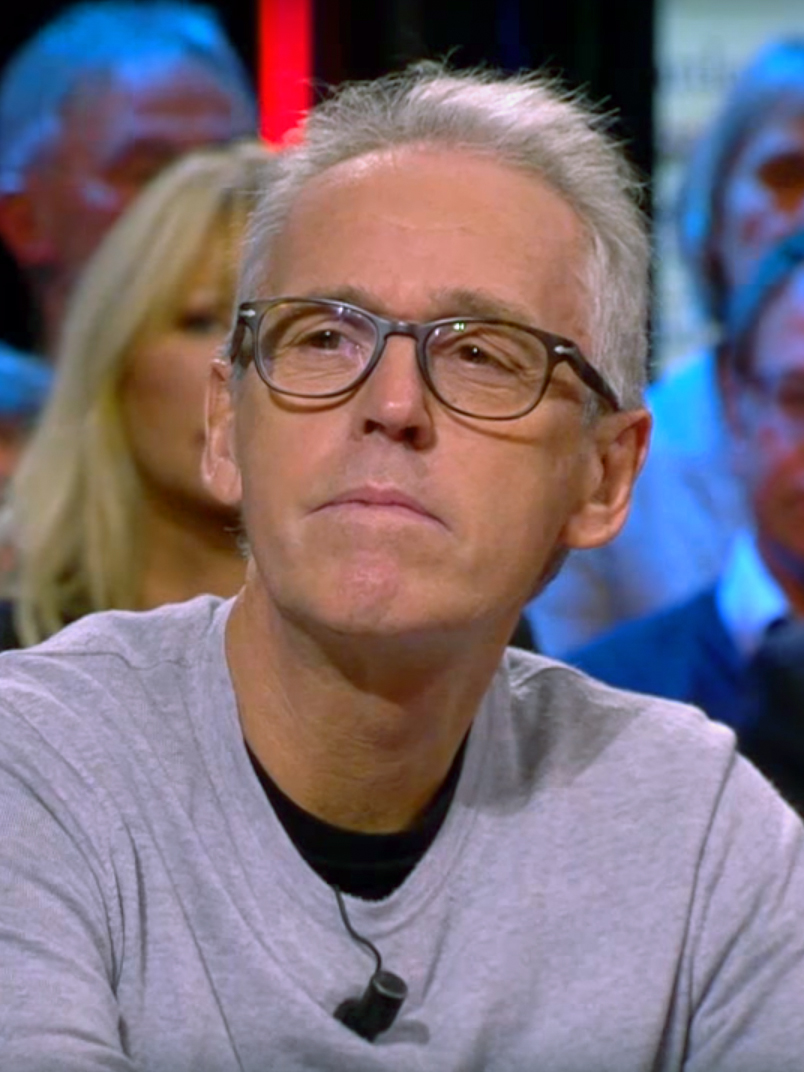
Дерк Сауэр

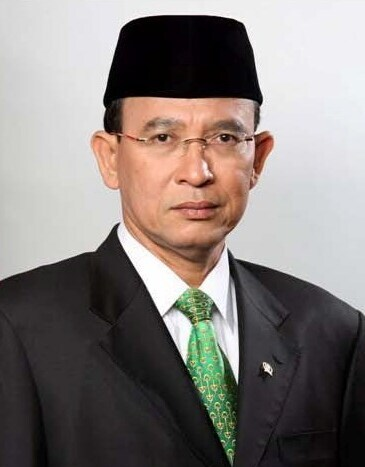
Сурьядхарма Али

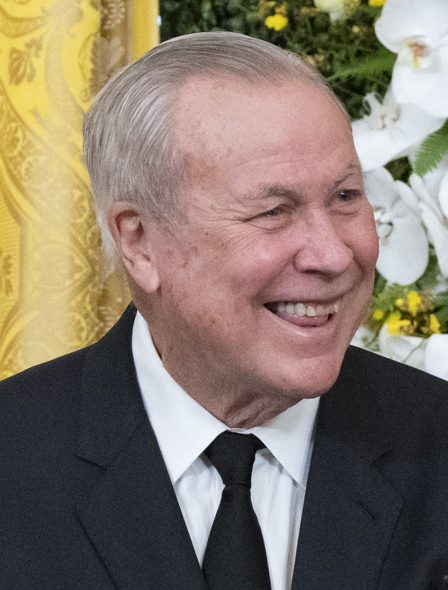
Роберт Уилсон

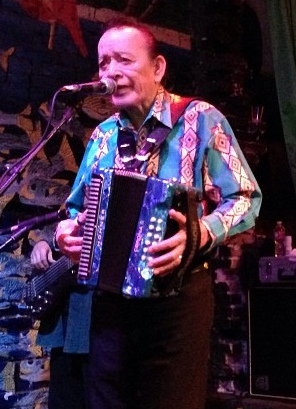
Флако Хименес

- Асти, Адриана (94) — итальянская актриса[1].
- Йесто[итал.] (40) — итальянский рэпер[2].
- Загони, Марлена (74) — румынская гребчиха, бронзовый призёр Олимпийских игр (1980) и чемпионатов мира (1974, 1975)[3].
- Леденёв, Виктор Иванович (84) — белорусский писатель и драматург[4].
- Муршед, Ясмин[англ.] (80) — бангладешский политолог и общественный деятель[5].
- Плоских, Владимир Михайлович (88) — советский и киргизский историк, археолог и писатель, академик НАН КР (1993)[6].
- Полонский, Андрей Валентинович (66) — советский и российский поэт, писатель и историк[7].
- Потопальский, Анатолий Иванович[укр.] (87) — советский и украинский генетик, заслуженный изобретатель Украины (2006)[8].
- Рокс, Шон[англ.] (64) — ирландский телеведущий и актёр[9].
- Сауэр, Дерк (72) — нидерландский издатель и медиамагнат[10].
- Сурьядхарма Али (68) — индонезийский политик, министр по делам религий (2009—2014)[11].
- Терехов, Андрей Николаевич (75) — советский и российский учёный в области информатики[12].
- Уилсон, Роберт (83) — американский театральный режиссёр, сценограф и драматург[13].
- Хименес, Флако (86) — американский музыкант[14].

## 30 июля

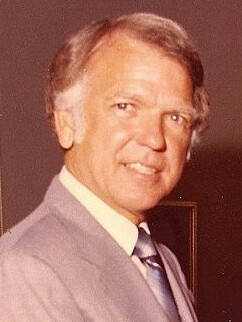
Джордж Най

- Борщ, Виктор Николаевич (76) — советский волейболист и волейбольный тренер, призёр Олимпийских игр (1972) и чемпионата мира (1974)[15].
- Донато, Марина[итал.] (76) — итальянская писательница и продюсер[16].
- Клэпп, Николас[англ.] (89) — американский режиссёр и писатель[17].
- Лабиб, Лотфи[араб.] (77) — египетский актёр[18].
- Межидов, Вахид Хумаидович (87) — советский и российский физикохимик, заслуженный деятель науки Чечено-Ингушской АССР[19].
- Мейес, Джонни[англ.] (78) — австралийский регбист[20].
- Мойя, Родриго[исп.] (91) — мексиканский журналист и фотограф[21].
- Сорокин, Юрий Валерьевич (52) — российский военнослужащий, Герой Российской Федерации (2003)[22].
- Най, Джордж (98) — американский политический и государственный деятель, губернатор Оклахомы (1963, 1979—1987)[23].
- Финни, Алан[англ.] (91) — английский футболист[24].
- Янг, Сильвия[англ.] (85) — британский театральный деятель[25].

## 29 июля

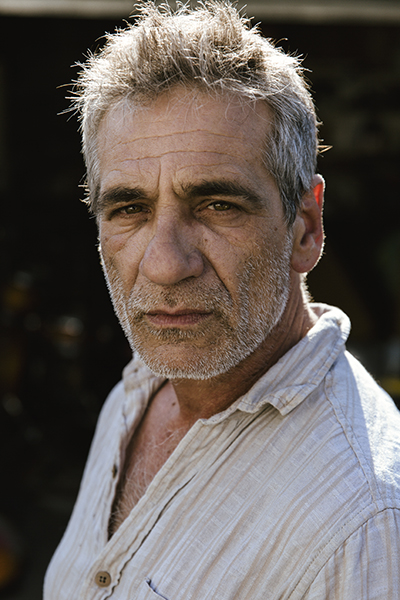
Алон Абутбуль

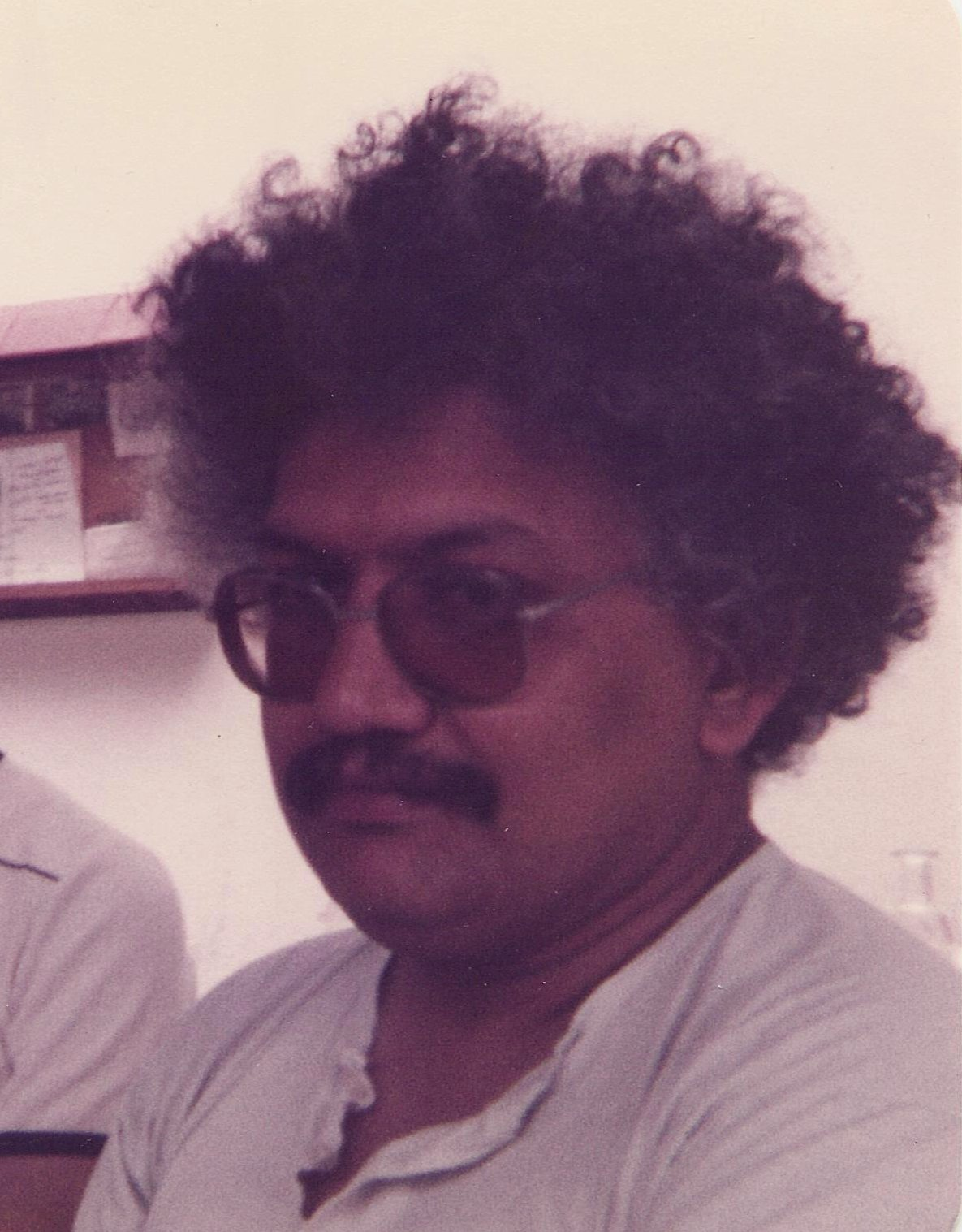
Мегхнад Десаи

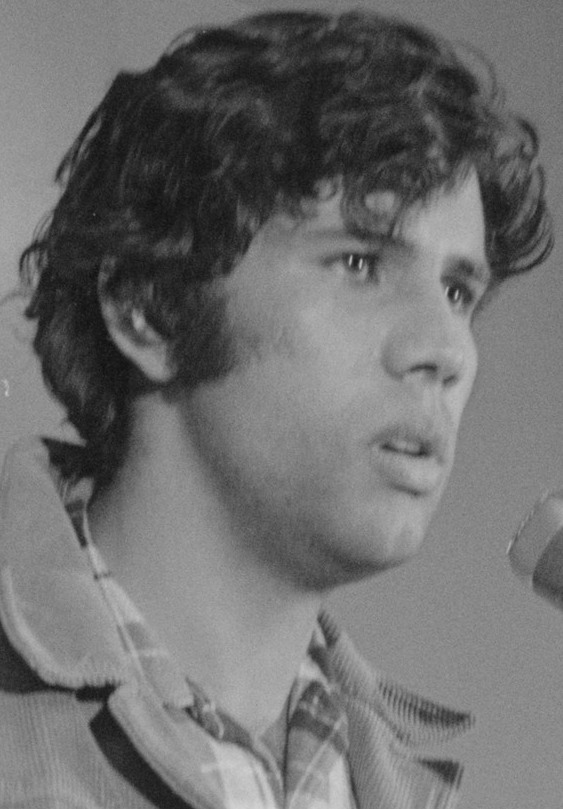
Пол Коу

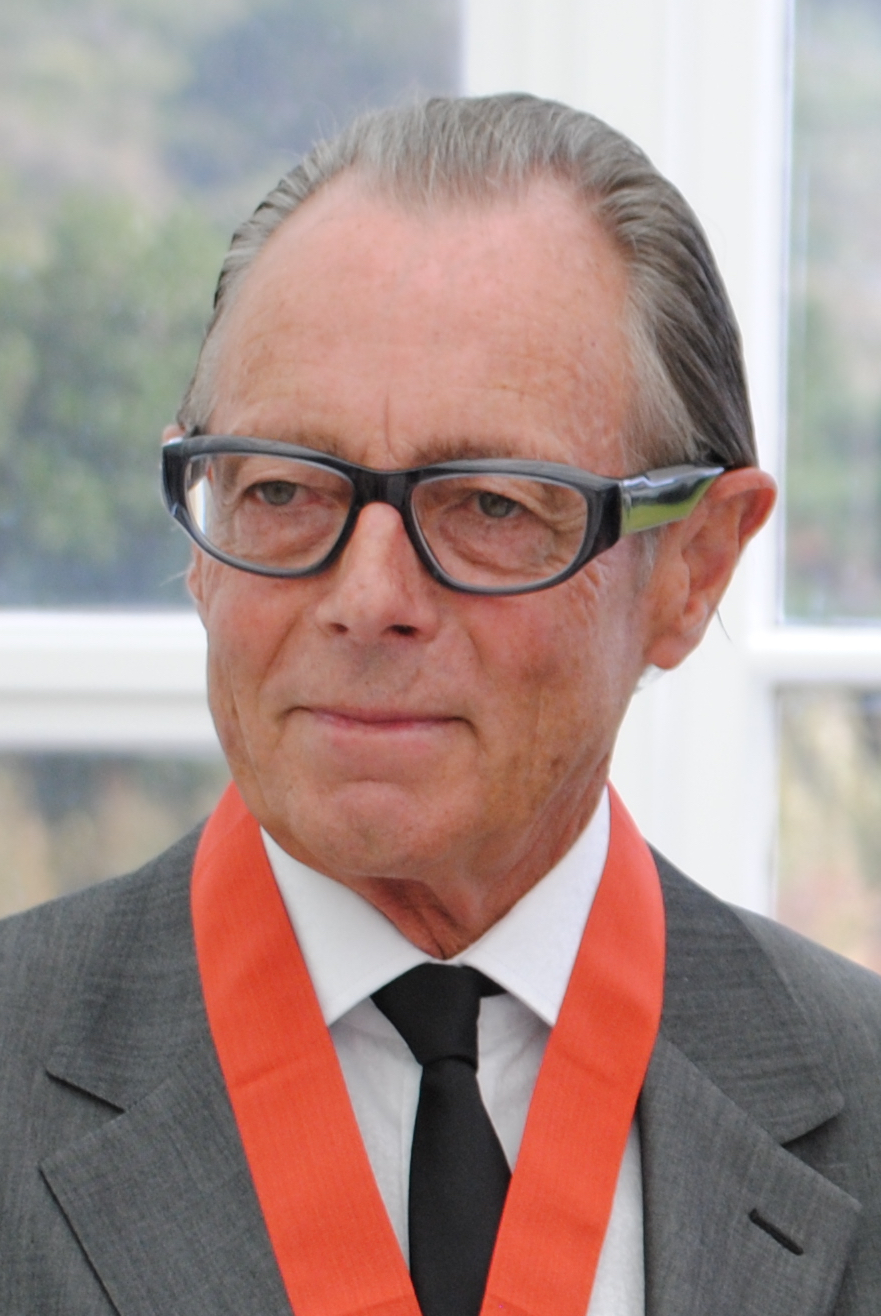
Майкл Хилл

- Абутбуль, Алон (60) — израильский актёр и режиссёр[26].
- Десаи, Мегхнад (85) — британский экономист и государственный деятель, член Палаты лордов (с 1991)[27].
- Дэй, Пол (69) — британский певец, участник группы «Iron Maiden»[28].
- Коу, Пол (76) — австралийский правозащитник, борец за права аборигенов[29].
- Ладнер, Андре[англ.] (63) — швейцарский футболист, игрок национальной сборной[30].
- Лазарус, Марк[англ.] (86) — английский футболист (о смерти объявлено в этот день)[31].
- Мицка, Вит (89) — чешский дирижёр, композитор и пианист[32].
- Тартаковер, Давид[ивр.] (81) — израильский графический дизайнер и политический активист[33].
- Хилл, Майкл (86) — новозеландский ювелир, предприниматель и филантроп[34].
- Хироясу, Миёко (114) — японская супердолгожительница, старейший на момент смерти житель Японии[35].
- Чертков, Виктор Кузьмич (83) — советский и российский военачальник, командующий войсками ПВО ЮГВ, затем — ЗГВ (1986—1991), начальник ВА ВПВО ВС России (1992—2003), генерал-полковник (1994)[36].

## 28 июля

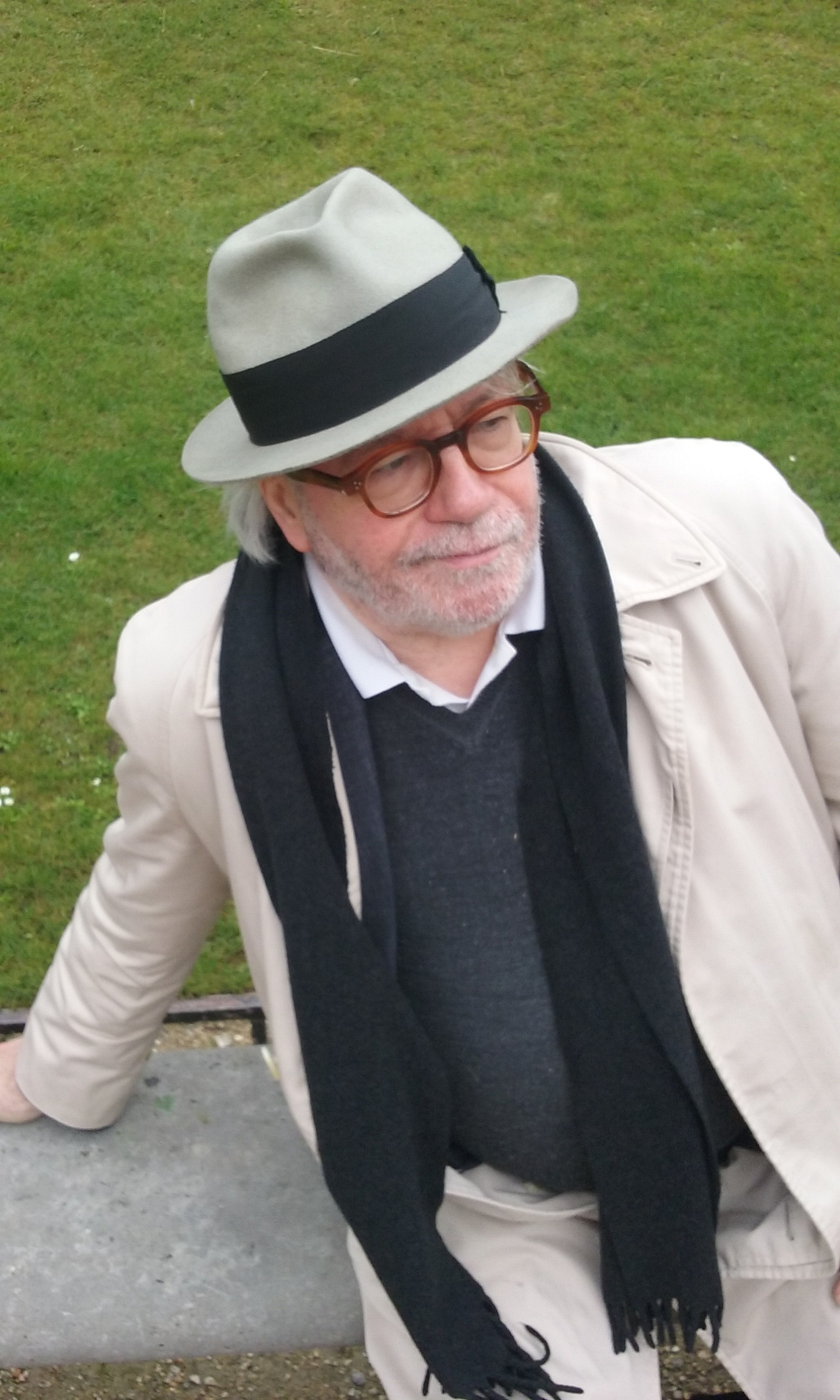
Жан-Мишель Вапперо

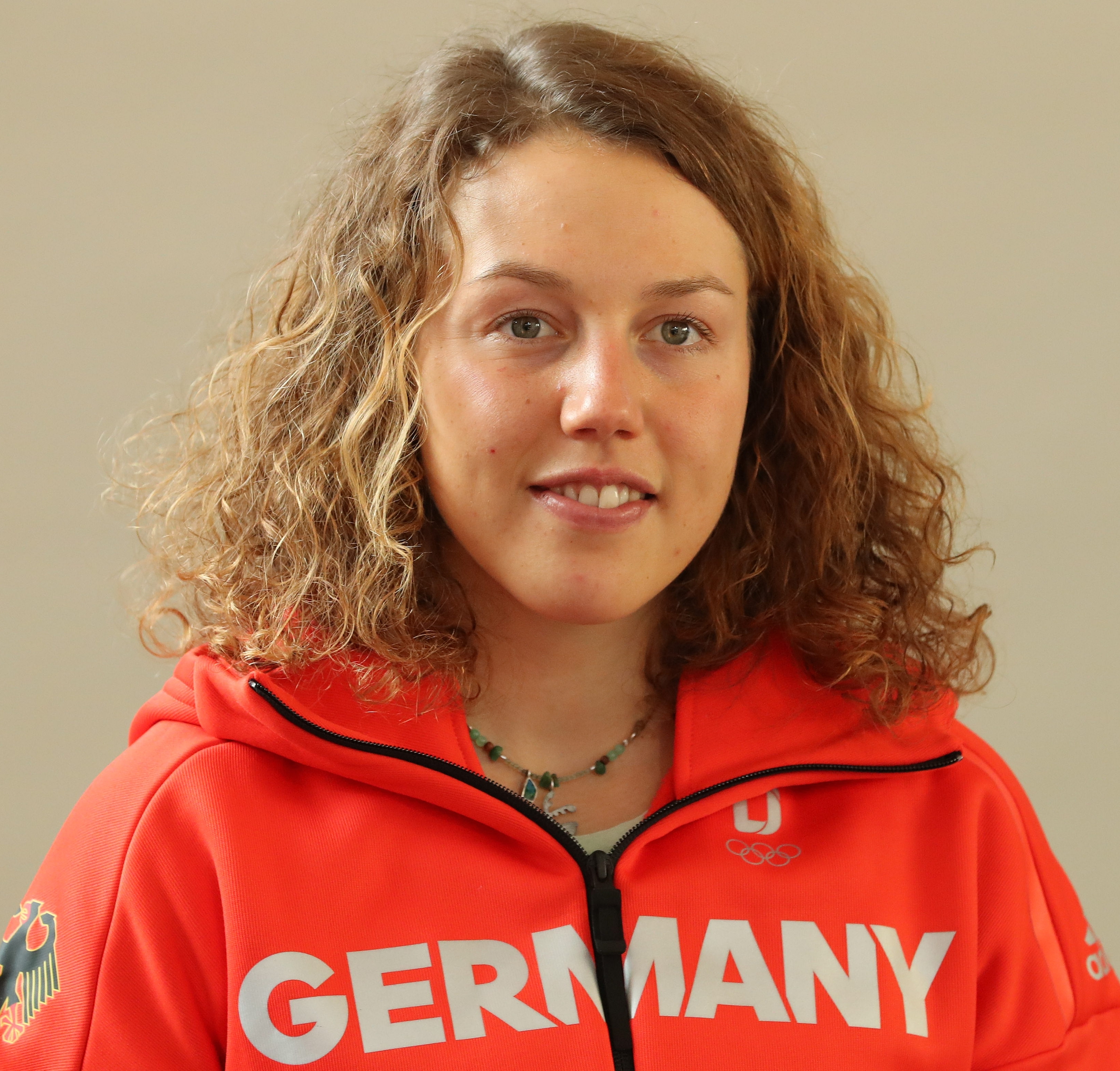
Лаура Дальмайер

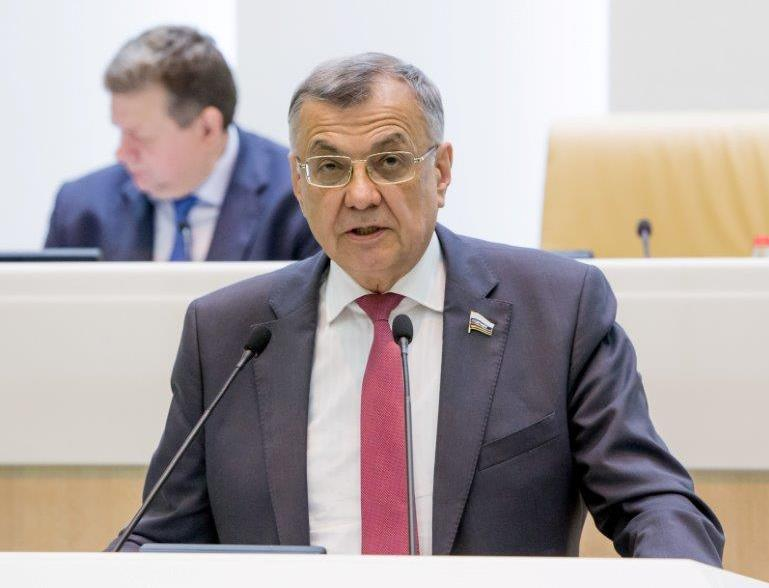
Степан Жиряков

- Анненберг, Уоллис[англ.] (86) — американская журналистка и филантроп[37].
- Вапперо, Жан-Мишель (77) — французский психоаналитик и математик[38].
- Дальмайер, Лаура (31) — немецкая биатлонистка, двукратная олимпийская чемпионка (2018); несчастный случай[39].
- Джонта, Сальваторе[итал.] (94) — итальянский ватерполист, олимпийский чемпион (1960)[40].
- Жиряков, Степан Михайлович (77) — советский и российский политический деятель, член Совета Федерации (2013—2018)[41].
- Каллон, Мишель (79/80) — французский социолог, один из основоположников акторно-сетевой теории[42].
- Минц, Мортон[англ.] (103) — американский журналист[43].
- Оливерас, Алехандра[исп.] (47) — аргентинский боксёр, чемпионка мира по версиям WBC (2006—2008, 2013—2014), WBA (2011—2012) и WBO (2012—2013)[44].
- Пинту, Ифтикуар Уддин Талукдер[англ.] (60) — бангладешский политический деятель, депутат Национальной ассамблеи (2014—2019, 2024)[45].

## 27 июля

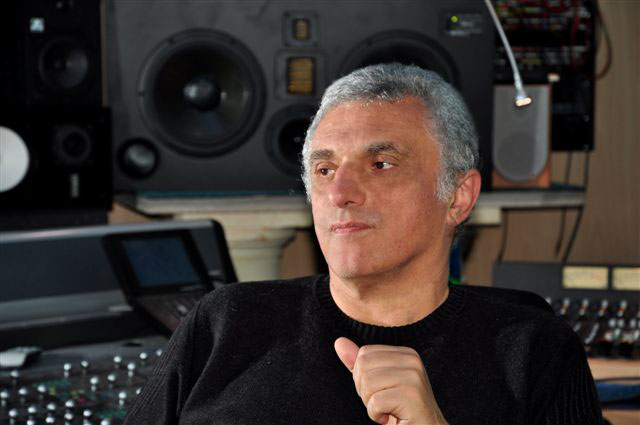
Чельсо Валли

Василий Зиновьев

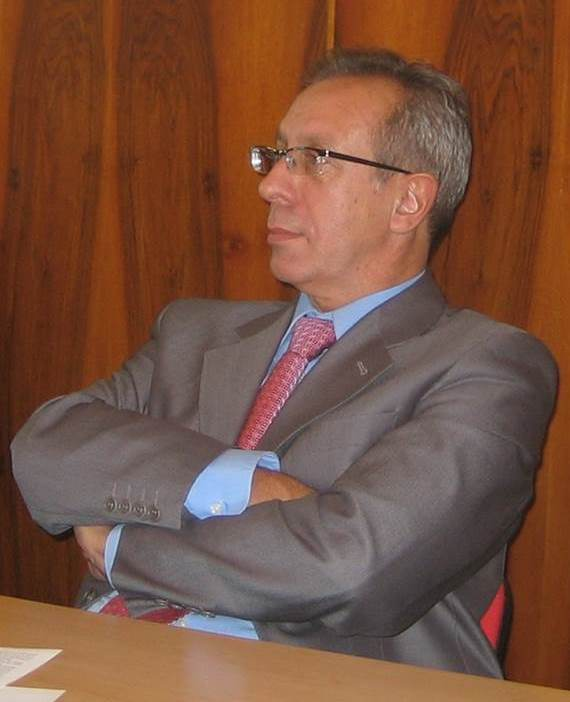
Александр Тхостов

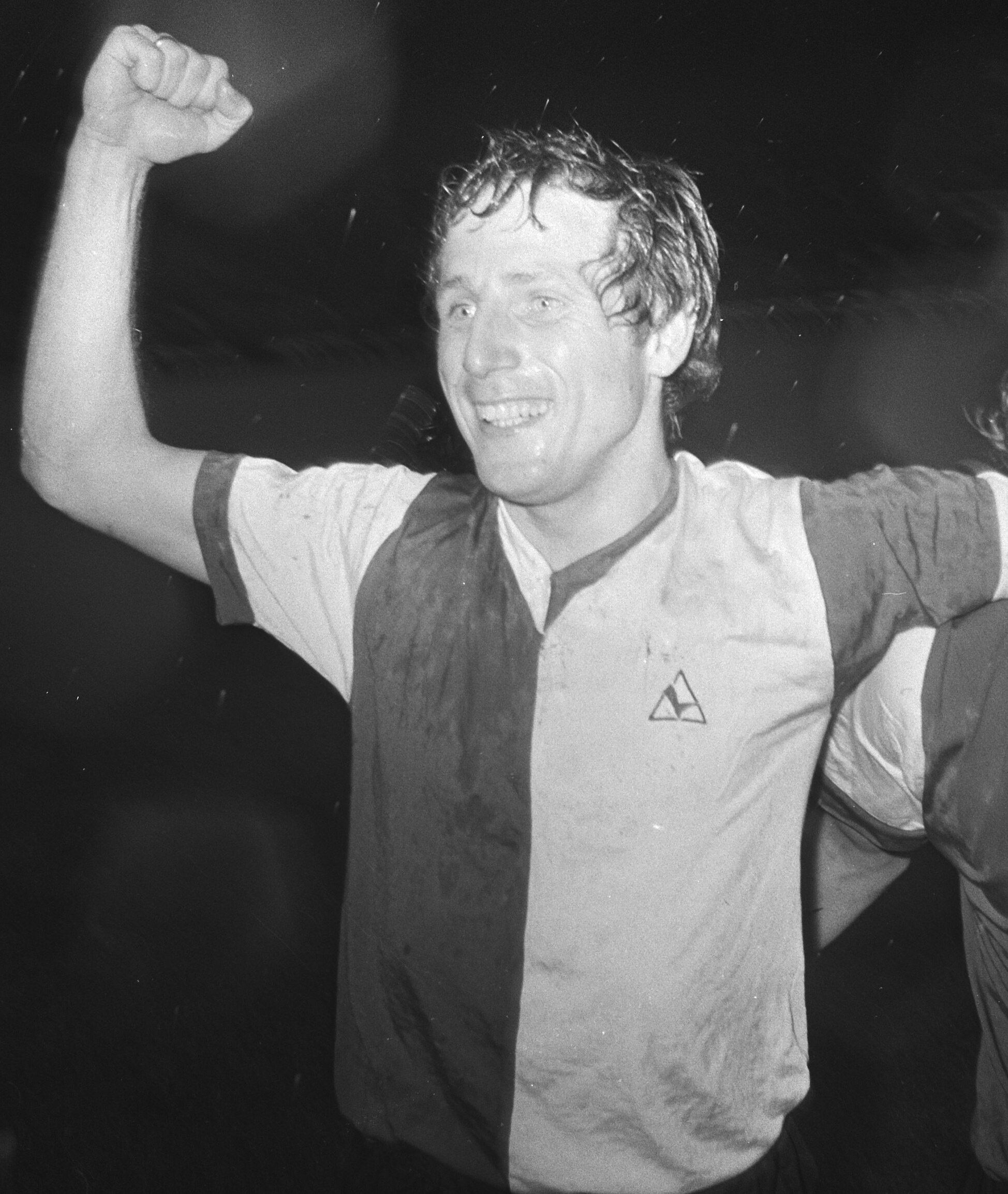
Дик Шнейдер

- Валли, Чельсо (75) — итальянский дирижёр и композитор[46].
- Дадаев, Юсуп Усманович (73) — российский историк-кавказовед[47].
- Зиновьев, Василий Васильевич (83) — советский и российский политический деятель, депутат Государственной думы (2007—2011)[48].
- Кирин, Мик[англ.] (82) — ирландский футболист (о смерти объявлено в этот день)[49].
- Максименко, Сергей Дмитриевич (83) — украинский психолог, директор Института психологии НАПН Украины (c 1997), академик НАПН Украины (1995)[50].
- Малер, Хорст (89) — немецкий юрист, публицист и политический активист, отрицатель Холокоста[51].
- Тхостов, Александр Шамилевич (72) — российский психолог, заслуженный профессор МГУ (2023)[52].
- Шнейдер, Дик (77) — нидерландский футболист, игрок национальной сборной (о смерти объявлено в этот день)[53].
- Штвертня, Ежи (78) — польский сценарист и кинорежиссёр[54].
- Ямпольский, Юрий Моисеевич (78) — украинский радиофизик, член-корреспондент НАН Украины (2009)[55].

## 26 июля

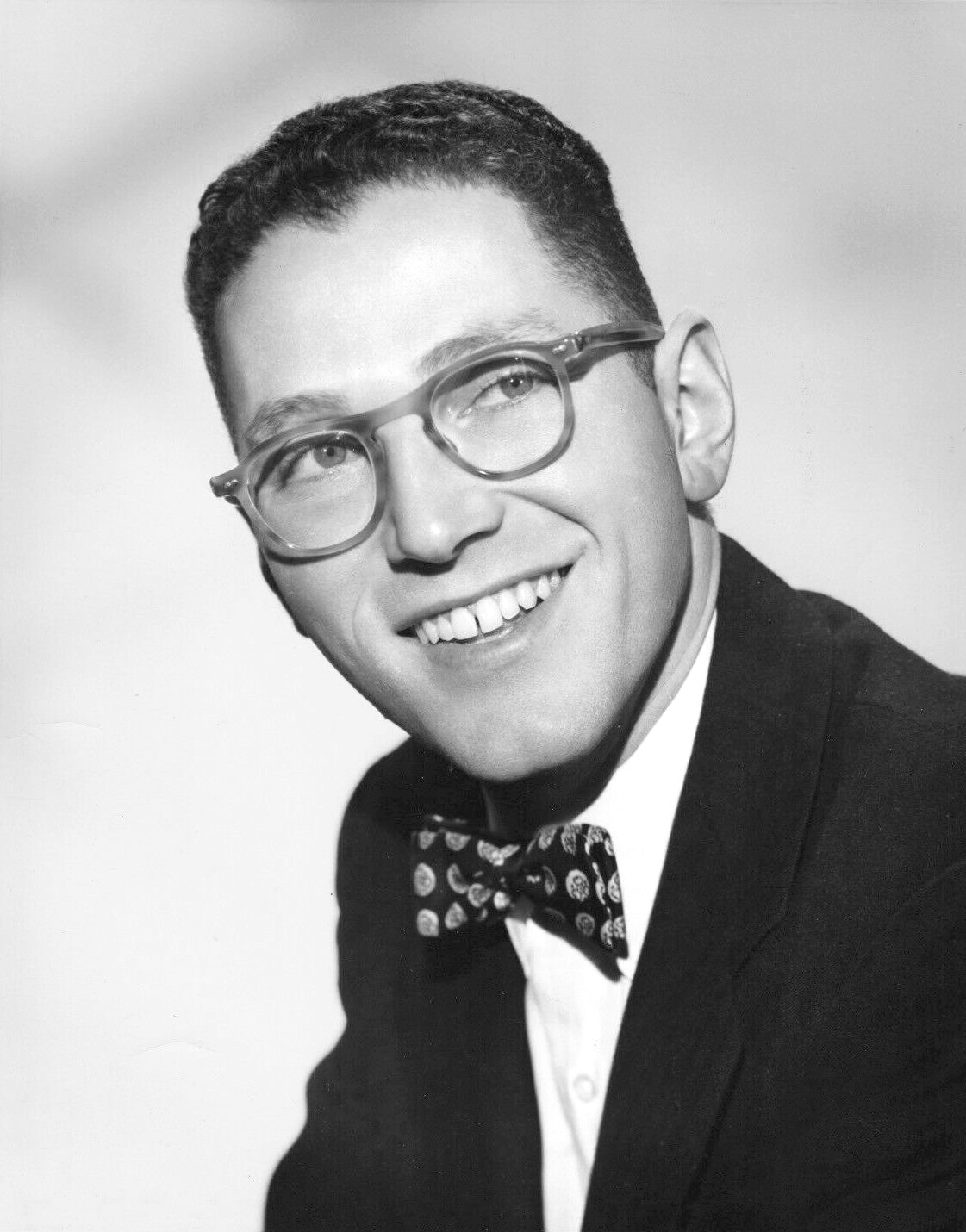
Том Лерер

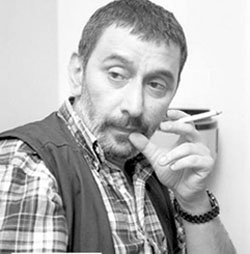
Зиад Рахбани

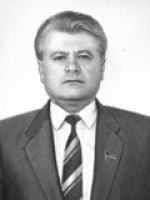
Леонид Яковишин

- Вехби, Дон[англ.] (62) — ямайский бизнесмен и политический деятель, сенатор (2007—2009)[56].
- Дюбуа, Жан-Поль (74) — французский актёр (о смерти объявлено в этот день)[57].
- Ирвин, Уилли[англ.] (82) — североирландский футболист, игрок национальной сборной (о смерти объявлено в этот день)[58].
- Лерер, Том (97) — американский певец и автор песен[59].
- Маваева, Гульнора Низамовна (93) — советская и узбекская балерина, народная артистка Узбекской ССР (1964)[60].
- Ман Гурунг, Притхви[англ.] (76) — непальский политический деятель, губернатор Гандаки-Прадеш (2021—2024)[61].
- Окули, Окелло (83) — угандийский прозаик и поэт[62].
- Рахбани, Зиад (69) — ливанский композитор, пианист и драматург, сын Файруз[63].
- Рахман, Охидур[бенг.] (81) — бангладешский политический деятель, депутат Национальной ассамблеи (1986—1988)[64].
- Сметанин, Николай Николаевич (74) — советский и российский артист эстрады, заслуженный артист Российской Федерации (1995)[65].
- Яковишин, Леонид Григорьевич (86) — украинский аграрий и политик, народный депутат Украины (1990—1994), Герой Украины (2004)[66].

## 25 июля

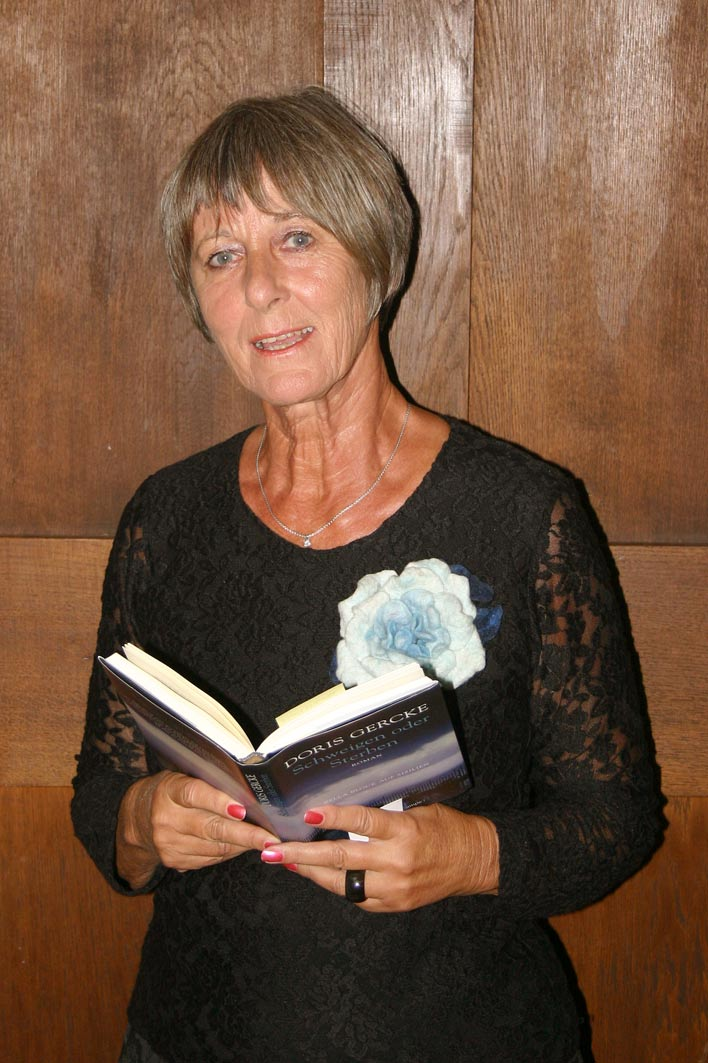
Дорис Герке

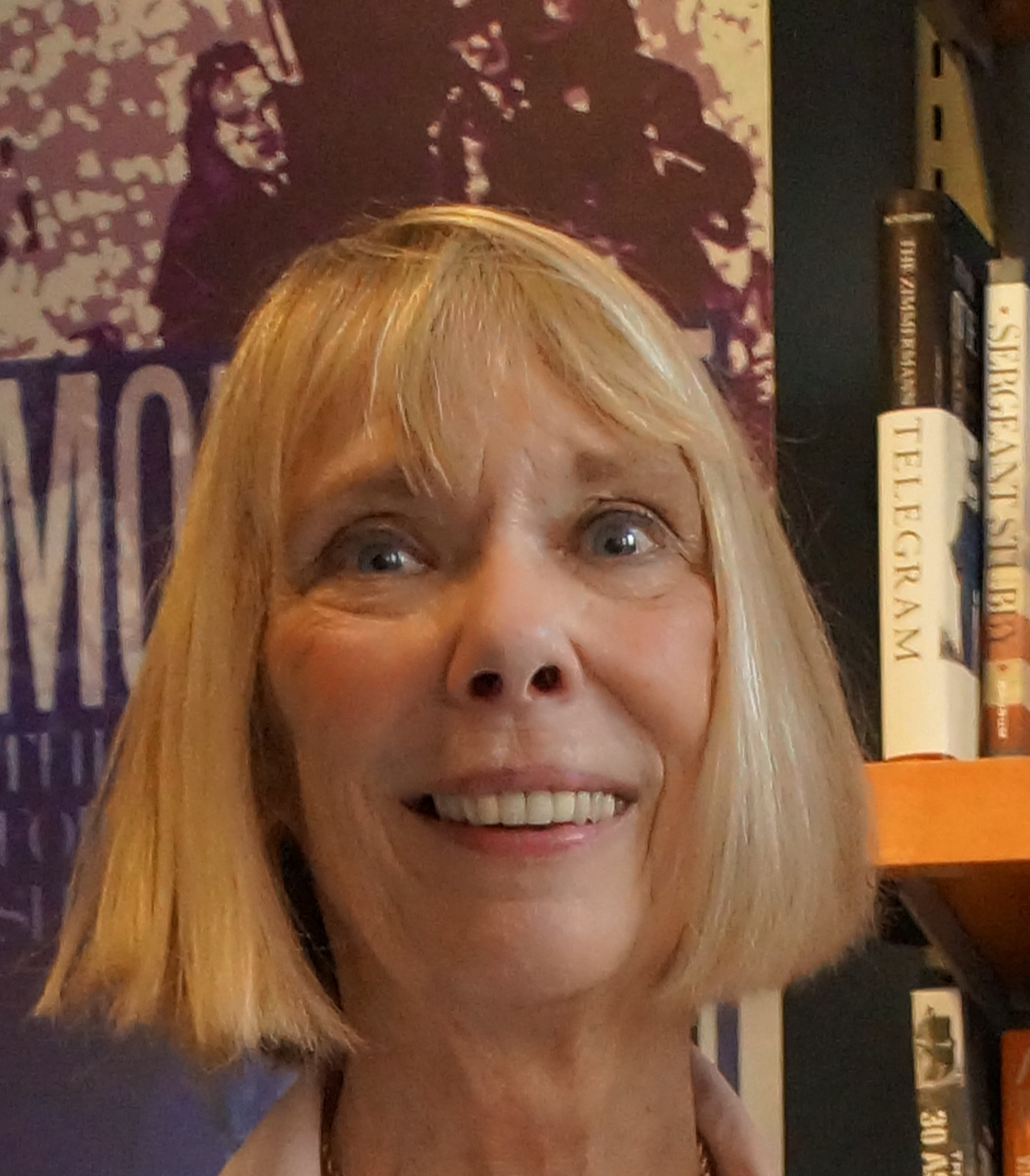
Сандра Граймс

- Гатин, Фоат Фатыхович (66) — советский и российский психиатр, заслуженный врач Российской Федерации (2010)[67].
- Герке, Дорис (88) — немецкая писательница[68].
- Граймс, Сандра (80) — американская разведчица, сотрудница ЦРУ[69].
- Даяратна, Петкириге[англ.] (89) — шри-ланкийский политический деятель, депутат Парламента (1977—2015), министр здравоохранения (2001—2004)[70].
- Ивасаки, Сюнъити[яп.] (98) — японский инженер-электроник, член Японской академии наук (2003)[71].
- Кави, Дуайт Мохаммед (72) — американский боксёр-профессионал, чемпион мира по версиям WBC (1981—1983) и WBA (1985—1986)[72].
- Парамонова, Валентина Константиновна (84) — советский и российский передовик транспортной отрасли[73].

## 24 июля

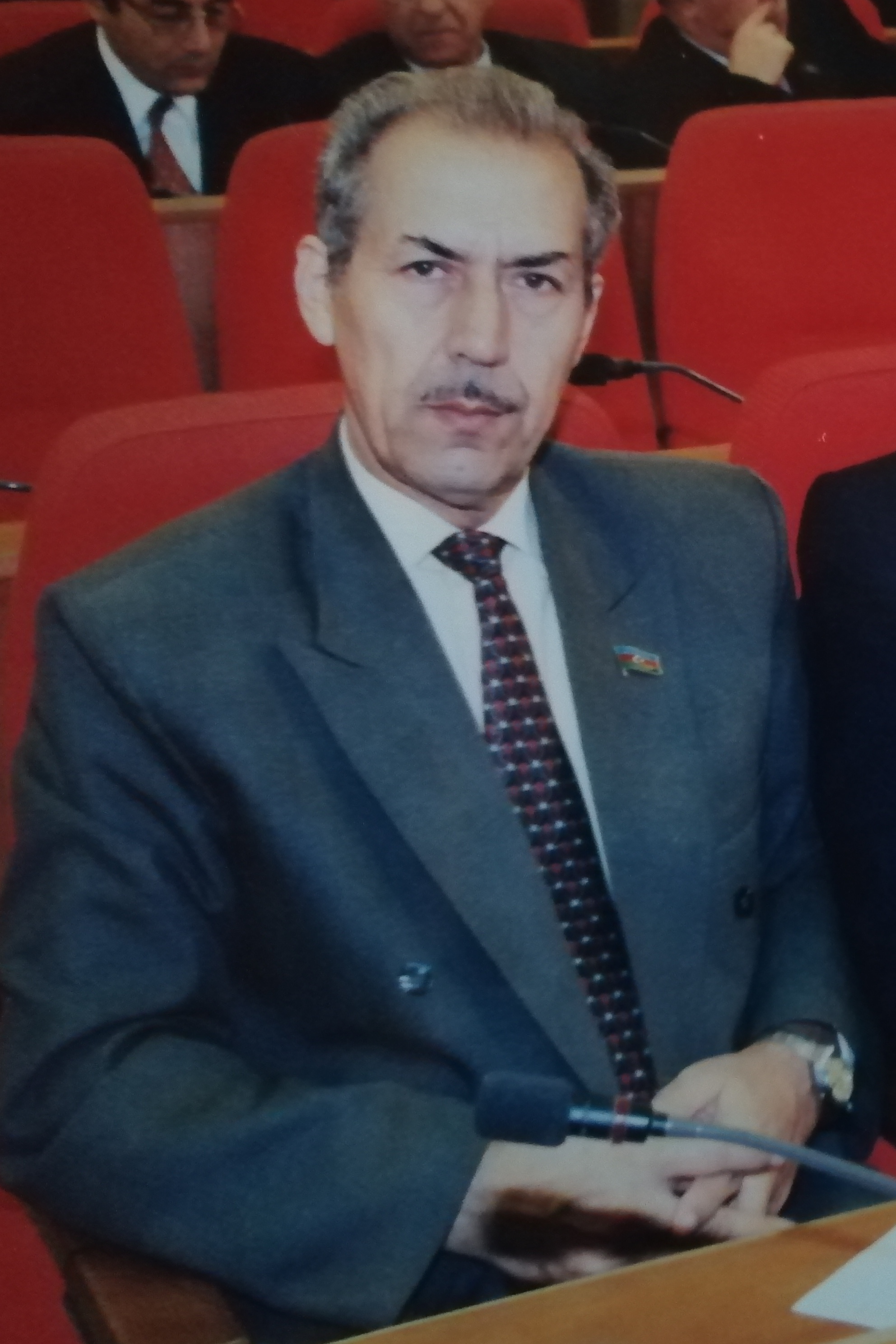
Хангусейн Казымлы

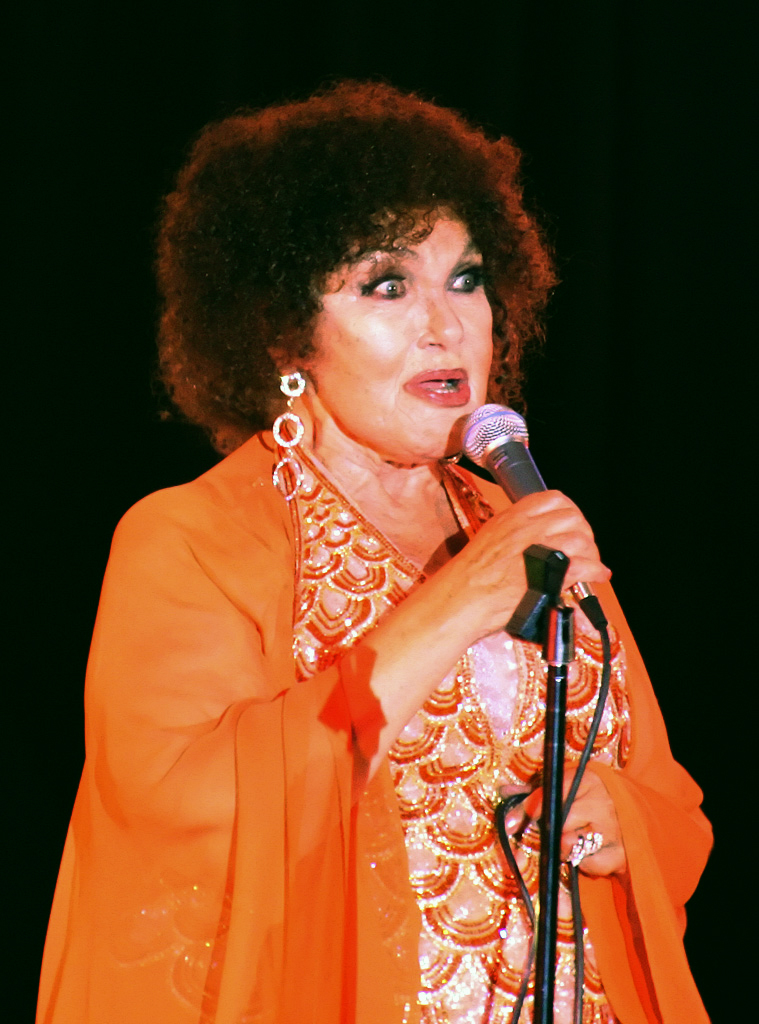
Клео Лэйн

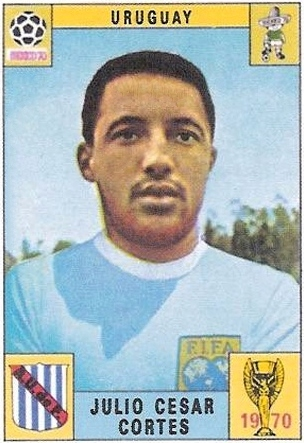
Хулио Кортес

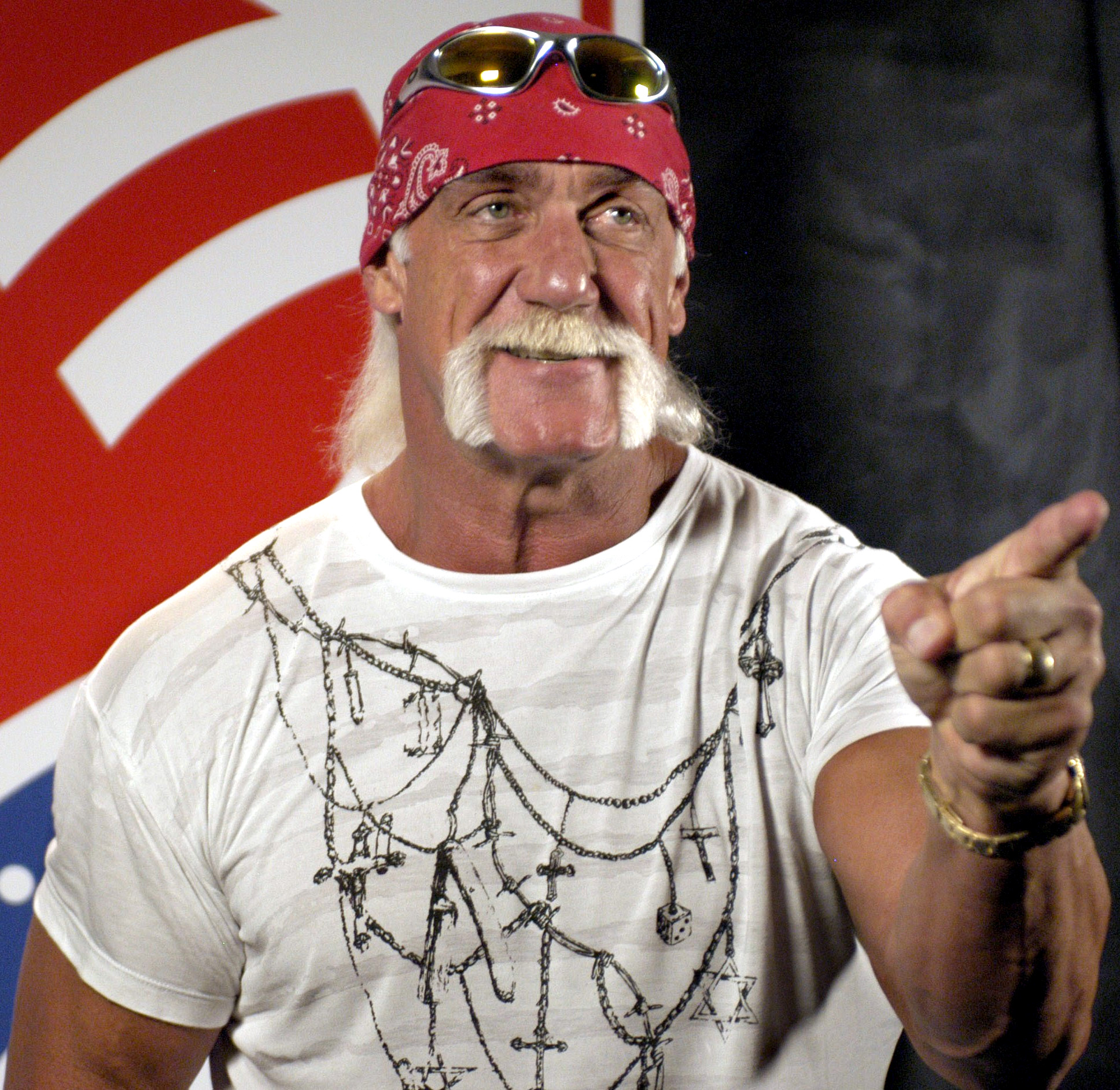
Халк Хоган

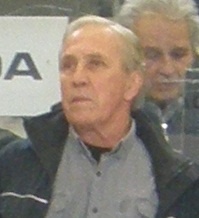
Йозеф Черны

- Бураков, Виктор Владимирович (70) — советский спринтер, участник Олимпийских игр (1980)[74].
- Казымлы, Хангусейн Гусейнага оглы (82) — азербайджанский политический деятель, депутат Национального собрания (1999—2020)[75].
- Клео Лэйн (97) — британская певица и актриса[76].
- Кортес, Хулио Сесар (84) — уругвайский футболист и футбольный тренер, игрок национальной сборной[77].
- Рущишин, Ярослав Иванович[укр.] (57) — украинский политик, народный депутат Украины (с 2019); ДТП[78].
- Халк Хоган (71) — американский рестлер, актёр и предприниматель[79].
- Черны, Йозеф (85) — чехословацкий хоккеист и тренер, трёхкратный призёр Олимпийских игр (1964, 1968, 1972), десятикратный призёр чемпионатов мира[80].

## 23 июля
- Боу Хабиб, Абдалла[араб.] (83) — ливанский политический деятель, министр иностранных дел и миграции (2021—2025)[81].
- Бурулько, Александр Петрович (88) — советский и российский хозяйственный, партийный и политический деятель, депутат Государственной думы (1998—2003)[82].
- Дубягин, Юрий Петрович (82) — российский криминалист[83].
- Кайл, Мив[англ.] (96) — ирландская бегунья и хоккеистка, бронзовый призёр чемпионата Европы в помещении (1966)[84].
- Оуэн, Брайан[англ.] (80) — английский футболист (о смерти объявлено в этот день)[85].
- Паласиос, Арнольд[англ.] (69) — американский политический и государственный деятель, вице-губернатор (2019—2023) и губернатор (с 2023) Северных Марианских Островов[86].
- Смирнов, Валерий Павлович (80) — советский и российский актёр, заслуженный артист Российской Федерации (2004)[87].
- Смолин, Михаил Борисович (54) — российский историк и публицист[88].
- Тавакколи, Ахмад[перс.] (74) — иранский политический и государственный деятель, министр труда (1981—1983), депутат Исламского консультативного совета (1980—1981, 2004—2016), член Совета целесообразности (с 2017)[89].
- Тиям, Ратан[англ.] (77) — индийский театральный режиссёр и драматург[90].

## 22 июля

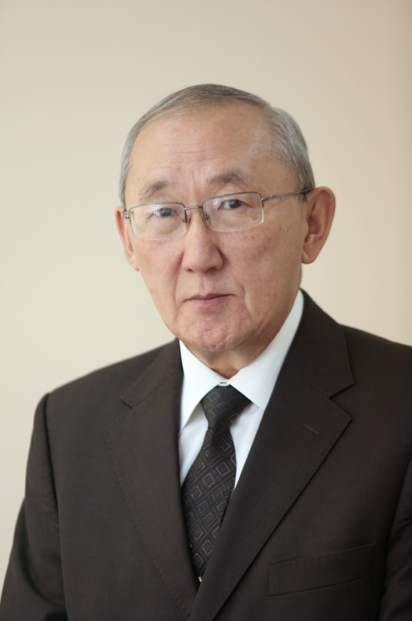
Анатолий Бурцев

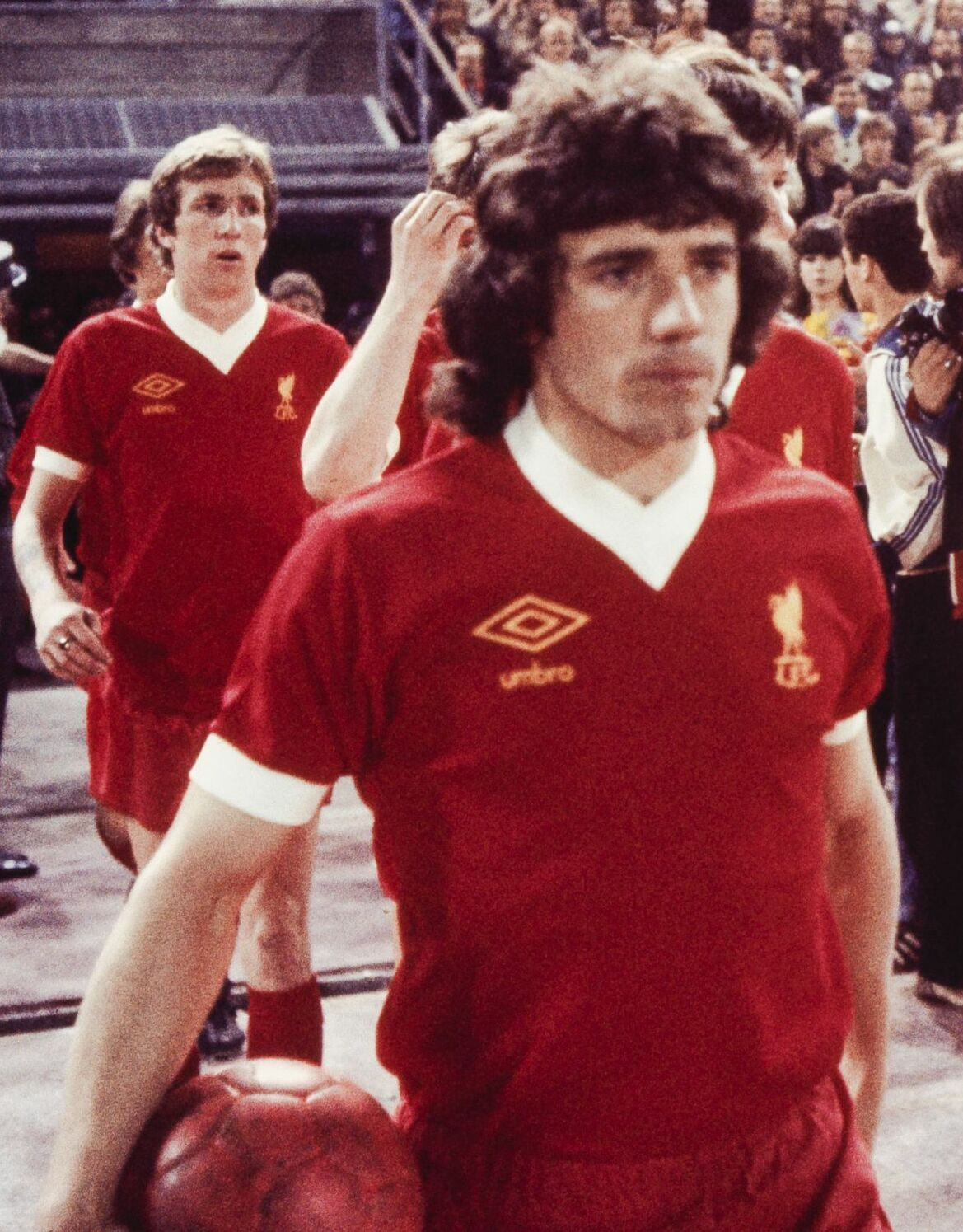
Джои Джонс

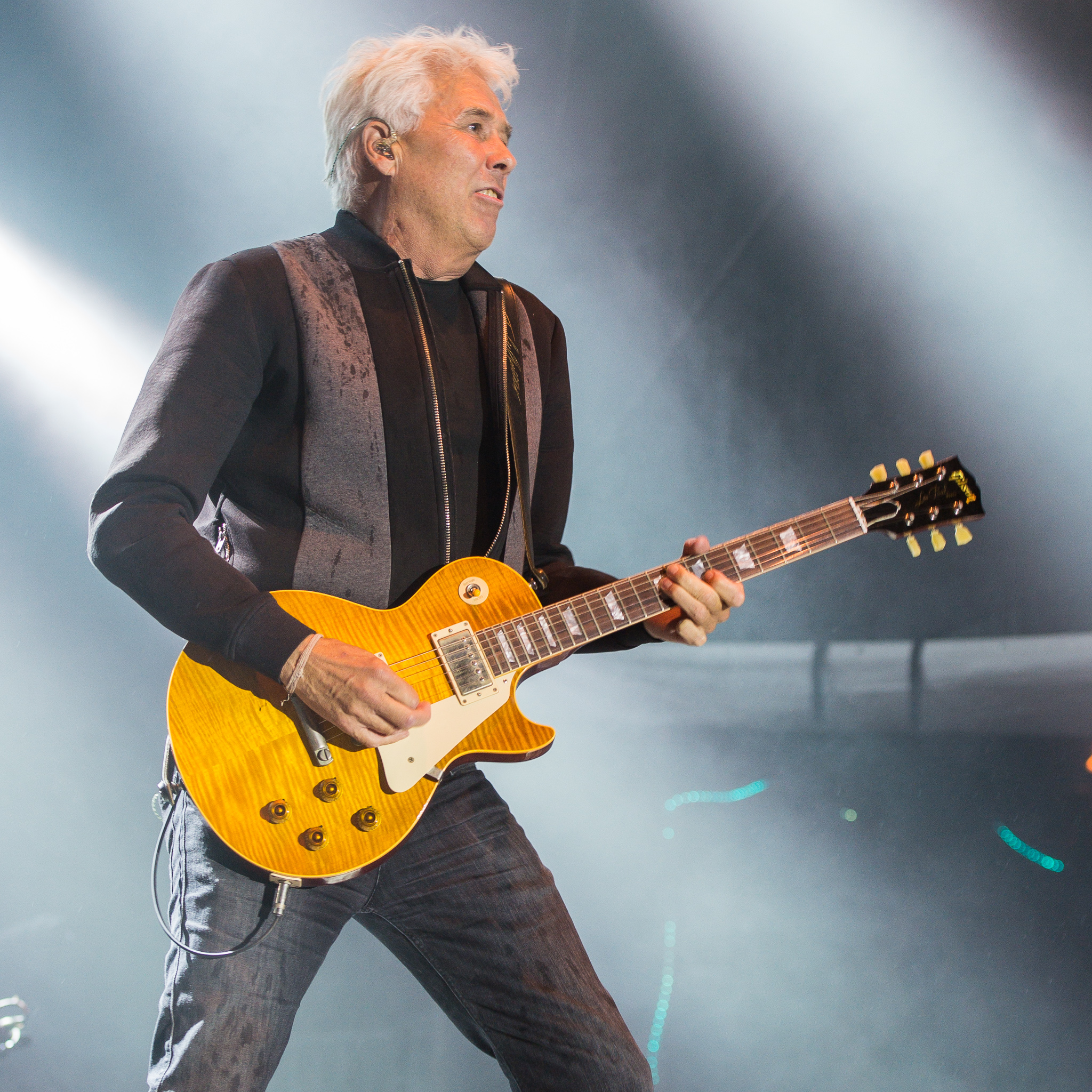
Джордж Койманс

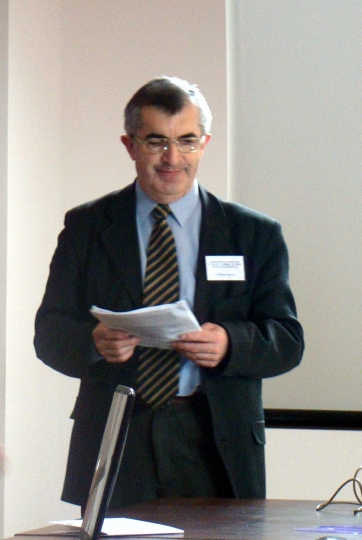
Эдвард Зайковский

Владимир Леонтьев

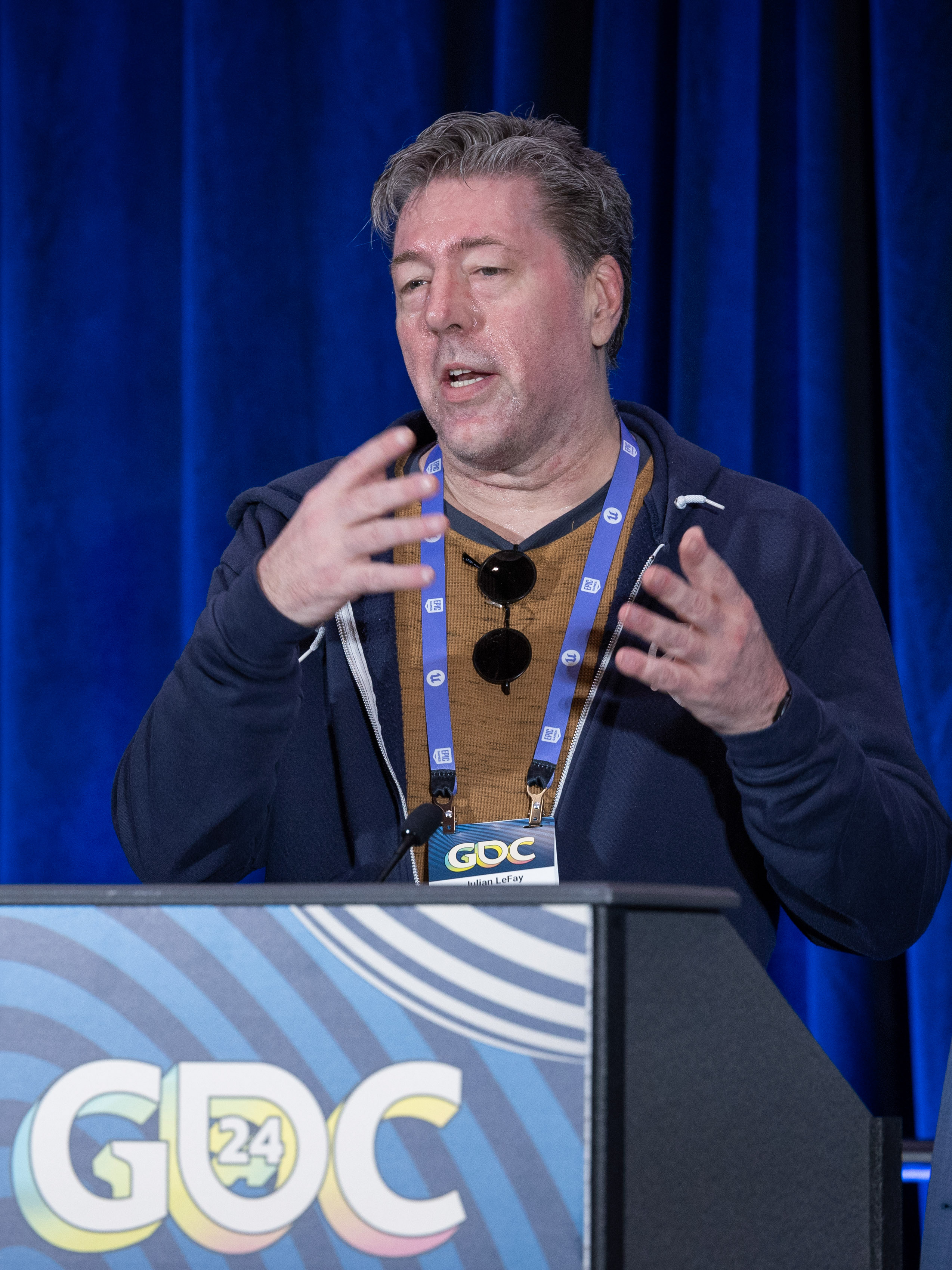
Джулиан ЛеФэй

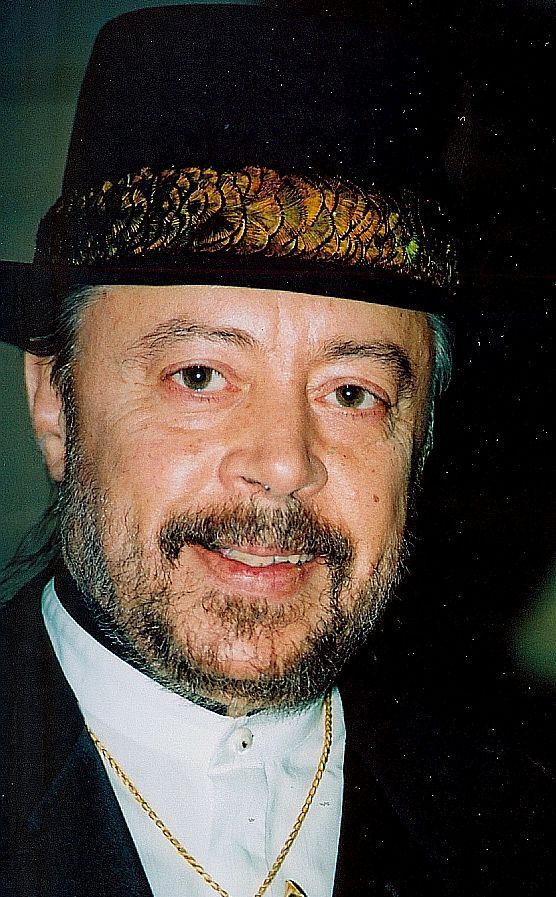
Чак Манджони

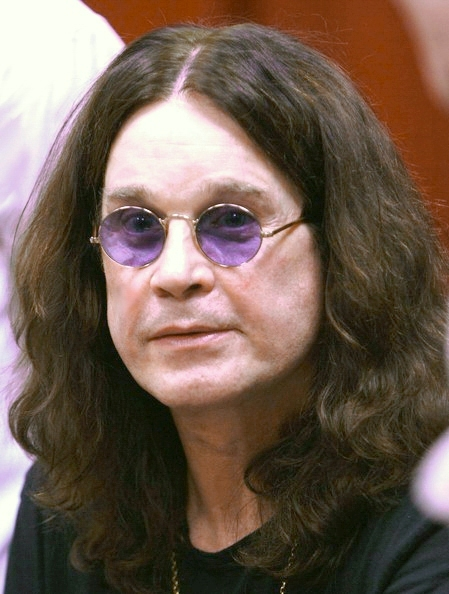
Оззи Осборн

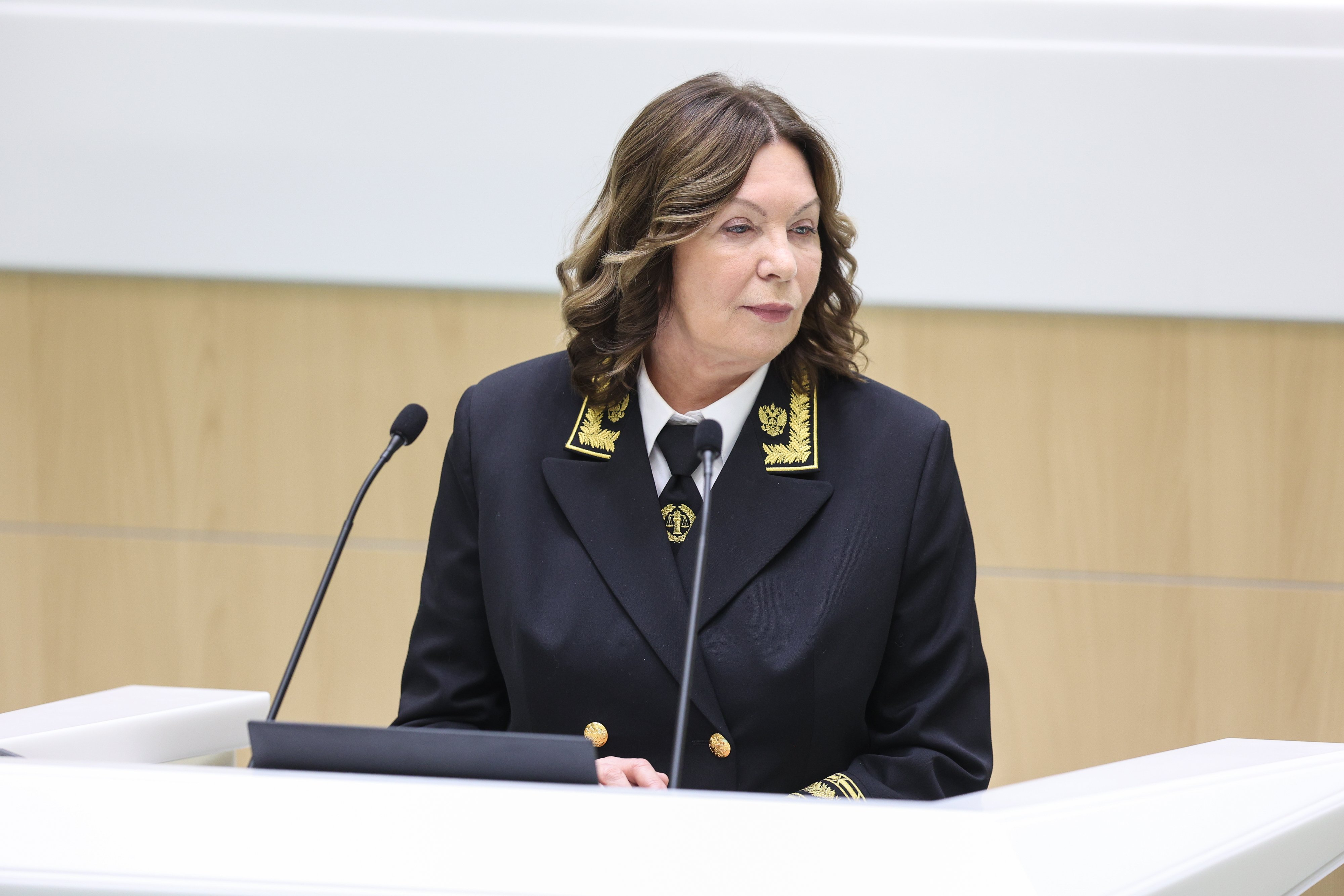
Ирина Подносова

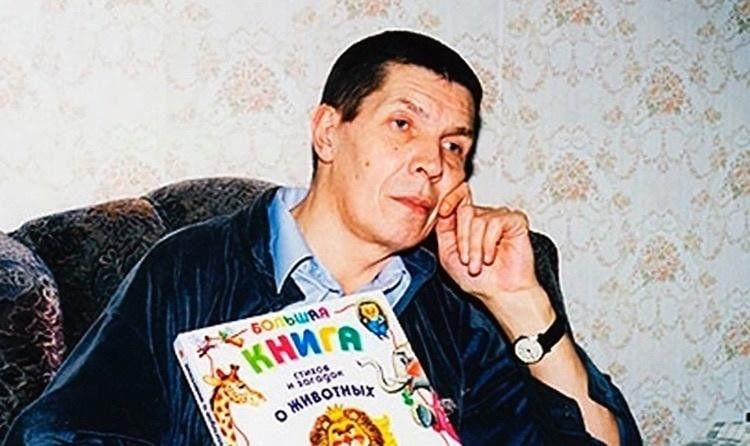
Владимир Степанов

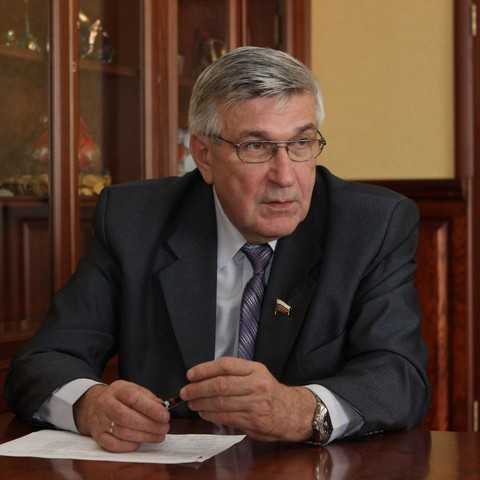
Михаил Тарасенко

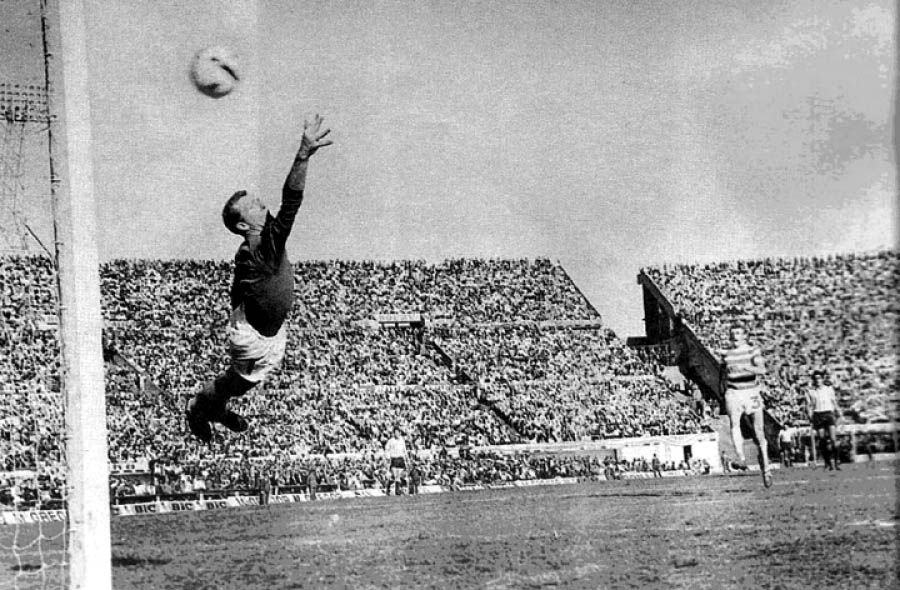
Джон Фэллон

- Ажар, Миан Мохаммад[англ.] (80) — пакистанский политический деятель, мэр Лахора (1987—1990), губернатор Пенджаба (1990—1993), депутат Национальной ассамблеи (1988—1991, 1997—1999, с 2024)[91].
- Бурцев, Анатолий Алексеевич (80) — советский и российский литературовед, заслуженный деятель науки Республики Саха (2002)[92].
- Главович, Мухамед (81) — югославский и боснийский футболист[93].
- Грин, Гай (87) — австралийский судья и политический деятель, губернатор Тасмании (1995—2003), исполняющий обязанности генерал-губернатора (2003)[94].
- Джонс, Джои (70) — валлийский футболист и футбольный тренер, игрок национальной сборной[95].
- Зайковский, Эдвард Михайлович (72) — советский и белорусский археолог[96].
- Зегарт, Шелли (84) — американская художница, специалист по квилтингу[97].
- Казбан, Максим Александрович (40) — украинский военный деятель, полковник Национальной полиции, командир Объединённой штурмовой бригады «Лють» (с 2024), Герой Украины (2025, посмертно); ДТП[98].
- Койманс, Джордж (77) — нидерландский рок-музыкант и певец, один из основателей и участник группы «Golden Earring»[99].
- Копин, Владимир Сергеевич (80) — советский футболист[100].
- Леонтьев, Владимир Константинович (83) — советский и российский математик[101].
- ЛеФэй, Джулиан (59) — датский геймдизайнер[102].
- Лукань, Владимир Григорьевич[укр.] (64) — украинский художник[103].
- Макгригор, Джейми[англ.] (75) — шотландский политический деятель, депутат Парламента (1999—2016)[104].
- Манджони, Чак (84) — американский джазовый музыкант[105].
- Милащенко, Николай Захарович (92) — советский и российский учёный в области агропочвоведения, директор ВНИИ удобрений и агропочвоведения (1985—2003), академик ВАСХНИЛ / РАСХН (1982—2013), академик РАН (2013)[106].
- Осборн, Оззи (76) — британский рок-певец и музыкант, один из основателей и участников группы «Black Sabbath»[107].
- Пин, Челесте[итал.] (64) — итальянский футболист; самоубийство[108].
- Подносова, Ирина Леонидовна (71) — советский и российский юрист, председатель Верховного суда (с 2024)[109].
- Степанов, Владимир Александрович (75) — русский поэт, заслуженный работник культуры Российской Федерации (2002)[110].
- Сумират, Иие[индон.] (74) — индонезийский бадминтонист, бронзовый призёр чемпионата мира (1977)[111].
- Тарасенко, Михаил Васильевич (77) — российский профсоюзный, политический и государственный деятель, депутат Государственной думы (с 2007)[112].
- Трифонова, Румена[болг.] (81) — болгарская актриса[113].
- Фэллон, Джон (84) — шотландский футболист[114].
- Чу, Пол[кит.] (83) — тайваньский политический деятель, министр финансов (1996—2000)[115].
- Шилов, Юрий Алексеевич (75) — украинский археолог[116].

## 21 июля

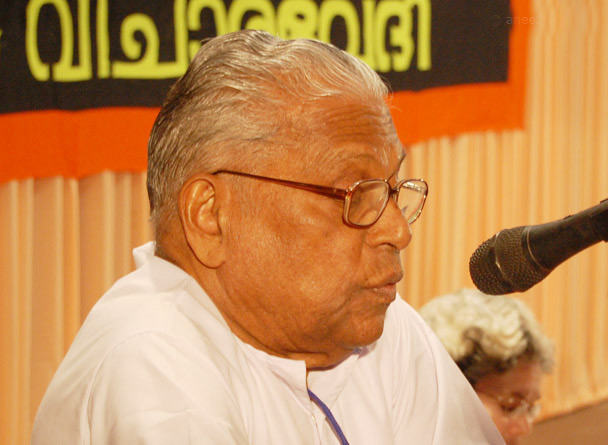
Великкакатху Санкаран Ачутанандан

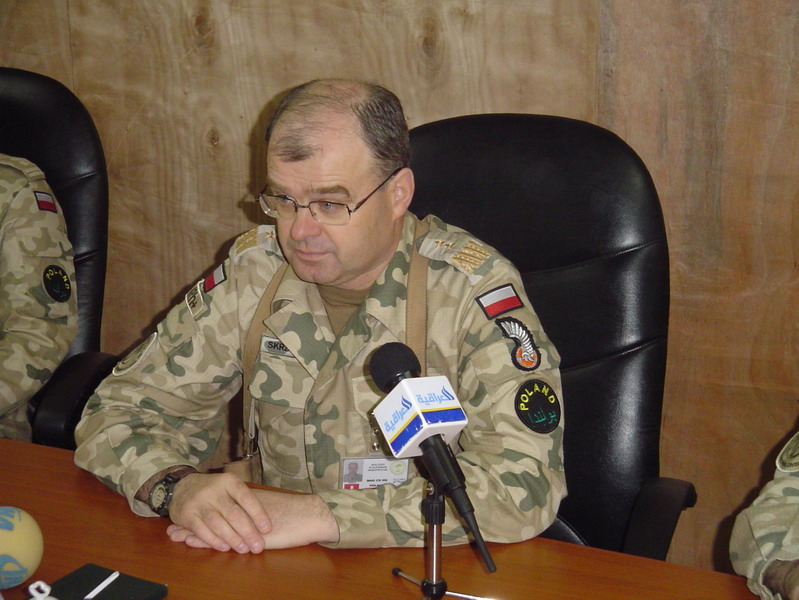
Вальдемар Скшипчак

- Великкакатху Санкаран Ачутанандан (101) — индийский политический и государственный деятель, главный министр Кералы (2006—2011)[117].
- Гутьеррес, Крессенсио (91) — мексиканский футболист, игрок национальной сборной[118].
- Егорова, Татьяна Николаевна (81) — советская и российская актриса и писательница[119].
- Кесслер, Джейн (104) — американский психолог[120].
- Лалуха, Иван (92) — словацкий историк и политик, депутат Национального совета (1992—1994)[121].
- Матвеев, Алексей Васильевич (87) — советский и белорусский геолог, академик НАН Беларуси (1994)[122].
- Моторный, Виталий Павлович[укр.] (84) — советский и украинский математик, член-корреспондент НАНУ (2000)[123].
- Скшипчак, Вальдемар (69) — польский генерал, командующий Сухопутными войсками (2006—2009), заместитель министра обороны по вопросам вооружения и модернизации (2012)[124].
- Уилкинсон, Джун[англ.] (85) — британская актриса и модель[125].
- Уланов, Иван Алексеевич (92) — советский и российский актёр, заслуженный артист РСФСР (1970), народный артист Калмыцкой АССР (1986)[126].

## 20 июля

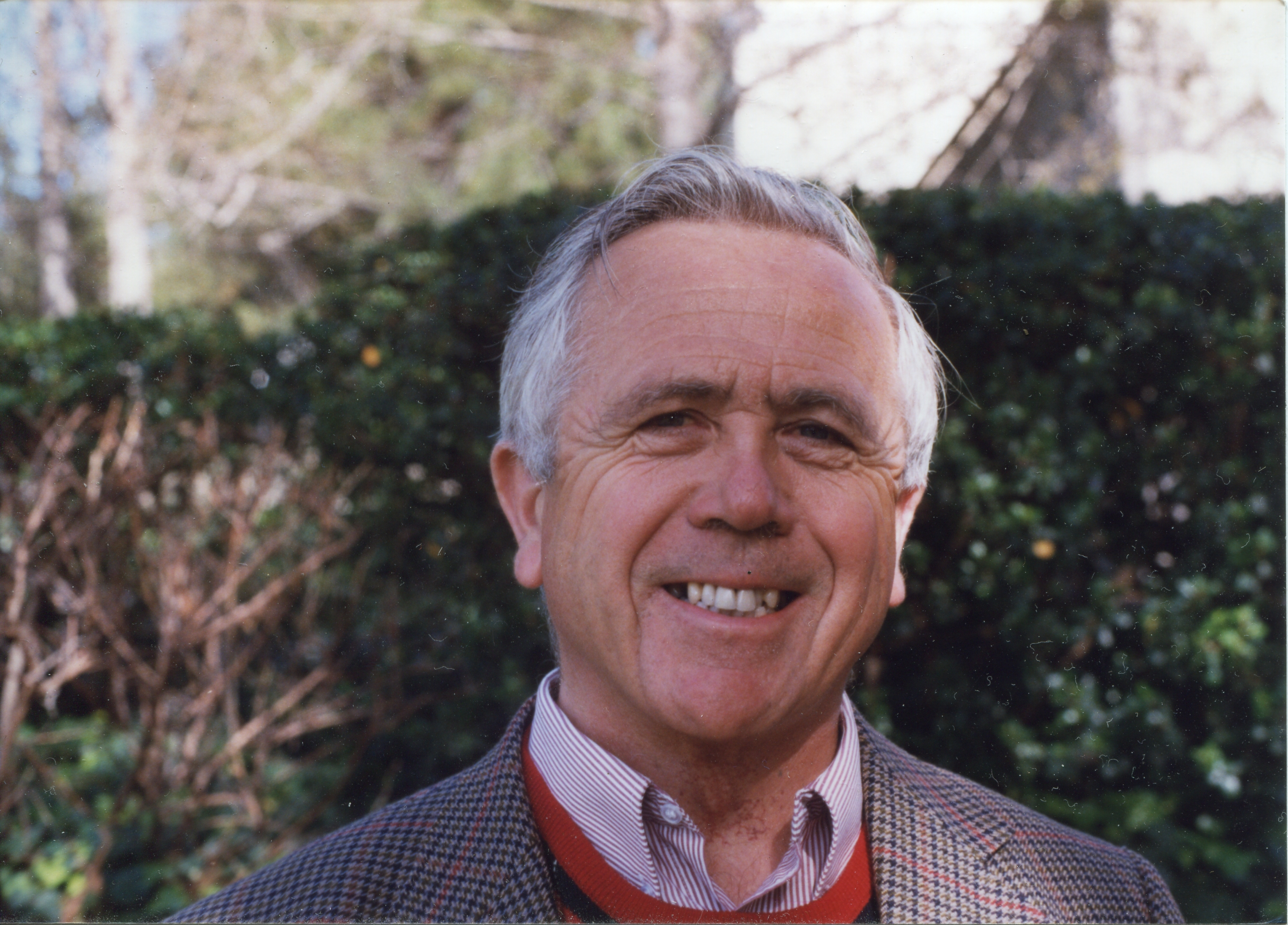
Родни Бакстер

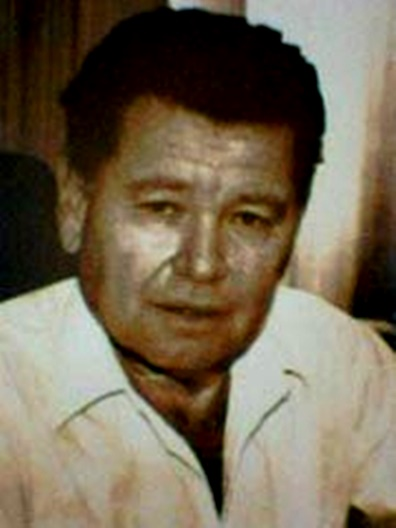
Шмуэль Горен

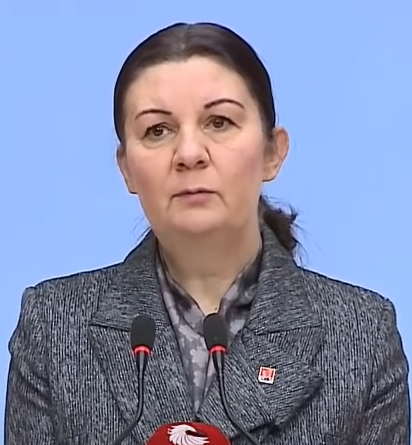
Лале Карабыйык

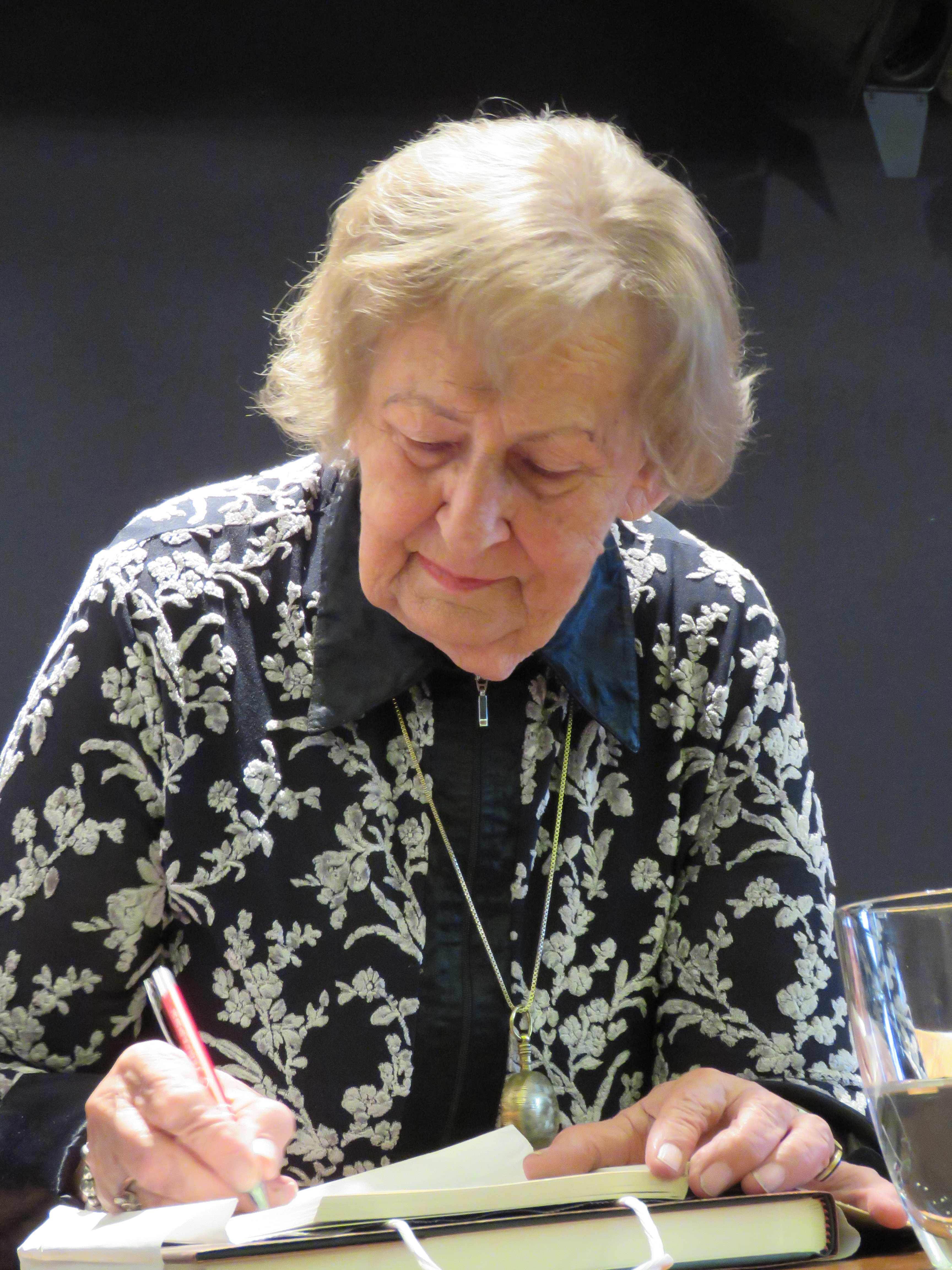
Уршуля Козел

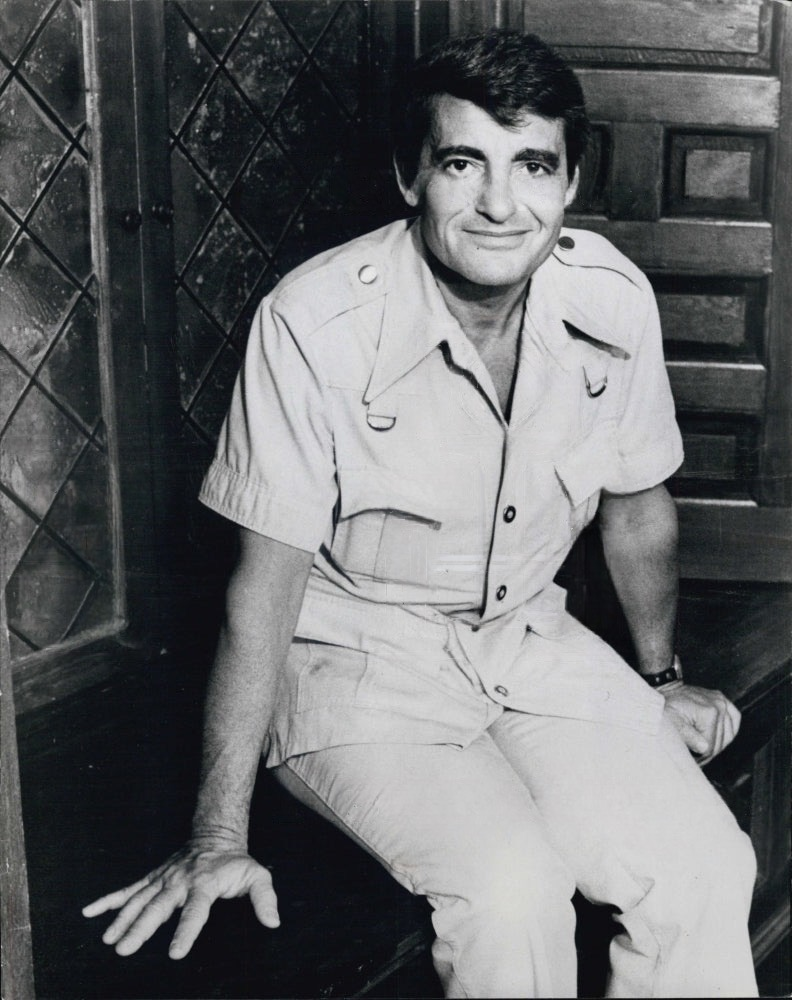
Том Трауп

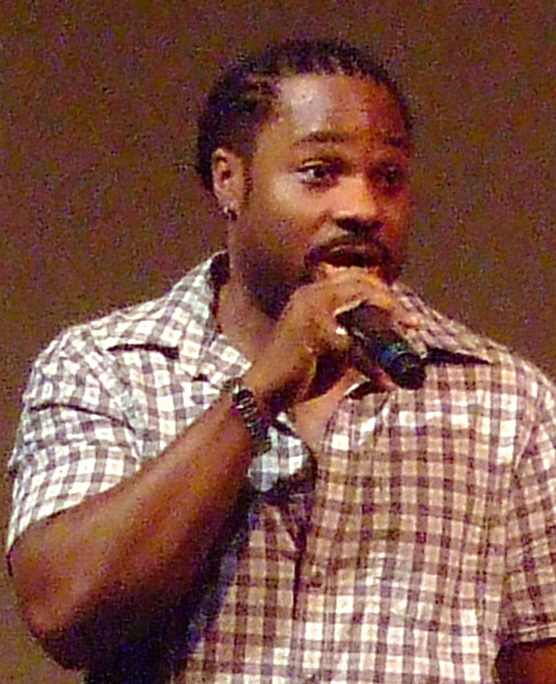
Малькольм-Джамал Уорнер

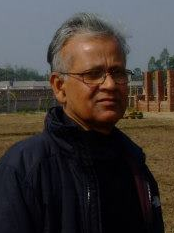
Хамидудзаман Хан

- Бакстер, Родни (85) — австралийский физик[127].
- Бенбаджи, Хагит (59) — израильский философ[128].
- Бончинелли, Эдоардо[итал.] (84) — итальянский физик и генетик[129].
- Горен, Шмуэль (97) — израильский офицер, командир отряда 504[англ.] (1962—1968)[130].
- Жил, Прета[англ.] (50) — бразильская певица и актриса[131].
- Карабыйык, Лале (59) — турецкий политический деятель, депутат Великого национального собрания (2015—2023)[132].
- Козел, Уршуля (94) — польская поэтесса и писательница[133].
- Марин, Жозе Мария[англ.] (93) — бразильский политик и спортивный функционер, губернатор штата Сан-Паулу (1982—1983), президент Бразильской конфедерации футбола (2012—2015)[134].
- Паргов, Сашо[болг.] (79) — болгарский футболист[135].
- Сафронов, Виктор Алексеевич (93) — советский и российский живописец, народный художник РСФСР (1983)[136].
- Сисягин, Павел Николаевич (78) — советский и российский учёный в области ветеринарной микробиологии, вирусологии, эпизоотологии и иммунологии, член-корреспондент РАСХН (2001—2014), член-корреспондент РАН (2014)[137].
- Трауп, Том (97) — американский актёр[138].
- Уорнер, Малькольм-Джамал (54) — американский актёр; несчастный случай[139].
- Хан, Хамидудзаман (79) — бангладешский скульптор и художник[140].
- Хена, Абу (75) — индийский политический деятель, депутат Законодательной ассамблеи Западной Бенгалии (1991—2021)[141].

## 19 июля

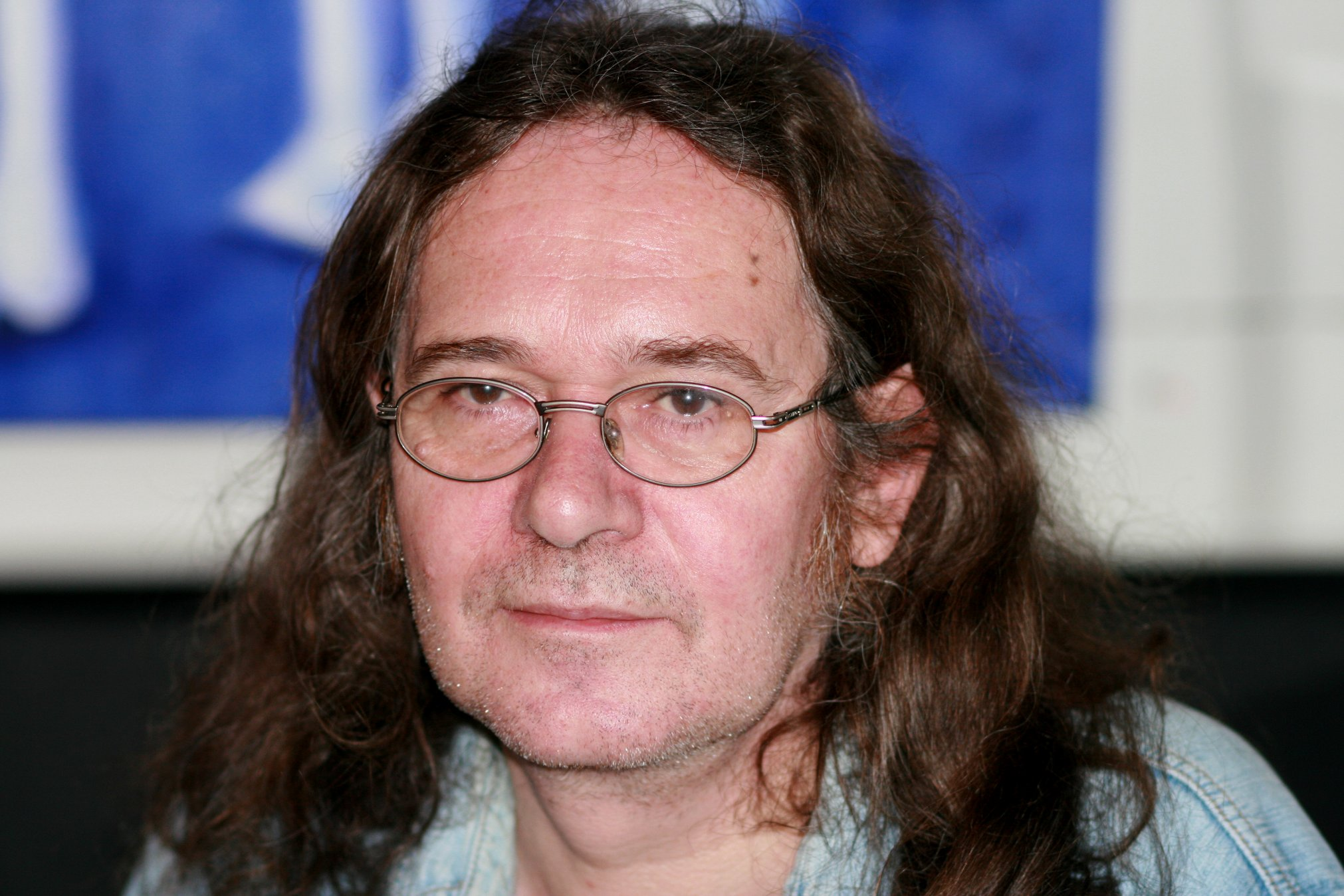
Ингвар Амбьёрнсен

Рустэм Сулейманов

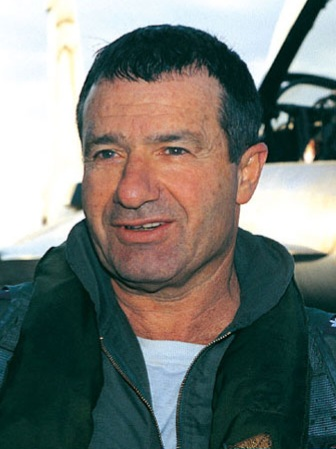
Гиора Эпштейн

- Алексеев, Дмитрий Вадимович (52) — советский и российский футболист[142].
- Аль-Валид ибн Халид Аль Сауд[араб.] (36) — саудовский принц[143].
- Амбьёрнсен, Ингвар (69) — норвежский писатель[144].
- Анзиани, Ален[фр.] (74) — французский политический деятель, сенатор (2008—2017)[145].
- Жамбалова, Елена Александровна (38) — российская поэтесса[146].
- Оймен, Алтан[тур.] (93) — турецкий политический деятель, министр туризма (1977), председатель Республиканской народной партии (1999—2000)[147].
- Паппа, Лена[греч.] (93) — греческая поэтесса[148].
- Пеякович, Йосип (78) — боснийский актёр и писатель[149].
- Сулейманов, Рустэм Салихович (47) — российский скрипач и дирижёр[150].
- Черепанова, Лиана Николаевна (95) — советский и российский режиссёр документального кино, заслуженный работник культуры РСФСР (1990)[151].
- Шарафиева, Резеда Дамировна (59) — советская и российская певица, народная артистка Республики Татарстан (2016)[152].
- Эпштейн, Гиора (87) — израильский военный лётчик-ас[153].

## 18 июля

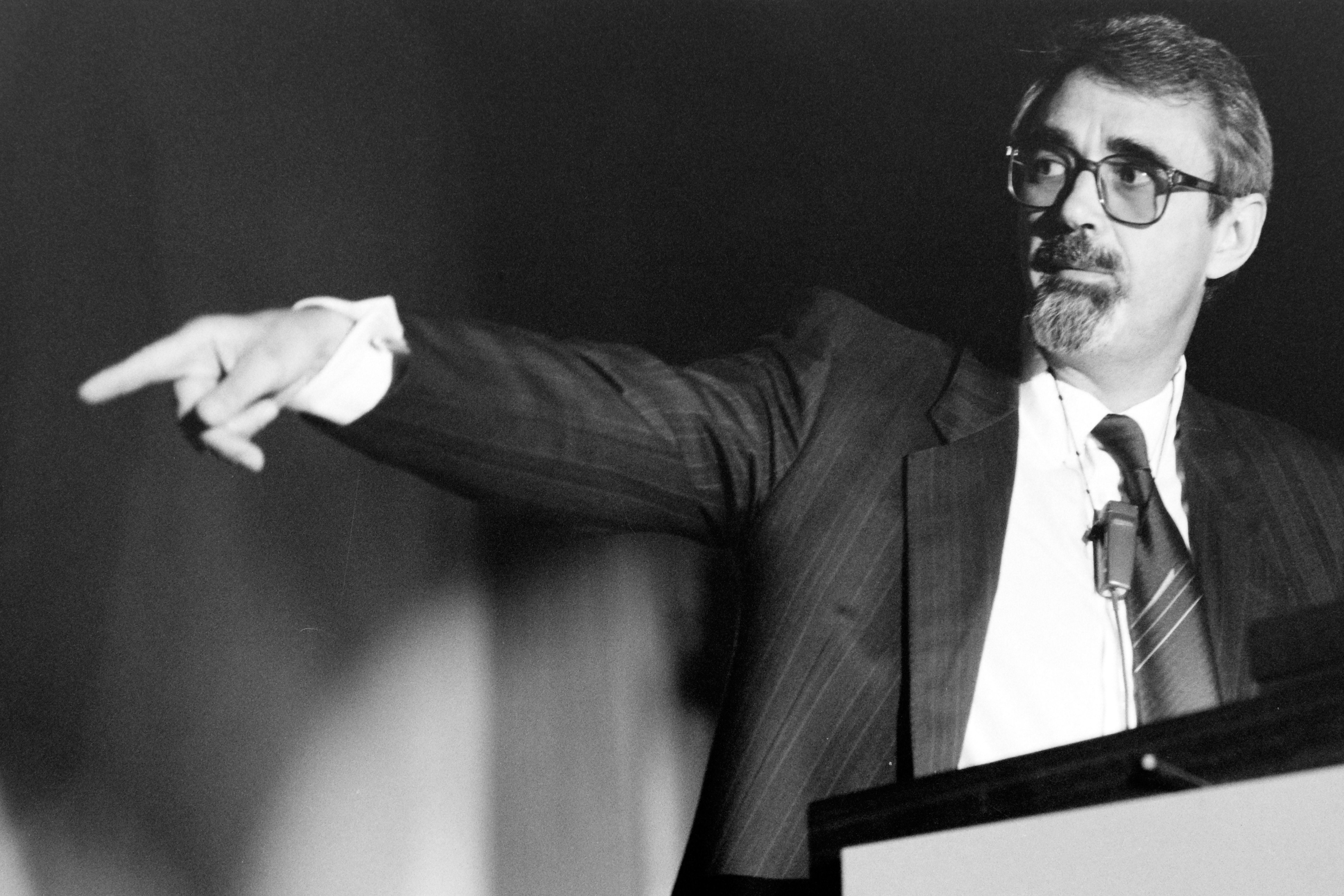
Перси Барневик

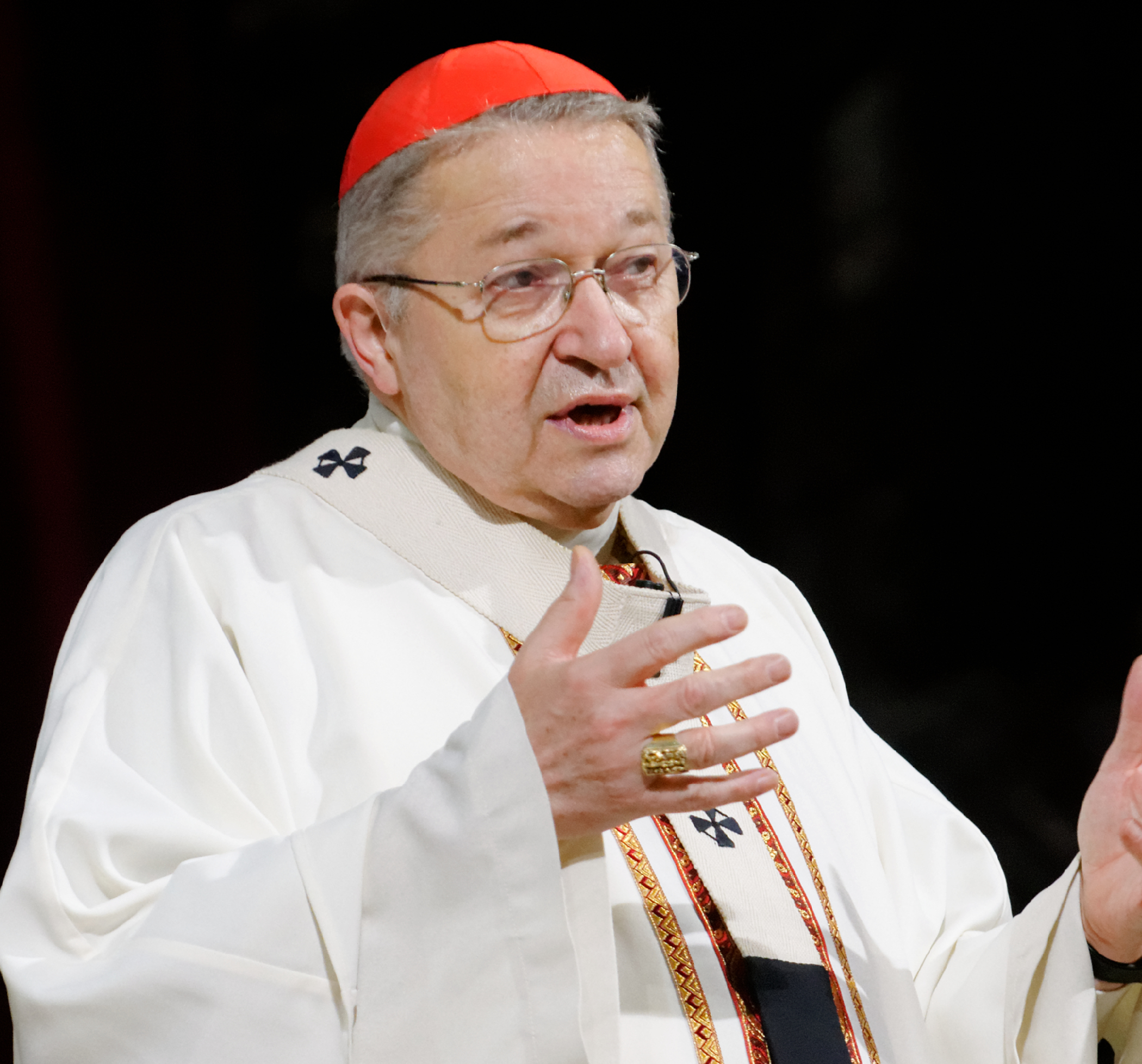
Андре Вен-Труа

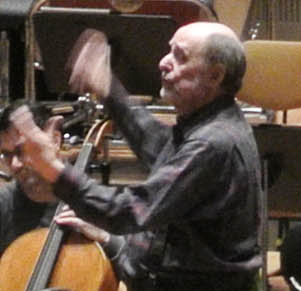
Роджер Норрингтон

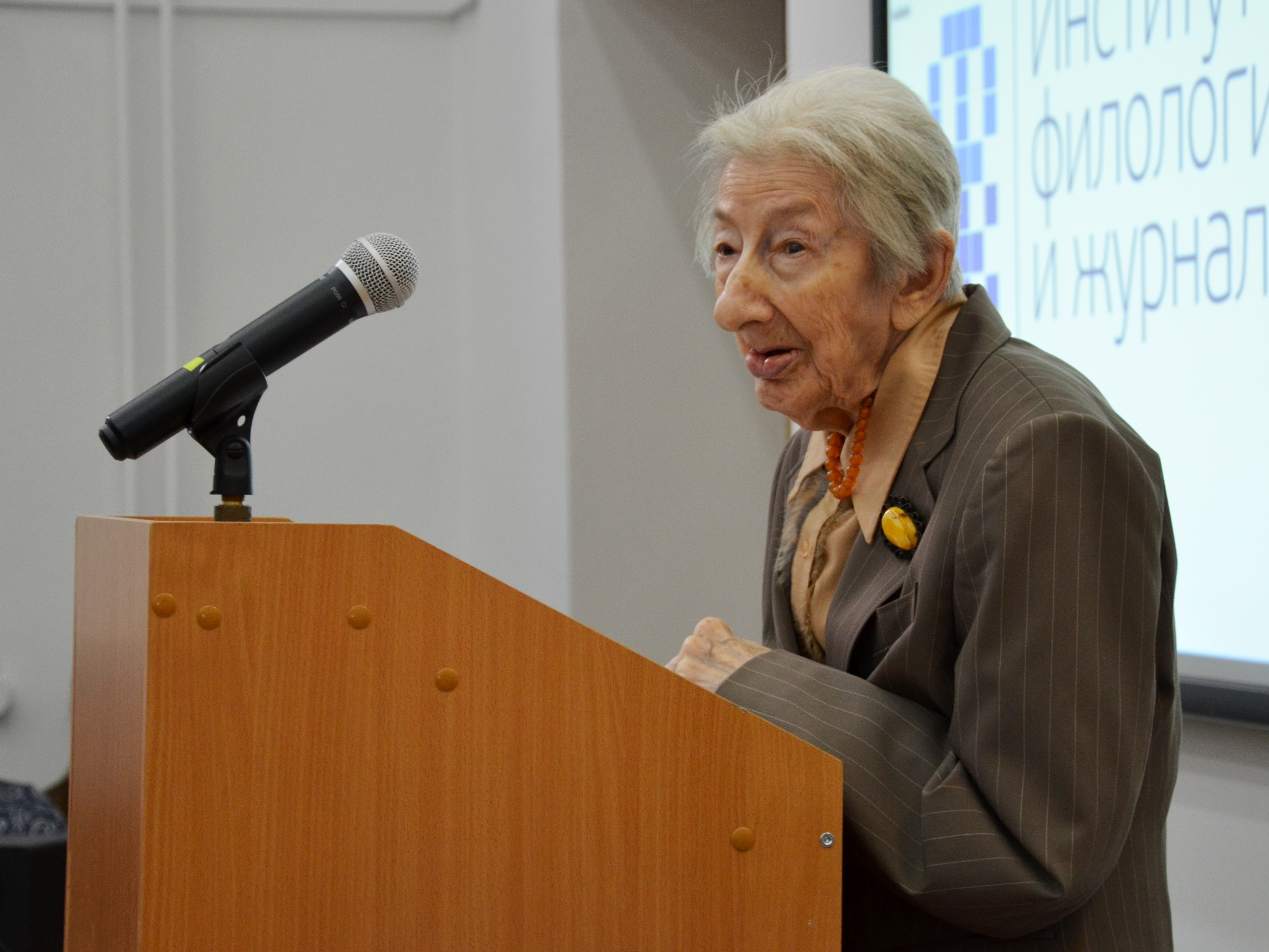
Ольга Сиротинина

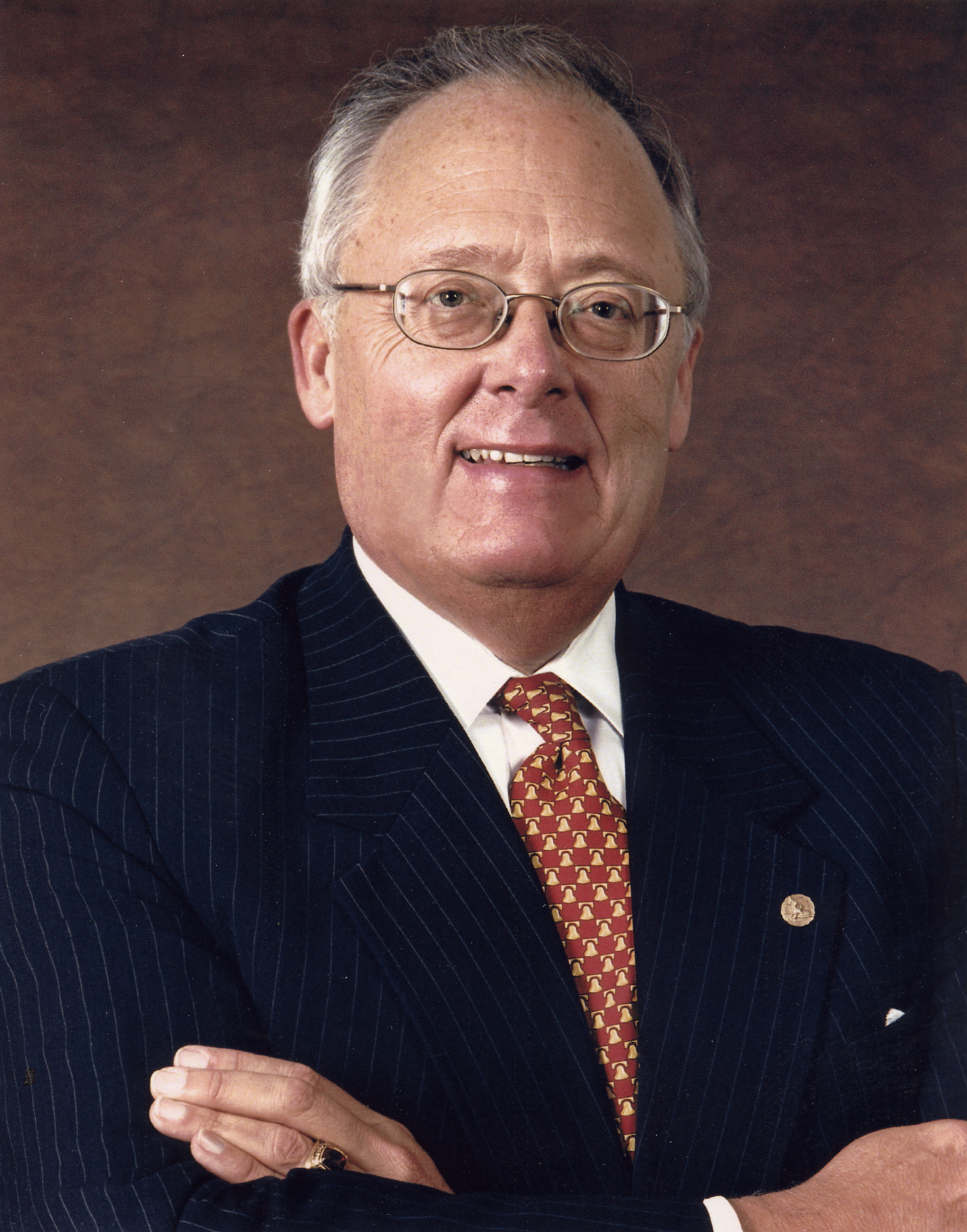
Эдвин Фелнер

- Балаш, Михал (102) — польский архитектор[154].
- Барневик, Перси (84) — шведский предприниматель, генеральный директор и председатель совета директоров компании ABB[155].
- Вен-Труа, Андре (82) — французский кардинал, архиепископ Парижа (2005—2017)[156].
- Норрингтон, Роджер (91) — британский дирижёр, музыкант и певец[157].
- Обара, Хитоми (44) — японская спортсменка (вольная борьба), олимпийская чемпионка (2012), восьмикратная чемпионка мира[158].
- Прабхакаран, Велу (66) — индийский режиссёр, сценарист, продюсер, актёр и монтажёр[159].
- Сапарбай, Исраил[каз.] (84) — советский и казахстанский писатель, народный писатель Казахстана[160].
- Сиротинина, Ольга Борисовна (102) — советский и российский языковед, заслуженный деятель науки Российской Федерации (1999)[161].
- Талукдер, Абдул Маннан[бенг.] (89) — бангладешский политический деятель, депутат Национальной ассамблеи (1991—2006)[162].
- Фелнер, Эдвин (83) — американский политолог, основатель Heritage Foundation[163].
- Эллиенс, Дэвид, барон Эллиенс[англ.] (93) — британский аристократ, бизнесмен и политический деятель, член Палаты лордов (2004—2025)[164].

## 17 июля

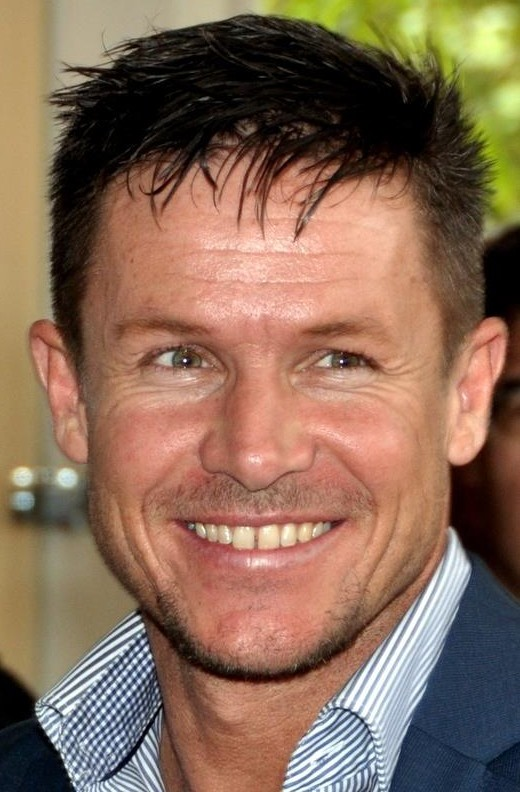
Феликс Баумгартнер

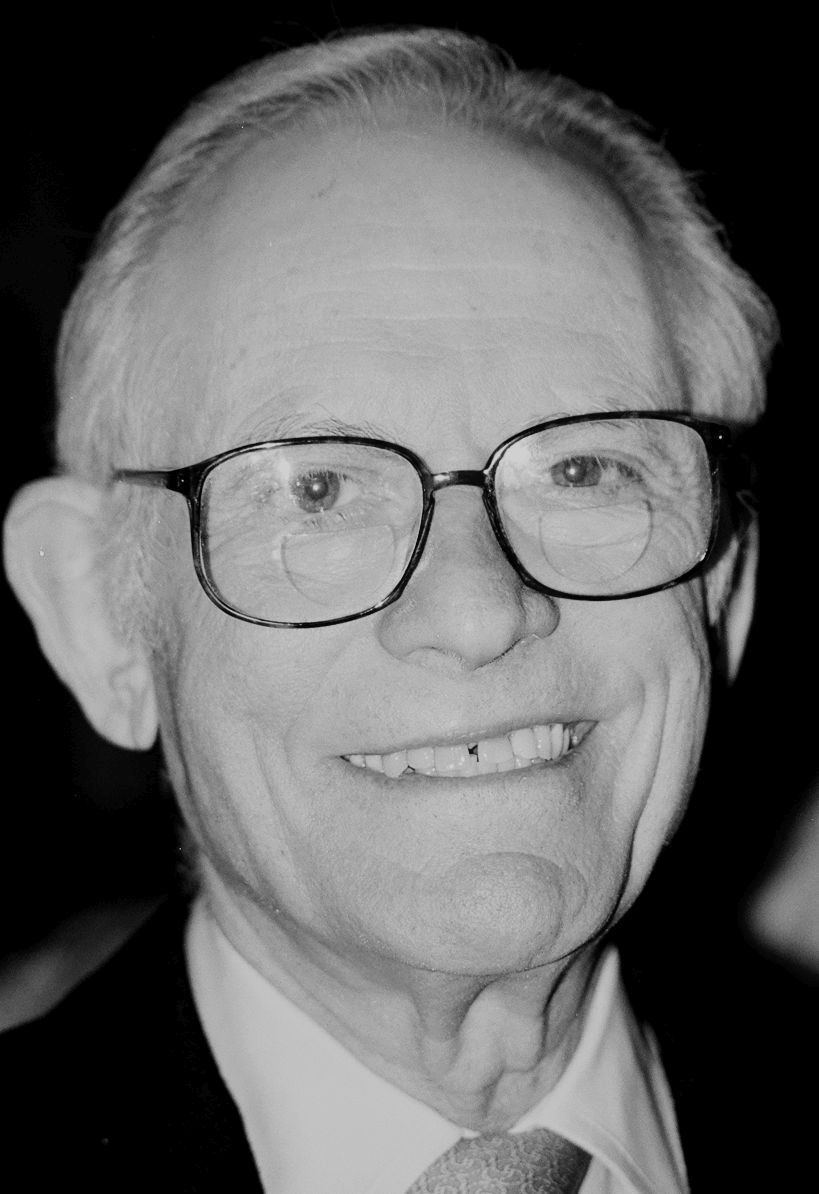
Алан Бергман

Виктор Макаренко

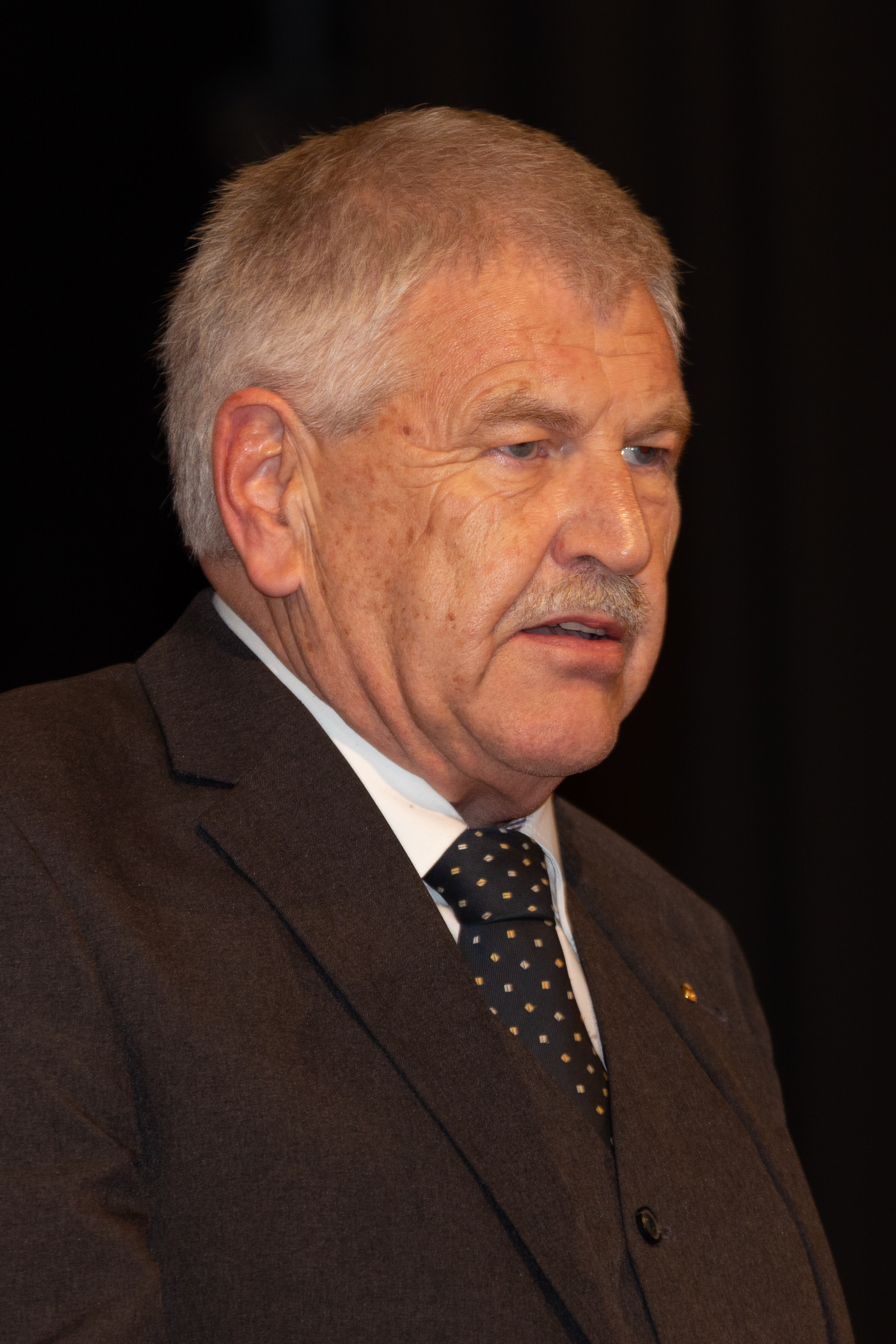
Удо Фойгт

- Асийо, Фиби[англ.] (93) — кенийская политическая деятельница, борец за права женщин, депутат Парламента (1980—1983, 1992—1997)[165].
- Баумгартнер, Феликс (56) — австрийский парашютист, бейсджампер; несчастный случай[166].
- Бергман, Алан (99) — американский композитор и автор песен, трижды лауреат премии «Оскар» (1969, 1974, 1984)[167].
- Браман, Брайан[англ.] (38) — игрок в американский футбол[168].
- Дейвис, Уин (83) — валлийский футболист, игрок национальной сборной (о смерти объявлено в этот день)[169].
- Колачковская, Йоанна[англ.] (59) — польская актриса[170].
- Красавин, Евгений Александрович (83) — советский и российский учёный в области фундаментальной и медицинской радиобиологии, член-корреспондент РАН (2011)[171].
- Макаренко, Виктор Павлович (81) — советский и российский философ и политолог, заслуженный деятель науки Российской Федерации (1998)[172].
- Родригес Валенте, Рамиро (92) — бразильский футболист[173].
- Уокер, Дафна (94) — новозеландская певица[174].
- Фойгт, Удо (73) — немецкий политический деятель, депутат Европейского парламента (2014—2019)[175].

## 16 июля

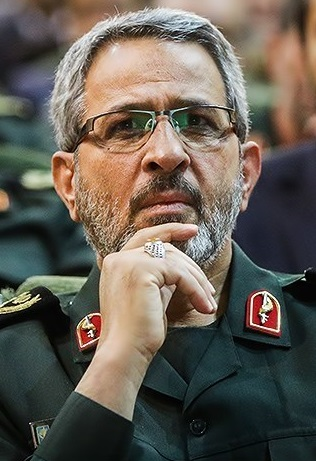
Гулямхоссейн Гейбпарвар

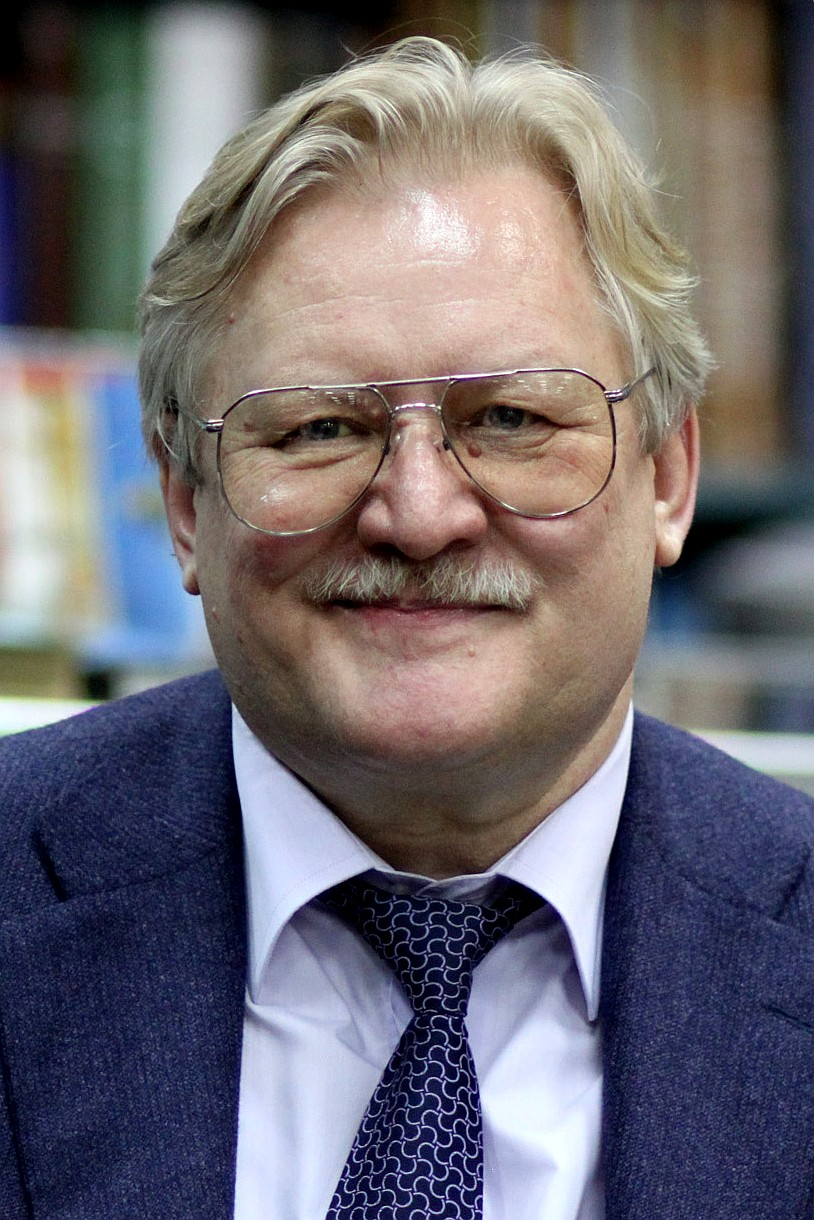
Юрий Кара

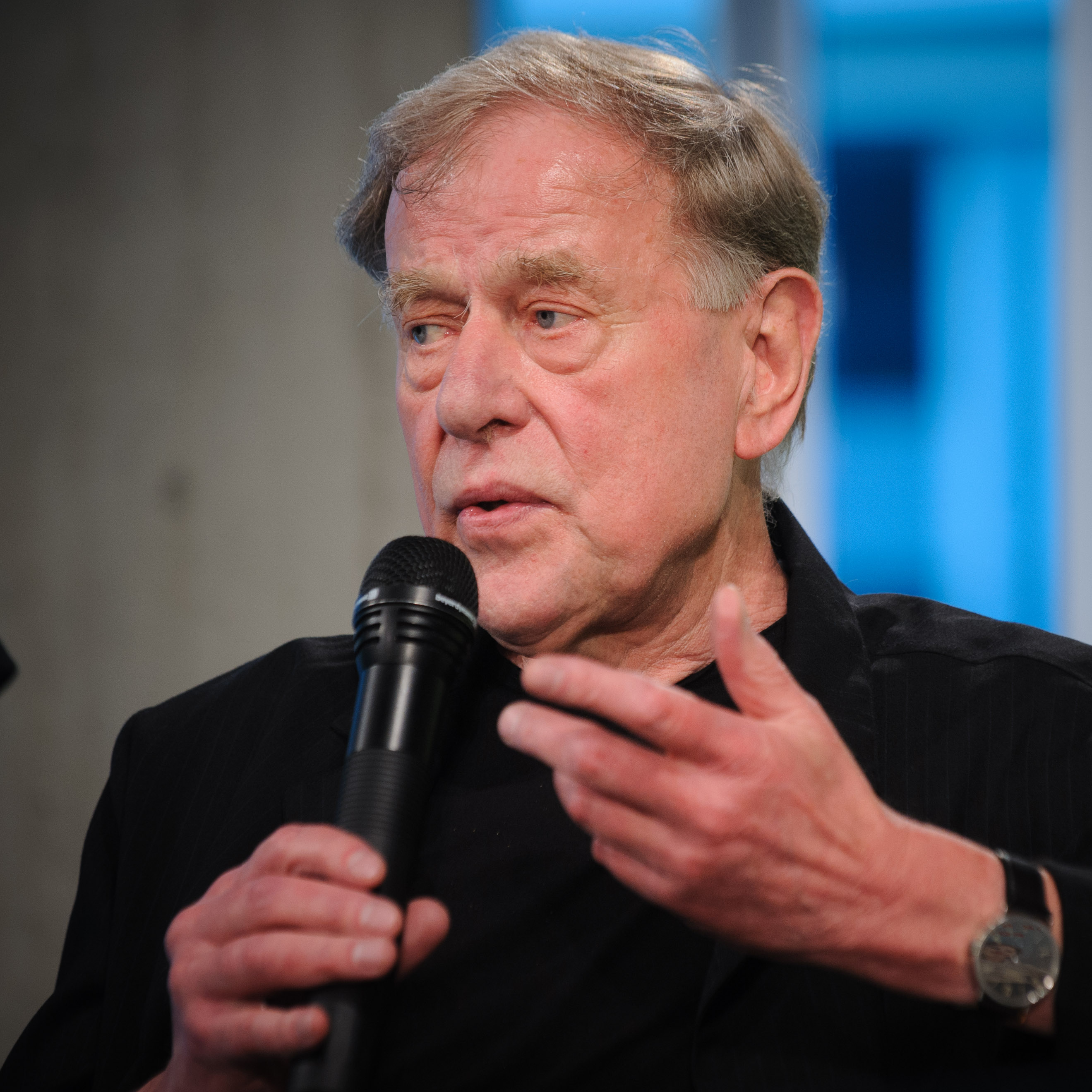
Клаус Пайман

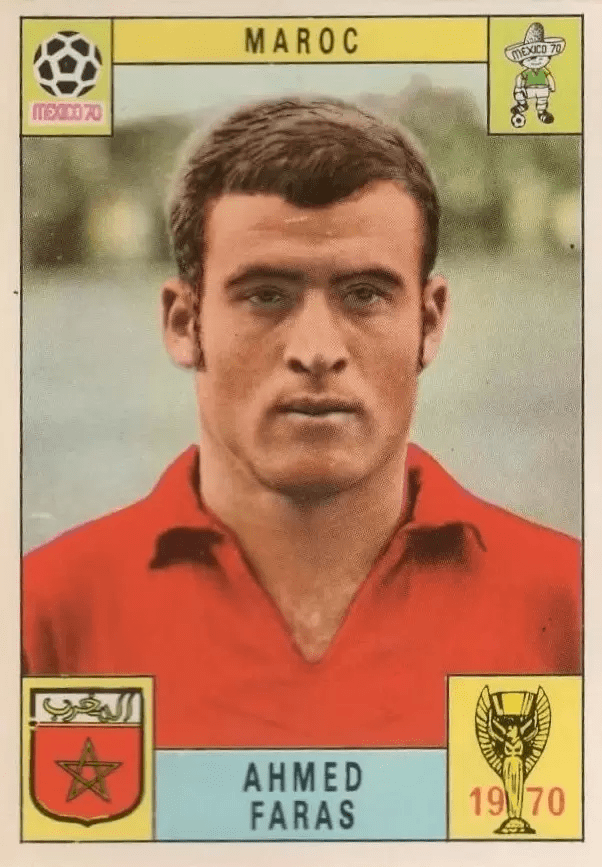
Ахмед Фарас

- Гейбпарвар, Гулямхоссейн (62/63) — иранский генерал, заместитель командующего КСИР, глава «Басиджа» (2016—2019)[176].
- Кара, Юрий Викторович (70) — советский и российский кинорежиссёр, сценарист, продюсер и актёр, заслуженный деятель искусств Российской Федерации (2005)[177].
- Кемалов, Кайрат Кемалович (68) — казахстанский актёр, заслуженный деятель Казахстана (2006)[178].
- Микита, Владимир Васильевич (94) — советский и украинский живописец, народный художник УССР (1991), академик НАИУ (2004)[179].
- Муренина, Галина Платоновна (85) — советский и российский историк и краевед, заслуженный работник культуры Российской Федерации (2003) (о смерти объявлено в этот день)[180].
- Наджмиддинов, Сафарали Махсуддинович (73) — таджикистанский государственный деятель, министр финансов (2000—2013)[181].
- Обальдия, Хосе Мария[исп.] (99) — уругвайский писатель, президент Уругвайской национальной академии литературы (1999—2003)[182].
- Пайман, Клаус (88) — немецкий театральный режиссёр, художественный руководитель Бургтеатра (1986—1999) и театра «Берлинер ансамбль» (1999—2017)[183].
- Северини, Джильберто[итал.] (84) — итальянский писатель[184].
- Тантлевский, Александр Семёнович (95) — советский и российский деятель культуры, академик РАХ (2010)[185].
- Томас, Уэйн[англ.] (77) — канадский хоккеист[186].
- Фарас, Ахмед (78) — марокканский футболист, игрок национальной сборной, африканский футболист года (1975)[187].
- Фрэнсис, Конни (87) — американская поп-певица[188].

## 15 июля

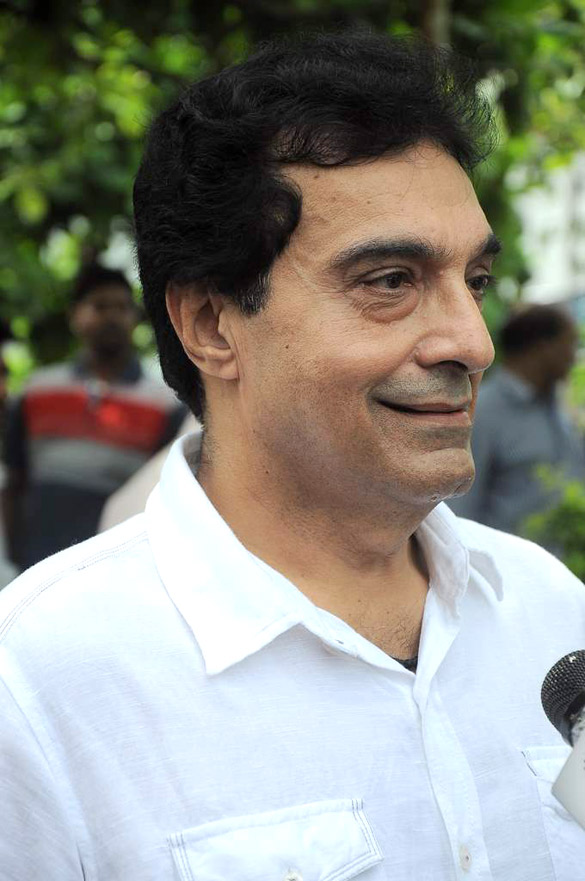
Дхирадж Кумар

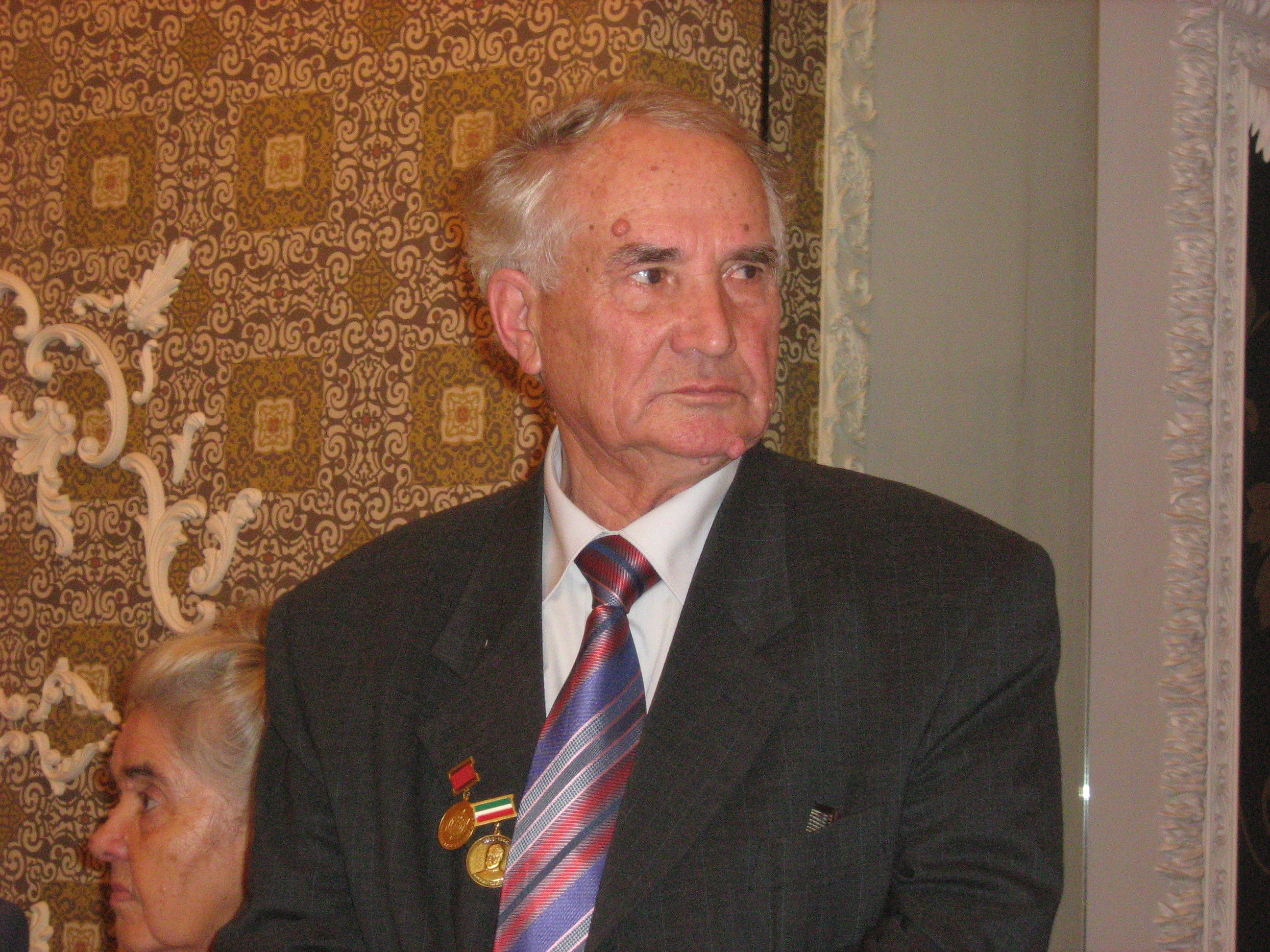
Алимжан Орлов

- Балакшин, Георгий Дмитриевич (92) — советский и российский геофизик, заслуженный геолог ЯАССР (1980)[189].
- Базилиу, Вагнер[порт.] (65) — бразильский футболист[190].
- Грёнволл, Эудун[норв.] (49) — норвежский горнолыжник и фристайлист, призёр Олимпийских игр (2010); удар молнии[191].
- Каминити, Джузеппе (90) — итальянский политический деятель, депутат Палаты депутатов (2001—2006)[192].
- Каюпова, Нина Амировна (89) — советский и казахстанский акушер-гинеколог, заслуженный деятель Казахстана (2004)[193].
- Кесаев, Станислав Магометович (74) — советский и российский юрист и правовед[194].
- Кумар, Дхирадж (80) — индийский актёр, режиссёр и продюсер[195].
- Орлов, Алимжан Мустафинович (95) — советский и российский историк, краевед и публицист[196].
- Стибер, Раймон[фр.] (89) — французский футболист[197].
- Суберви, Рафаэль[исп.] (83) — доминиканский политический деятель, мэр Санто-Доминго (1986—1990, 1994—1998), министр туризма (1982—1986, 2001—2004), министр внутренних дел и полиции (2000—2001)[198].
- Фиш, Валентина Григорьевна (70) — советская и российская скрипачка, заслуженная артистка Российской Федерации (2007)[199].

## 14 июля

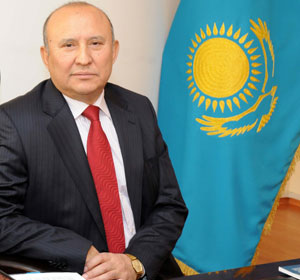
Жексенбек Адилов

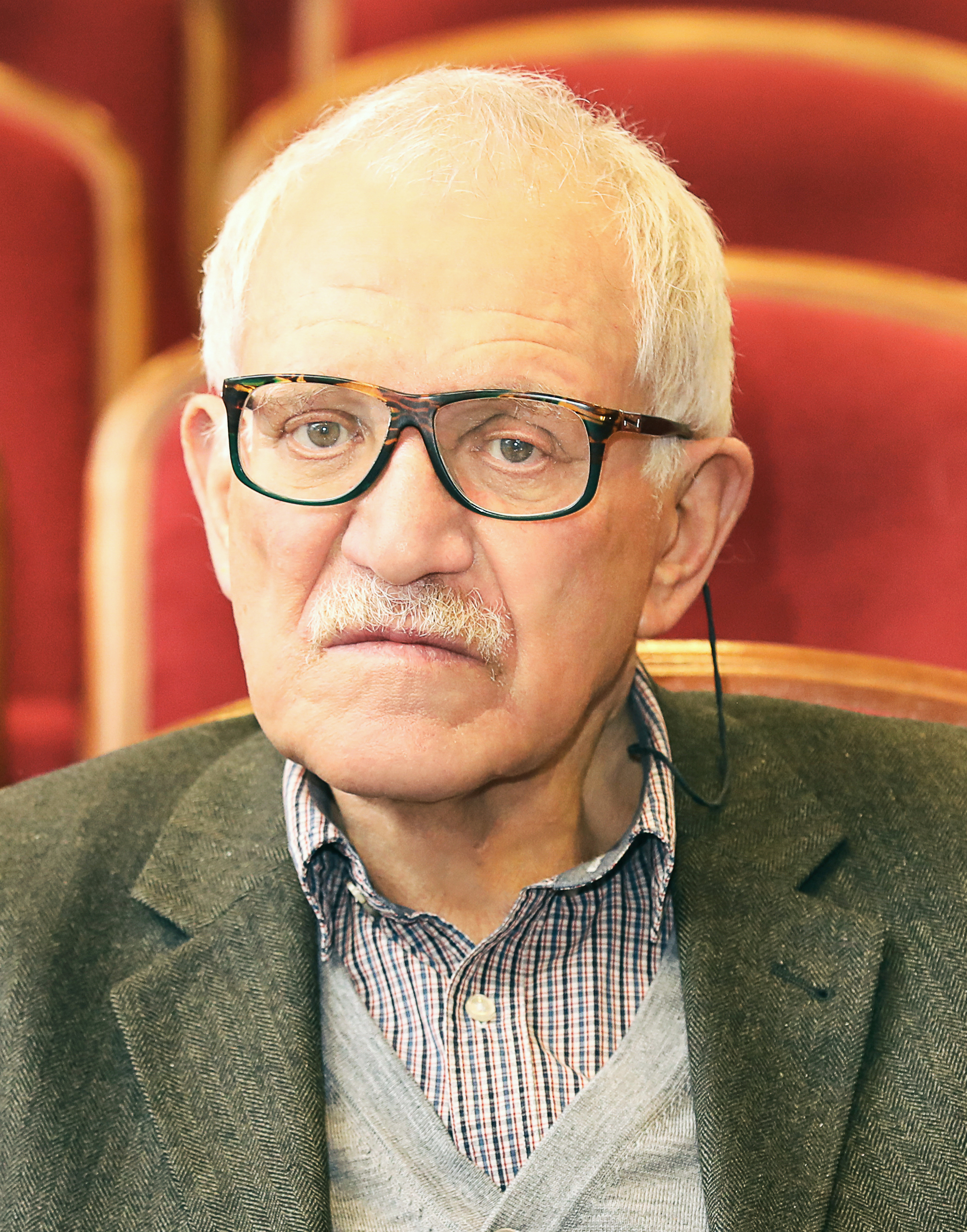
Александр Митта

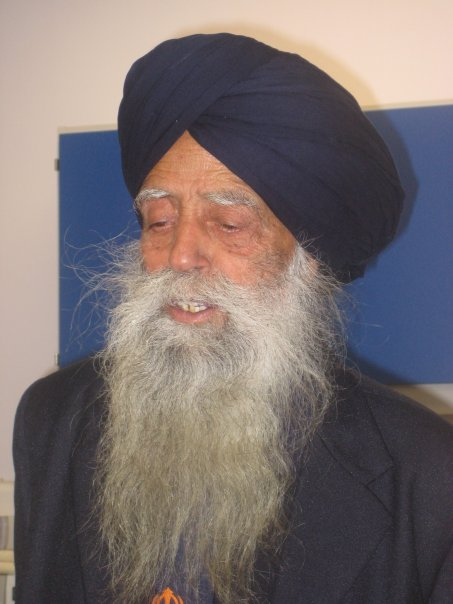
Фауджа Сингх

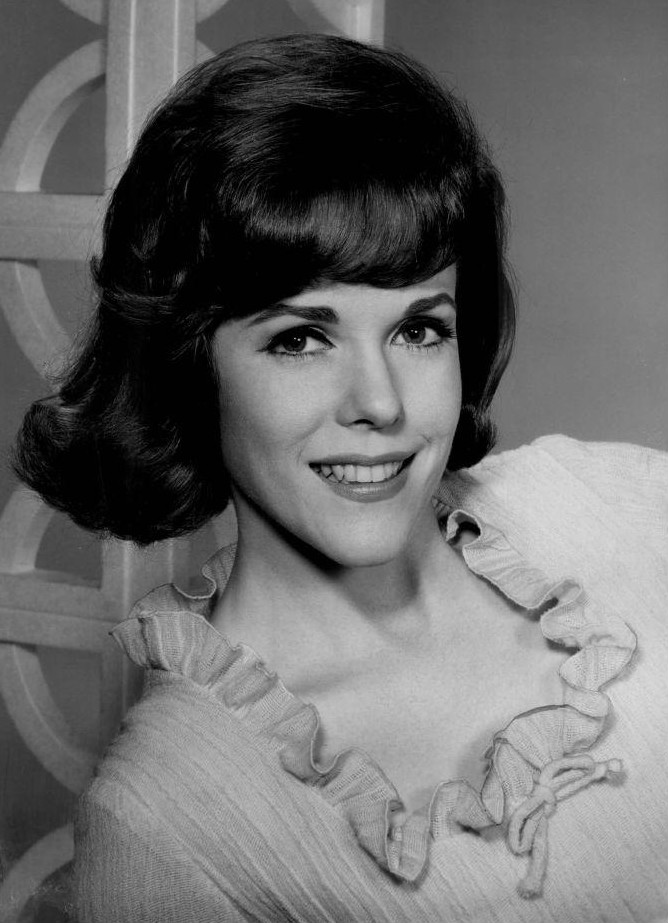
Айлин Фултон

- Абдырахманов, Омурбек Абдрахманович (76) — киргизский политический деятель, депутат Жогорку Кенеша (2010—2015)[200].
- Адилов, Жексенбек Макеевич (75) — советский и казахстанский учёный, академик Национальной академии наук Казахстана, ректор КазНТУ имени К. И. Сатпаева (2008—2016)[201].
- Ардиссон, Тьерри[фр.] (76) — французский телепродюсер и ведущий[202].
- Артеев, Валерий Деомидович (75) — российский государственный деятель, мэр Салехарда (1993—1994)[203].
- Блиняев, Александр Викторович (74) — советский десятиборец[204].
- Каймолдин, Абдыгали (104) — советский и казахский военнослужащий, участник Великой Отечественной войны, Народный Герой Казахстана (2023)[205].
- Каньейхамба, Джордж (85) — угандийский юрист, судья Верховного суда (1997—2009)[206].
- Митта, Александр Наумович (92) — советский и российский кинорежиссёр и сценарист, народный артист Российской Федерации (2004)[207].
- Мороз, Юрий Павлович (68) — советский и российский актёр, режиссёр и сценарист[208].
- Сингх, Фауджа (114) — индийский марафонец и неподтверждённый супердолгожитель; ДТП[209].
- Соколов, Андрей Николаевич (51) — российский режиссёр-мультипликатор, сценарист и художник-постановщик[210].
- Фултон, Айлин (91) — американская актриса[211].
- Чемберлен, Билл[англ.] (75) — американский баскетболист[212].

## 13 июля

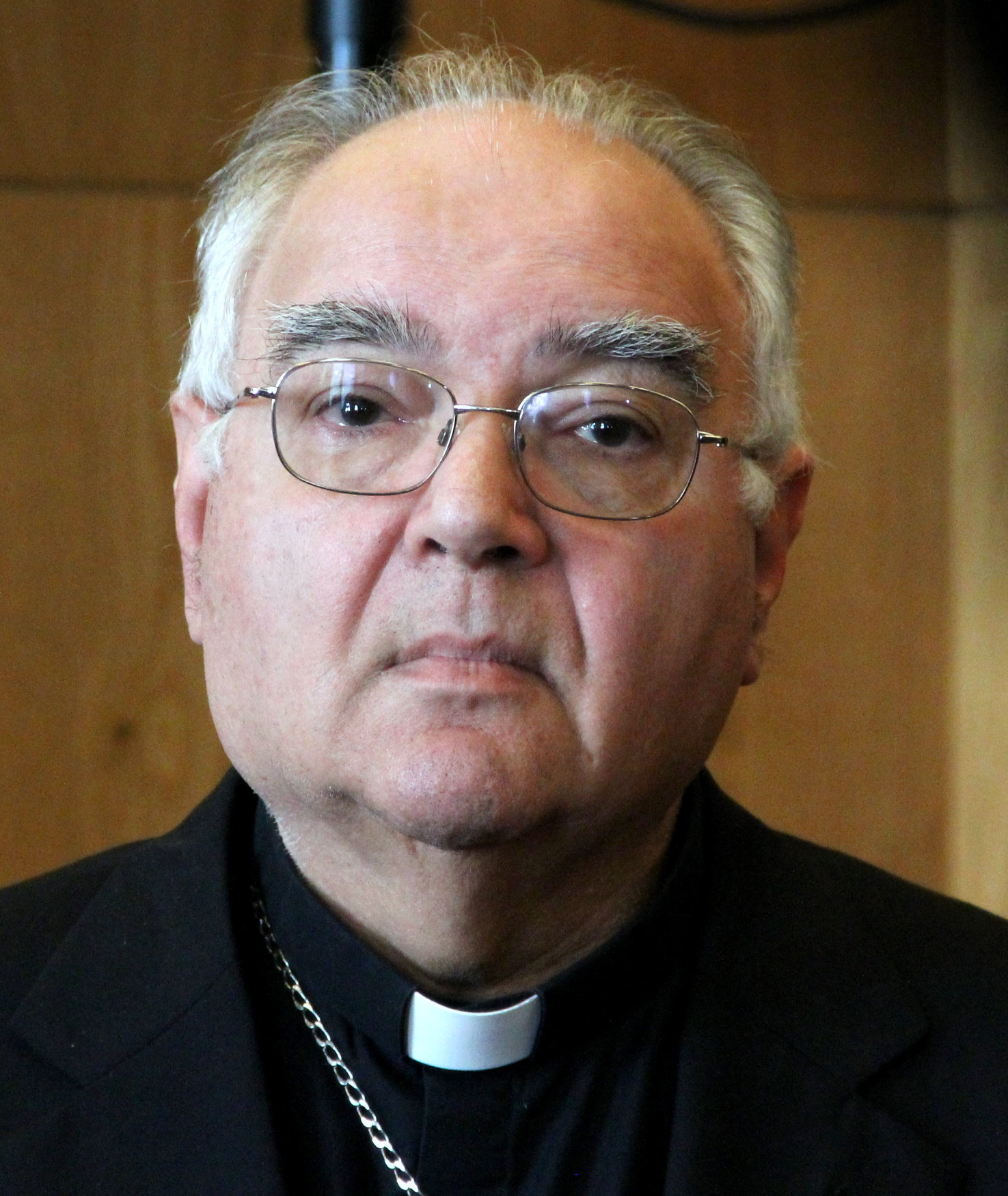
Альберто Боттари де Кастелло

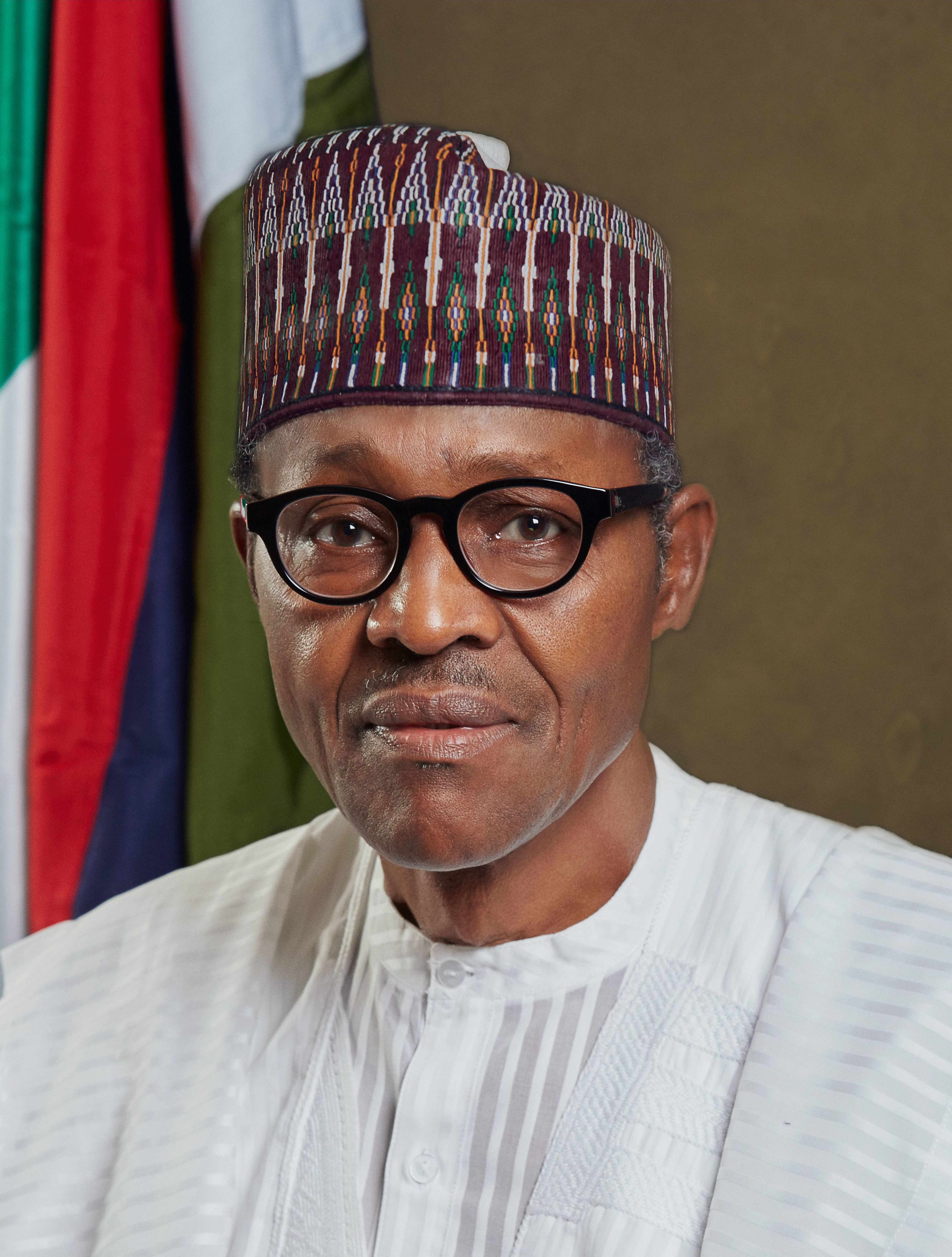
Мохаммаду Бухари

- Боттари де Кастелло, Альберто (83) — итальянский католический прелат и ватиканский дипломат, апостольский нунций в Гамбии, Гвинее, Либерии и Сьерра-Леоне (1999—2005), Японии (2005—2011) и Венгрии (2011—2017)[213].
- Бухари, Мохаммаду (82) — нигерийский политический, государственный и военный деятель, губернатор Борно (1975—1976), президент (1983—1985, 2015—2023)[214].
- Гостищев, Виктор Кузьмич (87) — советский и российский хирург, академик РАМН (1999—2013), академик РАН (2013)[215].
- Джебо, Тима[англ.] (61) — югославская и боснийская баскетболистка, серебряный призёр чемпионата мира (1990)[216].
- Майсурадзе, Автандил (70) — советский, российский и грузинский борец греко-римского стиля и киноактёр[217].
- Прокоп, Ростислав[чеш.] (58) — словацкий футболист (о смерти объявлено в этот день)[218].
- Тышкевич, Григорий Антонович[укр.] (84) — советский, украинский и российский художник, народный художник Украины (2012)[219].
- Флавиу[порт.] (54) — бразильский футболист[220].

## 12 июля
- Анвари, Аббас[перс.] (81) — иранский физик[221].

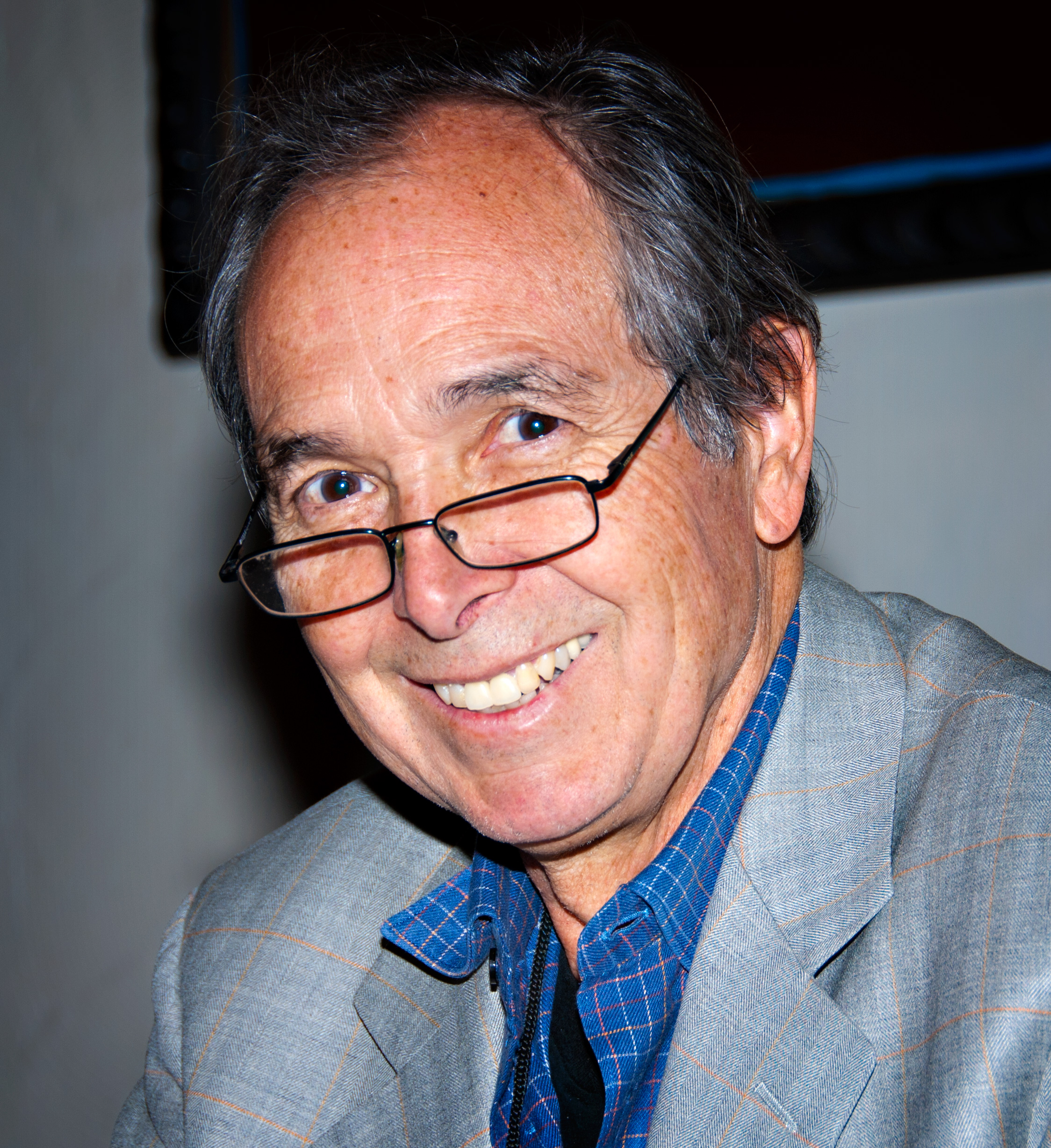
Мартин Круз Смит

- Берг, Рудольф ван ден (76) — нидерландский кинорежиссёр, сценарист и актёр[222].
- Бернадет, Жан-Клод[порт.] (88) — бельгийский и бразильский писатель, сценарист и актёр[223].
- Галкин, Андрей Алексеевич (58) — советский и российский хоккеист[224].
- Грэм, Сильви (73) — норвежский политический деятель, депутат Стортинга (2009—2017)[225].
- Даум, Вернер[нем.] (82) — немецкий дипломат и писатель[226].
- Лама, Гадул Сингх[англ.] (86) — индийский писатель, поэт и переводчик[227].
- Мусаев, Шамиль Гаджиага оглы (82) — азербайджанский политический деятель, министр связи (1990—1992)[228].
- Руссо, Лучо[итал.] (80) — итальянский физик и математик[229].
- Смит, Мартин Круз (82) — американский писатель[230].
- Филандин, Владимир Иванович (103) — советский военнослужащий, участник Великой Отечественной войны[231].
- Чемоданов, Вадим Владимирович (74) — советский и российский педиатр, заслуженный деятель науки Российской Федерации (2008)[232].

## 11 июля

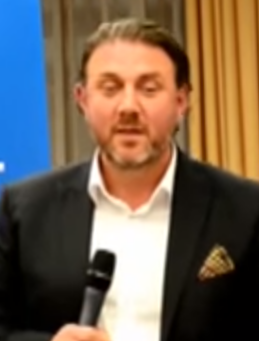
Йигит Булут

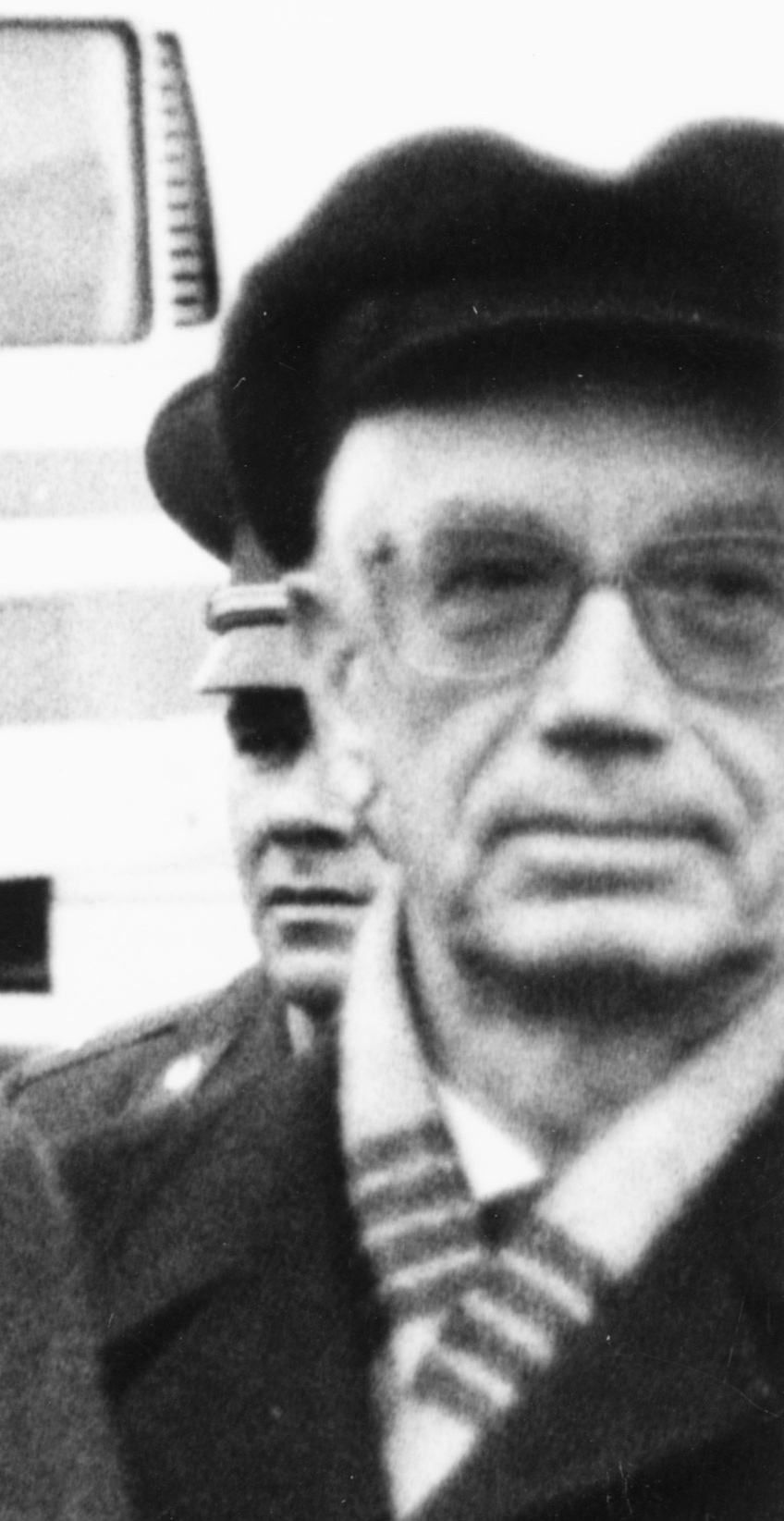
Вадим Медведев

- Буйначёв, Владимир Петрович (87) — советский и российский скульптор, заслуженный художник Российской Федерации (2016), академик РАХ (2023)[233].
- Булут, Йигит (53) — турецкий журналист, главный экономический советник Реджепа Эрдогана (с 2013)[234].
- Гамус, Паулина[исп.] (88) — венесуэльский политический деятель, министр культуры (1986—1989), депутат Национальной ассамблеи (1993—1998)[235].
- Гийо, Раймон (94) — французский флейтист, пианист и композитор[236].
- Гхарти Магар, Баларам[англ.] (87) — непальский политический деятель, министр обороны (1979—1980), депутат Парламента (1994—1999)[237].
- Зар, Моше (88) — израильский предприниматель и террорист[238].
- Медведев, Вадим Андреевич (96) — советский партийный деятель, ректор Академии общественных наук при ЦК КПСС (1978—1983), член Политбюро ЦК КПСС (1988—1990), секретарь ЦК КПСС (1988—1990), член-корреспондент РАН (1991; член-корреспондент АН СССР с 1984)[239].
- Раттер, Уильям[англ.] (97) — американский биохимик[240].
- Роуз, Дональд[англ.] (110) — старейший мужчина в Великобритании (c 2024)[241].
- Фофи, Гоффредо[итал.] (88) — итальянский журналист, эссеист и кинокритик[242].
- Шарп, Луис[англ.] (65) — кубинский игрок в американский футбол[243].
- Яицкий, Николай Антонович (87) — советский и российский хирург, ректор (1988—2008) и президент (с 2008) ПСПбГМУ, академик РАМН (2004—2013), академик РАН (2013)[244].

## 10 июля

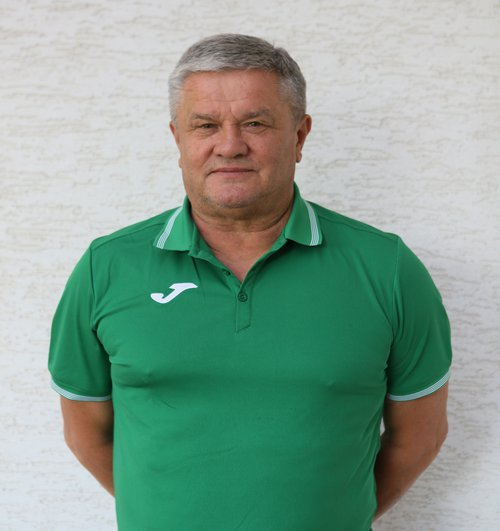
Степан Юрчишин

- Акино, Освальдо[исп.] (73) — парагвайский футболист, игрок национальной сборной (о смерти объявлено в этот день)[245].
- Герген, Дэвид[англ.] (83) — американский политик, директор по коммуникациям Белого дома (1976—1977, 1981—1984), советник президента США (1993—1994)[246].
- Гишка, Игорь Семёнович (76) — украинский трубач и музыкальный педагог[247].
- Диксон, Брайан (89) — австралийский футболист и политический деятель[248].
- Дубей, Чандра Шекхар[англ.] (79) — индийский политик, депутат Лок сабхи (2004—2009)[249].
- Фоминых, Тамара Степановна (100) — советский передовик промышленного производства, Герой Социалистического Труда (1974)[250].
- Шассеге, Жерар[фр.] (95) — французский политик, депутат Национального собрания (1973—1993)[251].
- Юрчишин, Степан Фёдорович (67) — советский и украинский футболист и тренер[252].
- Яровой, Олег Викторович[укр.] (22) — украинский военнослужащий, Герой Украины (2025, посмертно); погиб на российско-украинской войне[253].

## 9 июля

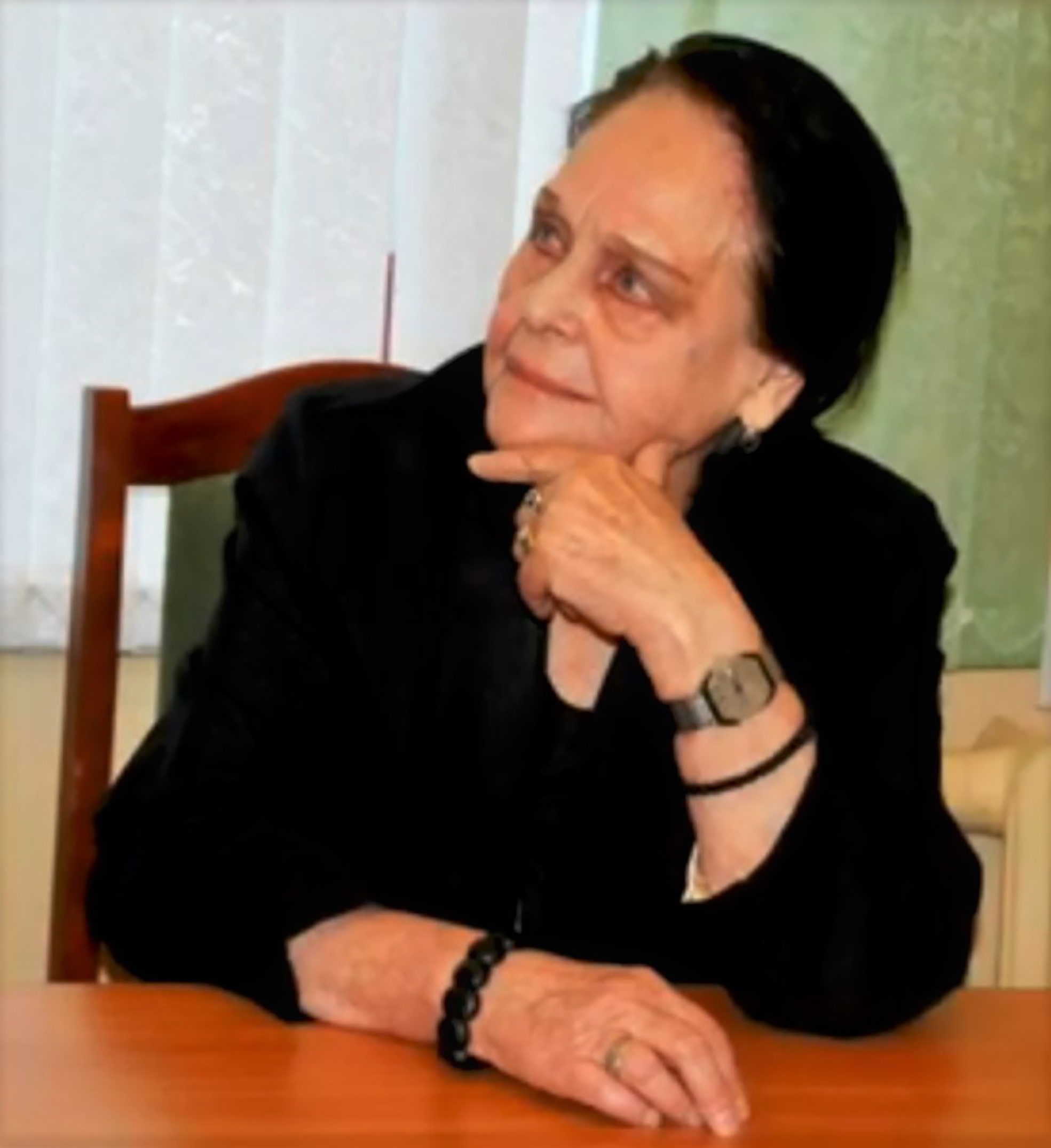
Галина Карелина

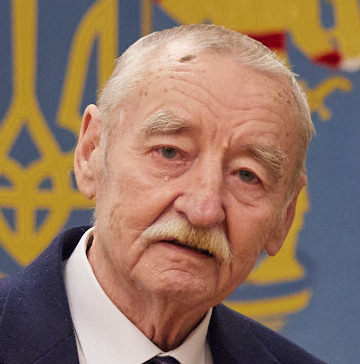
Игорь Поклад

- Блэр, Иэн[англ.] (72) — британский полицейский офицер и пэр, член Палаты лордов (с 2010)[254].
- Булкэ, Иоана[рум.] (89) — румынская актриса[255].
- Идзуми, Масако[яп.] (77) — японская актриса[256].
- Карелина, Галина Тимофеевна (94) — советская и российская актриса, народная артистка РСФСР (1980)[257].
- Коулмен, Джо[англ.] (78) — американский бейсболист[258].
- Мустафа, Зубейда[англ.] (84) — пакистанская журналистка[259].
- Поклад, Игорь Дмитриевич (83) — советский и украинский композитор, народный артист Украины (1997), Герой Украины (2021)[260].
- Раби аль-Мадхали (91/92) — саудовский салафитский богослов[261].
- Рейлтон, Джереми[англ.] (80) — американский арт-директор, художник-постановщик и художник по костюмам, двукратный лауреат Прайм-таймовой премии «Эмми» (1985, 2002)[262].
- Роуз, Стивен (87) — британский нейробиолог[263].
- Флорес, Томас[исп.] (60) — чилийский экономист[264].
- Шилт, Александр[англ.] (84) — американский деятель образования, президент университета Хьюстон-Даунтаун (1980—1987)[265].

## 8 июля

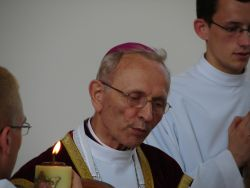
Владислав Бобовский

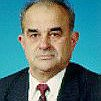
Анатолий Ярошенко

- Бенсон, Стив[англ.] (71) — американский карикатурист, лауреат Пулитцеровской премии за карикатуру (1993)[266].
- Бобовский, Владислав (93) — польский католический прелат, вспомогательный епископ Тарнувский (1974—2010)[267].
- Дипрете, Эдвард[англ.] (91) — американский политик губернатор Род-Айленда (1985—1991)[268].
- Дохерти, Шон[англ.] (79) — ирландский игрок в гэльский футбол (о смерти объявлено в этот день)[269].
- Корнилова, Нина Андреевна (98) — советская и российская дрессировщица, заслуженная артистка Российской Федерации (2000)[270].
- Кристиансен, Роджер (72) — американский телевизионный директор[271].
- Лишаев, Юрий Михайлович (70) — советский и украинский альпинист-скалолаз[272].
- Мелье, Филипп[фр.] (69) — французский бизнесмен, генеральный директор De Beers (2011—2016)[273].
- Хессенфельд, Алан[англ.] (76) — американский бизнесмен, генеральный директор Hasbro (1989—2008)[274].
- Шинвари, Бисмилла Джан[англ.] (41) — афганский судья по крикету[275].
- Шорнагель, Юрген[нем.] (85) — немецкий актёр[276].
- Ярошенко, Анатолий Иванович (88) — советский и российский хозяйственный и политический деятель, народный депутат РСФСР/РФ (1990—1993), депутат Государственной думы (1994—2000)[277].

## 7 июля

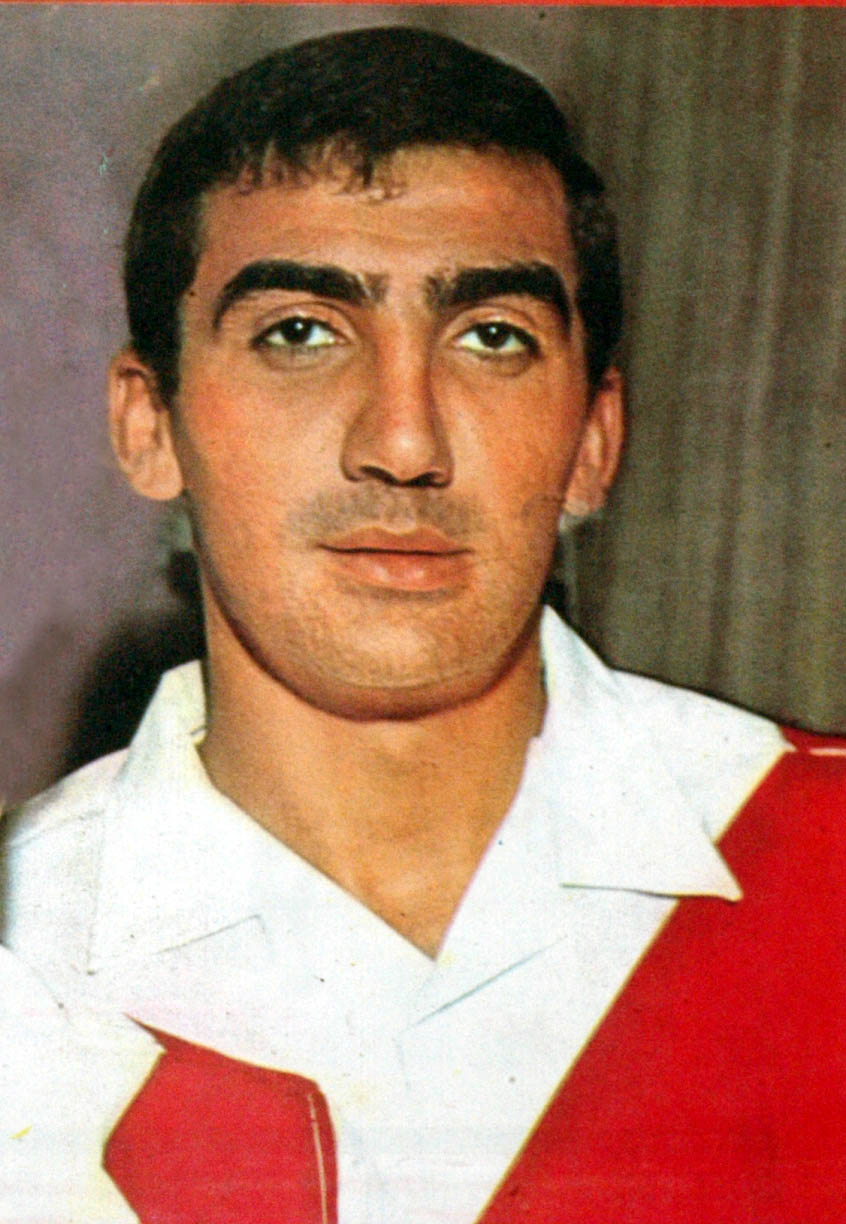
Мигель Анхель Лопес

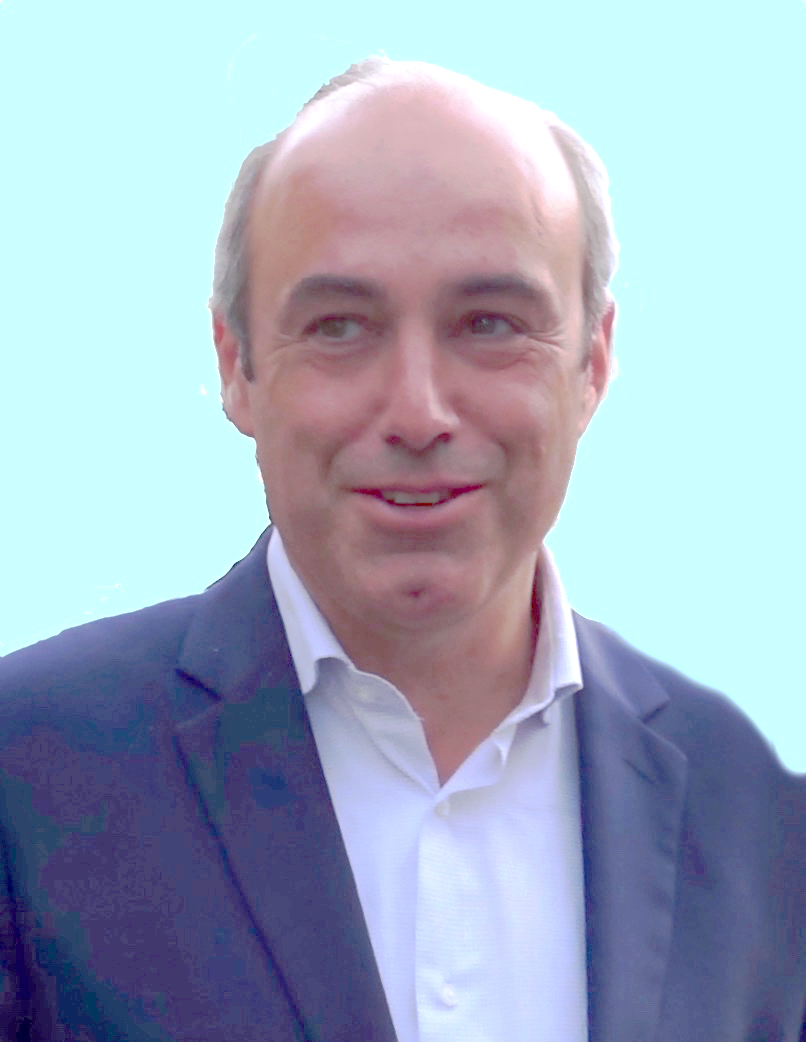
Оливье Марле

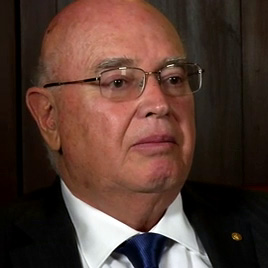
Габор Соморджай

Роман Старовойт

- Абдушукурова, Тамара Махсумовна (84) — советская и таджикская актриса, театральный режиссёр, государственный деятель, заслуженная артистка Таджикской ССР (1970), министр культуры (1990—1992)[278].
- Бегма, Владимир Иванович (84) — советский и российский художник, заслуженный художник Российской Федерации (2010)[279].
- Визгов, Михаил Алексеевич (79) — советский и российский актёр и режиссёр[280].
- Виракун, Брэдман[англ.] (94) — шри-ланкийский государственный служащий, старший бюрократ правительства Шри-Ланки[281].
- Кармайн, Эдвард[англ.] (79) — американский политолог, член Американской академии искусств и наук (2012)[282].
- Кламрот, Сабина[нем.] (91) — немецкая писательница и юрист, исследователь Холокоста[283].
- Куми, Эрнест[англ.] (40) — ганский политик, депутат Парламента (с 2025)[284].
- Купрелла, Дитер[исп.] (79) — аргентинский баскетболист, участник Олимпийских игр (1972)[285].
- Лопес, Мигель Анхель (83) — аргентинский футболист и футбольный тренер[286].
- Марле, Оливье (54) — французский государственный и политический деятель, депутат Национального собрания (с 2012); самоубийство[287].
- Маттеи, Генрих[нем.] (96) — немецкий биохимик, соавтор эксперимента Ниренберга и Маттеи[англ.][288].
- Мукен, Апрем[англ.] (85) — индийский религиозный деятель, митрополит Халдейской сирийской церкви (с 1968)[289].
- Нехорошев, Александр Юрьевич (71) — советский и российский деятель телевидения, организатор федеральных и региональных телерадиоканалов, телерадиоведущий и журналист, заслуженный работник культуры Российской Федерации (2012)[290].
- Олакулехин, Оволаби[англ.] (90) — нигерийский монарх, Олубадан[англ.] Ибадана (с 2024)[291].
- Соморджай, Габор (90) — американский химик, член Национальной академии наук США (1979)[292].
- Старовойт, Роман Владимирович (53) — российский государственный и политический деятель, губернатор Курской области (2019—2024), министр транспорта (2024—2025); самоубийство[293].
- Теббит, Норман[англ.] (94) — английский политик, министр по вопросам занятости (1981—1983), министр по торговле и промышленности (1983—1985)[294].
- Хорхе, Оскар Марио[исп.] (88) — аргентинский политический и государственный деятель, мэр Санта-Росы (1991—2003), губернатор Ла-Пампы (2007—2015)[295].

## 6 июля
- Бруно, Андреа[итал.] (94) — итальянский архитектор[296].
- Грот, Симон[нидерл.] (90) — нидерландский агроном, лауреат Всемирной продовольственной премии (2019)[297].
- Нокки, Венанцио[итал.] (79) — итальянский политик, сенатор (1987—1994)[298].
- Родриан, Ирен[нем.] (87) — немецкая писательница и сценарист[299].
- Сунь Ин[кит.] (68) — китайский политик, губернатор Ганьсу (1996—1998)[300].
- Таттермушова, Хелена[чеш.] (92) — чешская оперная певица и педагог[301].
- Фиори, Эд[англ.] (72) — американский гольфист[302].
- Ходжак, Франц[нем.] (80) — немецкий писатель[303].

## 5 июля

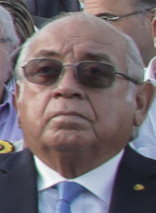
Педро Агуайо

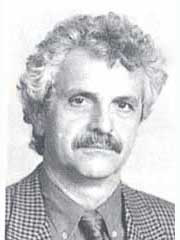
Эмилио Молинари

- Абдул Саттар, Хаджи[англ.] (74) — пакистанский политик, депутат Национальной ассамблеи (2013—2018)[304].
- Агеев, Евгений Петрович (90) — советский и российский термокинетик, заслуженный профессор МГУ (1998)[305].
- Агуайо, Педро (85) — эквадорский политический и государственный деятель, вице-президент (1998)[306].
- Богер, Дэвид[англ.] (85) — австралийский инженер-химик, член Австралийской академии наук (1993)[307].
- Голин, Ида[итал.] (65) — итальянская футболистка, игрок национальной сборной[308].
- Дель Веккьо, Мауро[итал.] (79) — итальянский военный и государственный деятель, командующий Международными силами содействия безопасности (2005—2006), сенатор (2008—2013)[309].
- Джилли, Джеймс Уайд[англ.] (86) — американский деятель образования, президент Университета Маршалла (1991—1999)[310].
- Кристиансен, Эли[норв.] (91) — норвежский политик, депутат Стортинга (1977—1981)[311].
- Молинари, Эмилио (85) — итальянский политический деятель, депутат Европейского парламента (1984—1985), сенатор (1992—1994)[312].
- Пьянкова, Таисья Ефимовна (89) — советская сибирская писательница, поэтесса и сказительница[313].
- Рощевский, Михаил Павлович (92) — советский и российский физиолог, академик РАН (1991; академик АН СССР с 1990)[314].
- Сильвестр, Фред[англ.] (91) — британский политик, член Палаты общин (1967—1970, 1974—1987)[315].
- Сингх, Ананд[англ.] (86) — индийский политический деятель, депутат Лок сабхи (1971—1977, 1980—1991)[316].
- Тауекел, Сламбек Тлеукабылулы (77) — советский и казахстанский кинорежиссёр, сценарист и продюсер, заслуженный деятель Казахстана (2003)[317].
- Эпп, Джейк[англ.] (85) — канадский политический деятель, депутат Палаты общин (1972—1993), министр по делам индейцев и развитию северных территорий (1979—1980), министр национального здравоохранения и социального обеспечения (1984—1989), министр энергетики, горнодобывающей промышленности и ресурсов (1989—1993)[318].
- Якушин, Николай Иванович (97) — советский и российский литературовед и журналист[319].

## 4 июля

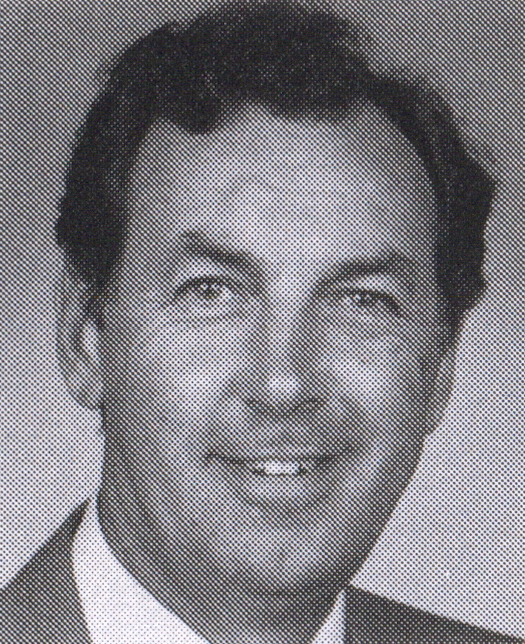
Гордон Джейго

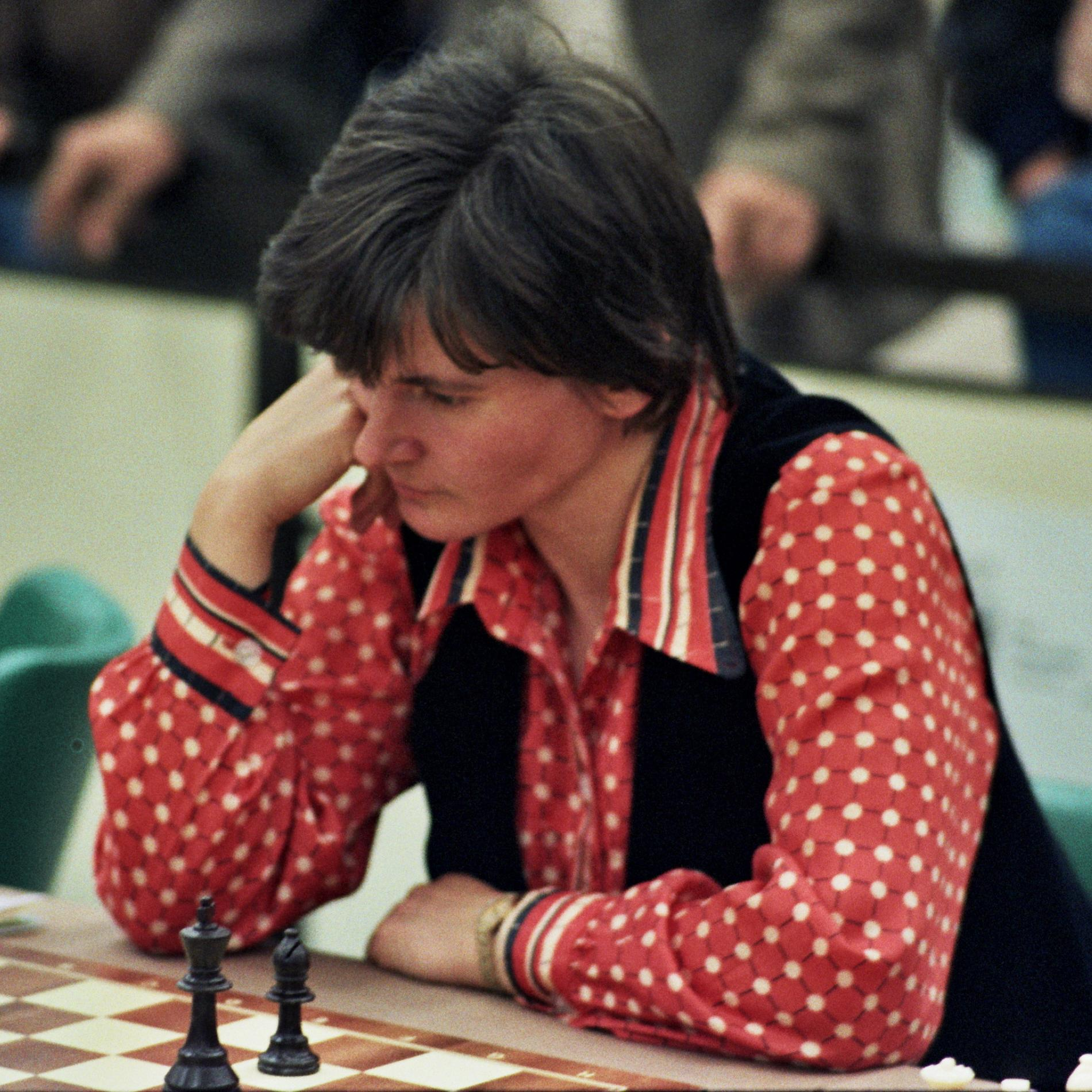
Лидия Семёнова

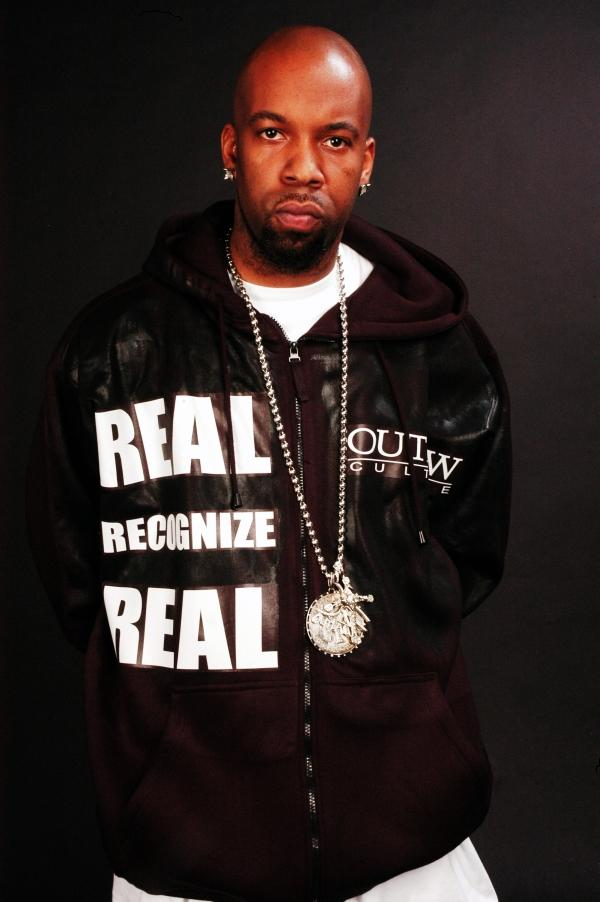
Young Noble

- Бадалов, Андрей Юрьевич (62) — российский инженер, государственный и корпоративный управленец, вице-президент ПАО «Транснефть» (с 2019 года); самоубийство[320].
- Байерс, Линдон[англ.] (61) — канадский хоккеист («Бостон Брюинз»)[321].
- Гарсия Белаунде, Хосе Антонио[исп.] (77) — перуанский государственный деятель и дипломат, министр иностранных дел (2006—2011)[322].
- Генч, Нихат (69) — турецкий журналист и писатель[323].
- Гринберг, Ричард[англ.] (67) — американский драматург[324].
- Джейго, Гордон (92) — английский футболист и футбольный тренер[325].
- Диас Чавес, Хосе Энрике[исп.] (93) — уругвайский политический и государственный деятель, министр внутренних дел (2005—2007)[326].
- Динвидди, Майкл[англ.] (70) — американский драматург[327].
- Салех, Абдул Рахман[англ.] (84) — индонезийский государственный деятель, генеральный прокурор (2004—2007), посол в Дании и Литве (2008—2011)[328].
- Салтыков, Борис Георгиевич (84) — советский и российский государственный и политический деятель, заместитель председателя Правительства Российской Федерации (1992—1993), министр науки и технической политики РСФСР (1991), министр науки, высшей школы и технической политики (1991—1996), депутат Государственной думы (1994—1996)[329].
- Семёнова, Лидия Константиновна (73) — советская и украинская шахматистка, гроссмейстер (1982) среди женщин, тренер[330].
- Сноу, Марк (78) — американский композитор[331].
- Хаувер, Роб[нидерл.] (87) — нидерландский продюсер[332].
- Шиманьская, Беата (87) — польский историк философии, поэтесса и писательница[333].
- Ядгаров, Дамир Салихович (88) — советский и узбекский государственный, партийный и общественный деятель, председатель Совета министров Каракалпакской АССР (1985—1988), первый секретарь Бухарского обкома КП Узбекистана (1988—1991), хоким Бухарской области (1992—1994)[334].
- Young Noble (47) — американский рэпер и участник группы Outlawz; самоубийство[335].

## 3 июля

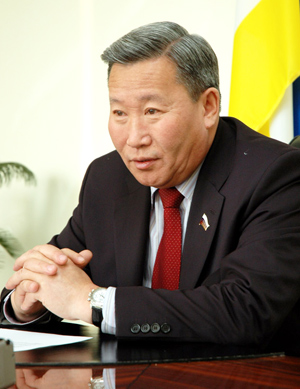
Геннадий Айдаев

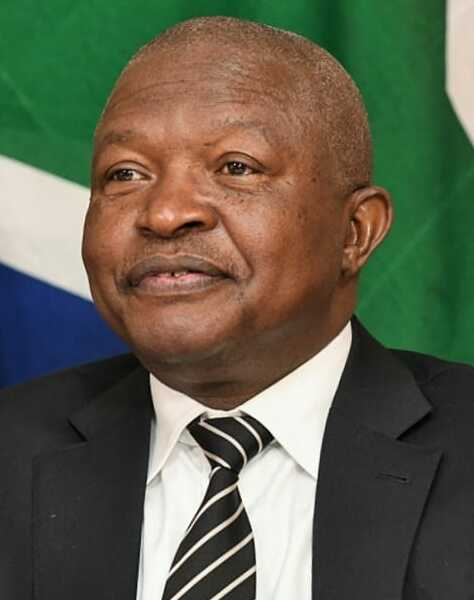
Дэвид Мабуза

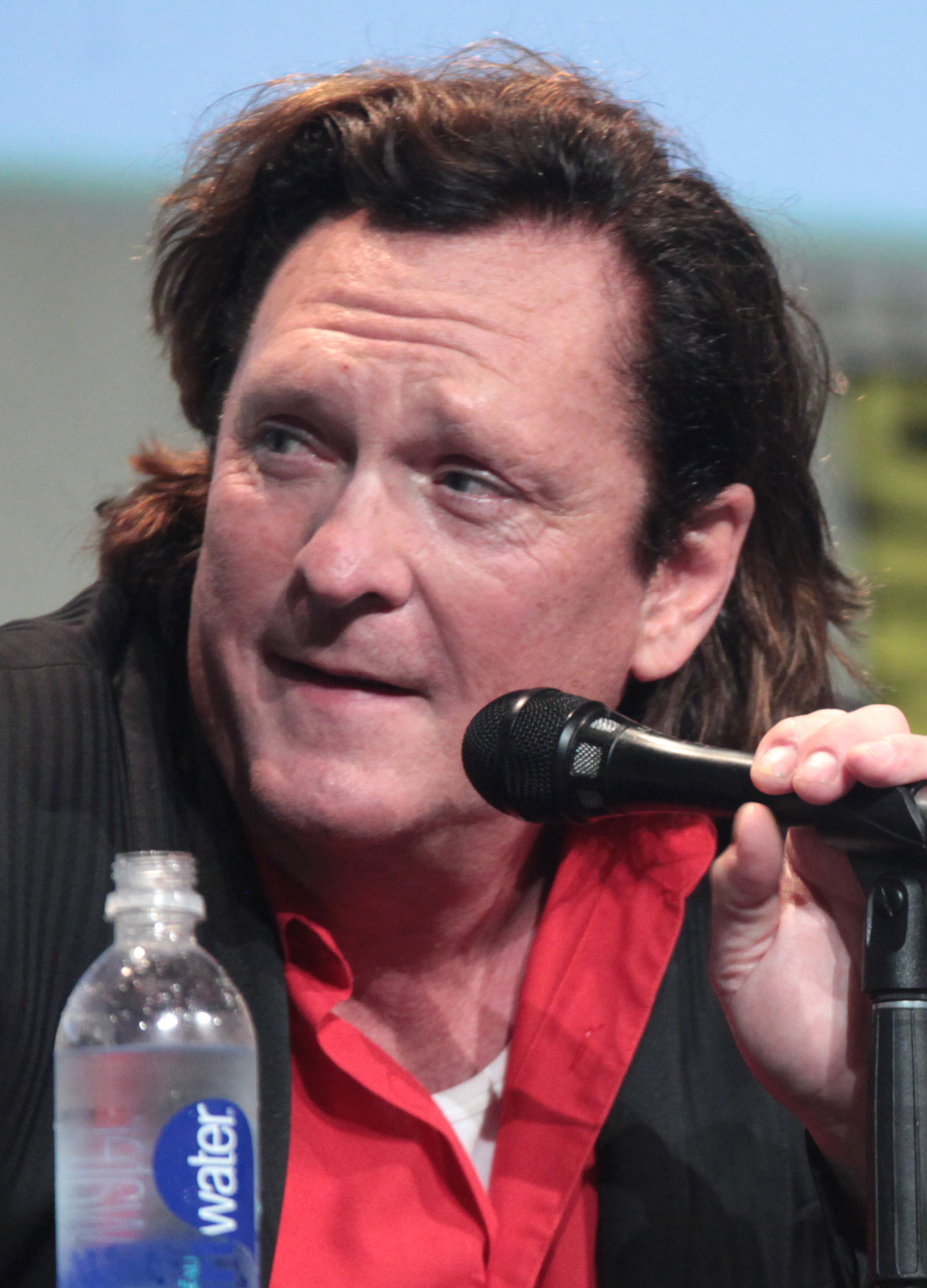
Майкл Мэдсен

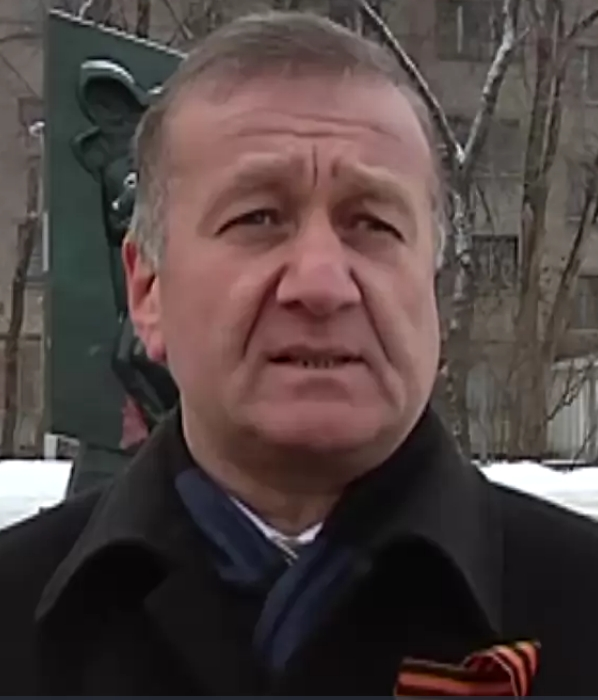
Манолис Пилавов

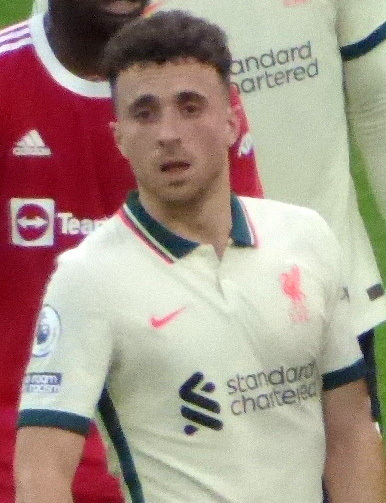
Диогу Жота

- Айдаев, Геннадий Архипович (75) — российский государственный деятель, мэр Улан-Удэ (1998—2012)[336].
- Гомес, Борха[исп.] (20) — испанский мотогонщик; ДТП[337].
- Дуарте, Энрикета[исп.] (100) — аргентинская пловчиха, участница Олимпийских игр (1948)[338].
- да Силва, Андре[англ.] (25) — португальский футболист; ДТП[339].
- Диогу Жота (28) — португальский футболист, игрок национальной сборной; ДТП[340].
- Завьялов, Виктор Иванович (96) — советский партийный и государственный деятель, председатель Череповецкого горисполкома (1975—1979)[341].
- Колоухова, Клара[чеш.] (46) — первая альпинистка из Чехии, покорившая три высочайшие вершины мира — Эверест, Чогори и Канченджангу; несчастный случай при восхождении[342].
- Купш, Анита[нем.] (85) — немецкая актриса[343].
- Мабуза, Дэвид (64) — южноафриканский политический и государственный деятель, депутат Национальной ассамблеи (2018—2023), вице-президент (2018—2023)[344].
- Мухаммад, Дин[англ.] (104) — пакистанский борец, чемпион Азии (1954)[345].
- Мэдсен, Майкл (67) — американский актёр[346].
- Пилавов, Манолис Васильевич (61) — украинский и российский государственный и политический деятель, глава администрации Луганска (2014—2023); убийство[347].
- Руфаи, Питер (61) — нигерийский футболист, игрок национальной сборной[348].
- Хорват, Ласло[венг.] (79) — венгерский пятиборец, серебряный призёр Олимпийских игр (1980), призёр чемпионатов мира (1973, 1977, 1979)[349].
- Шелига, Татьяна Леонардовна (76) — советская и украинская актриса, заслуженная артистка Украины (2010)[350].
- Эшхар, Зелиг[англ.] (84) — израильский иммунолог[351].

## 2 июля

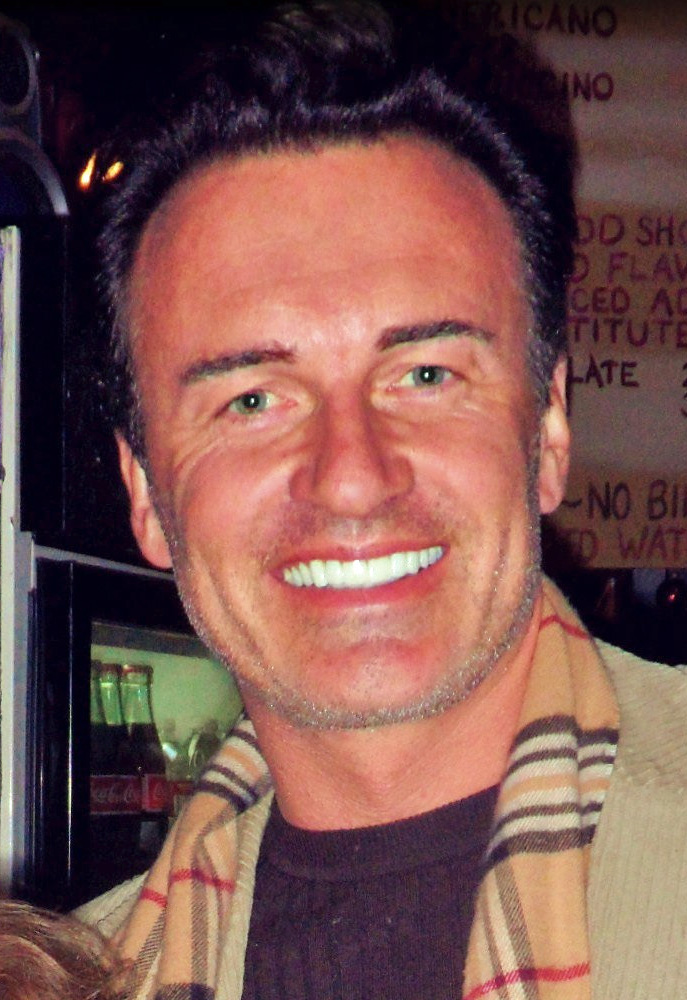
Джулиан Макмэхон

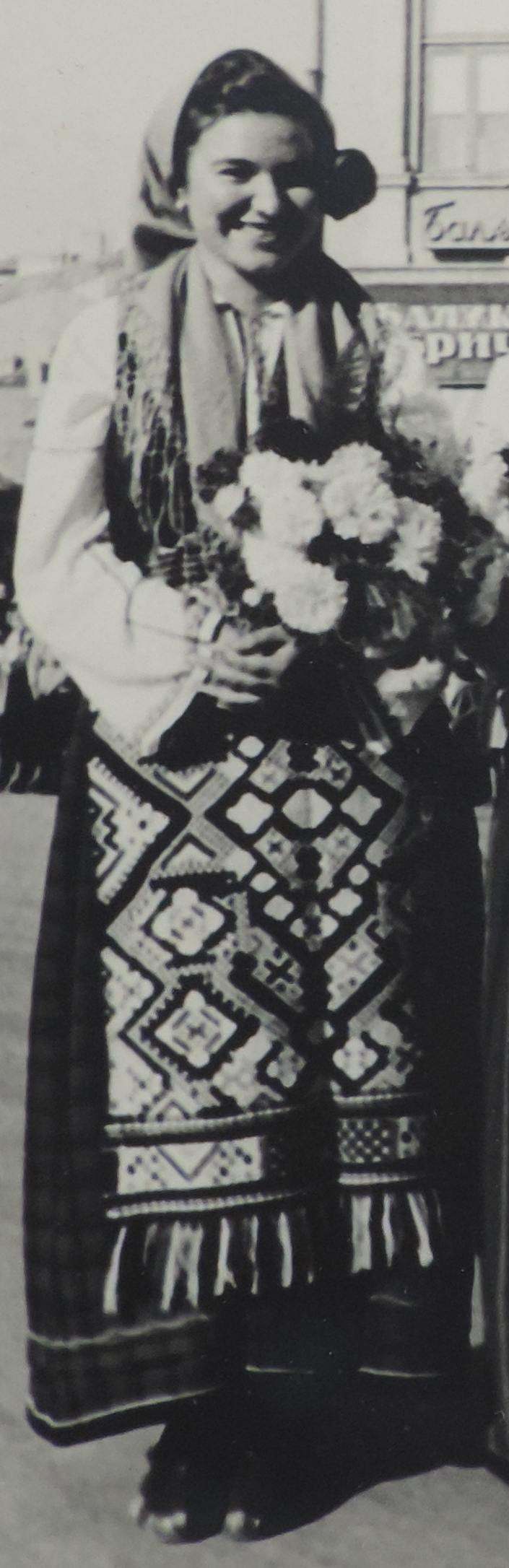
Верка Сидерова

- Альварес, Хуан[исп.] (77) — мексиканский футболист[352].
- Борель, Жан-Франсуа[фр.] (91) — бельгийский микробиолог и иммунолог[353].
- Вакет, Терезио[итал.] (78) — итальянский горнолыжник, участник Олимпийских игр (1968)[354].
- Верзи, Франк[фр.] (64) — французский прыгун в высоту, участник Олимпийских игр (1984)[355].
- Гудков, Михаил Евгеньевич (42) — российский военнослужащий, генерал-майор, заместитель главнокомандующего ВМФ России (с 2025), дважды Герой Российской Федерации (2023, 2025 (посмертно)); погиб на российско-украинской войне[356].
- Датт, Шекхар[англ.] (79) — индийский политик, министр обороны (2005—2007), губернатор Чхаттисгарха (2010—2014)[357].
- Дженкинс, Трефор[англ.] (92) — южноафриканский генетик[358].
- Егиазарян, Рудик Андраникович (81) — советский футболист[359].
- Макмэхон, Джулиан (56) — австралийский актёр[360].
- Меман, Бабу[англ.] (73) — зимбабвийский игрок в крикет, игрок национальной сборной[361].
- Моргунов, Андрей Леонардович (62) — советский и американский музыкант, композитор и музыкальный продюсер, участник первого состава рок-группы «Автограф»[362].
- Омланн, Одвар[норв.] (101) — норвежский политик, депутат Стортинга (1977—1981)[363].
- Орнштейн, Анна[англ.] (98) — венгерско-американская узница Освенцима, психоаналитик, писатель и оратор[364].
- Паэс Вердуго, Серхио[исп.] (92) — чилийский политик, член Палаты депутатов (1969—1973), сенатор (1990—2006)[365].
- Сидерова, Верка (99) — болгарская певица[366].
- Уилсон, Дэвид Фенвик[англ.] (95) — канадский музыковед и органист[367].
- Харпер, Джеральд[англ.] (96) — английский актёр[368].
- Ядав, Рам Айодхья Прасад[англ.] (72) — непальский политический деятель, депутат Парламента (2013—2017)[369].

## 1 июля

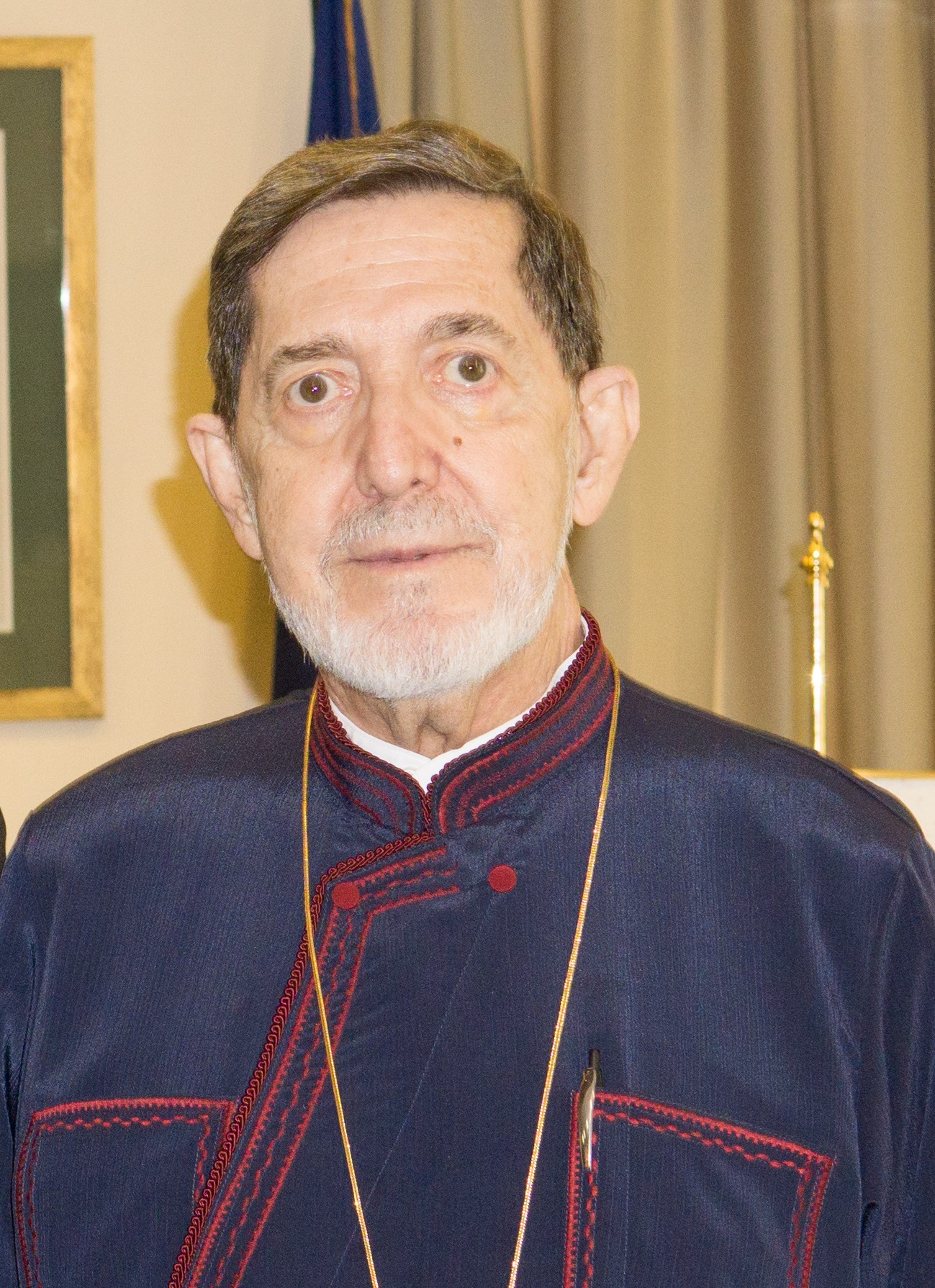
Афинагор (Анастасиадис)

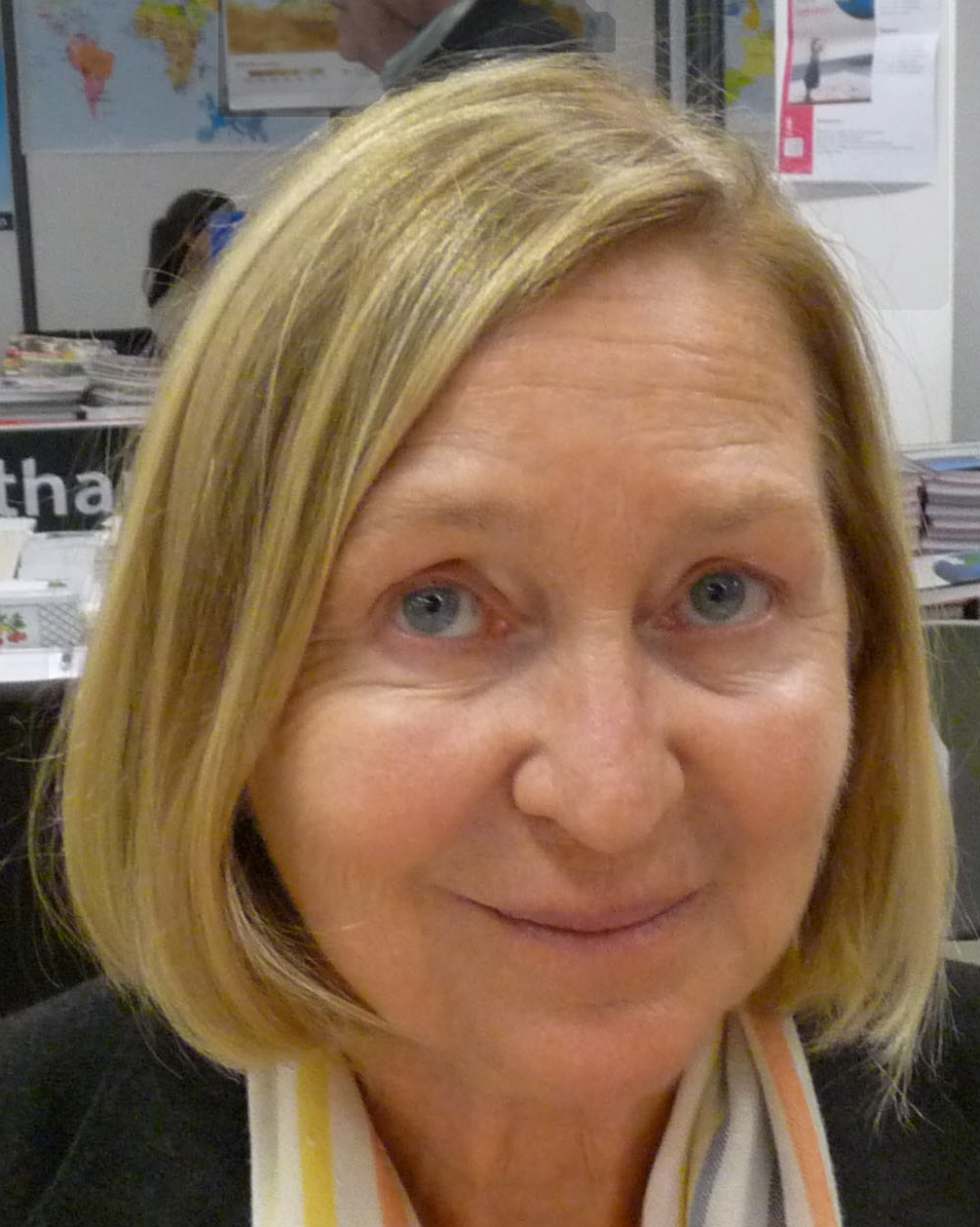
Флоранс Деле

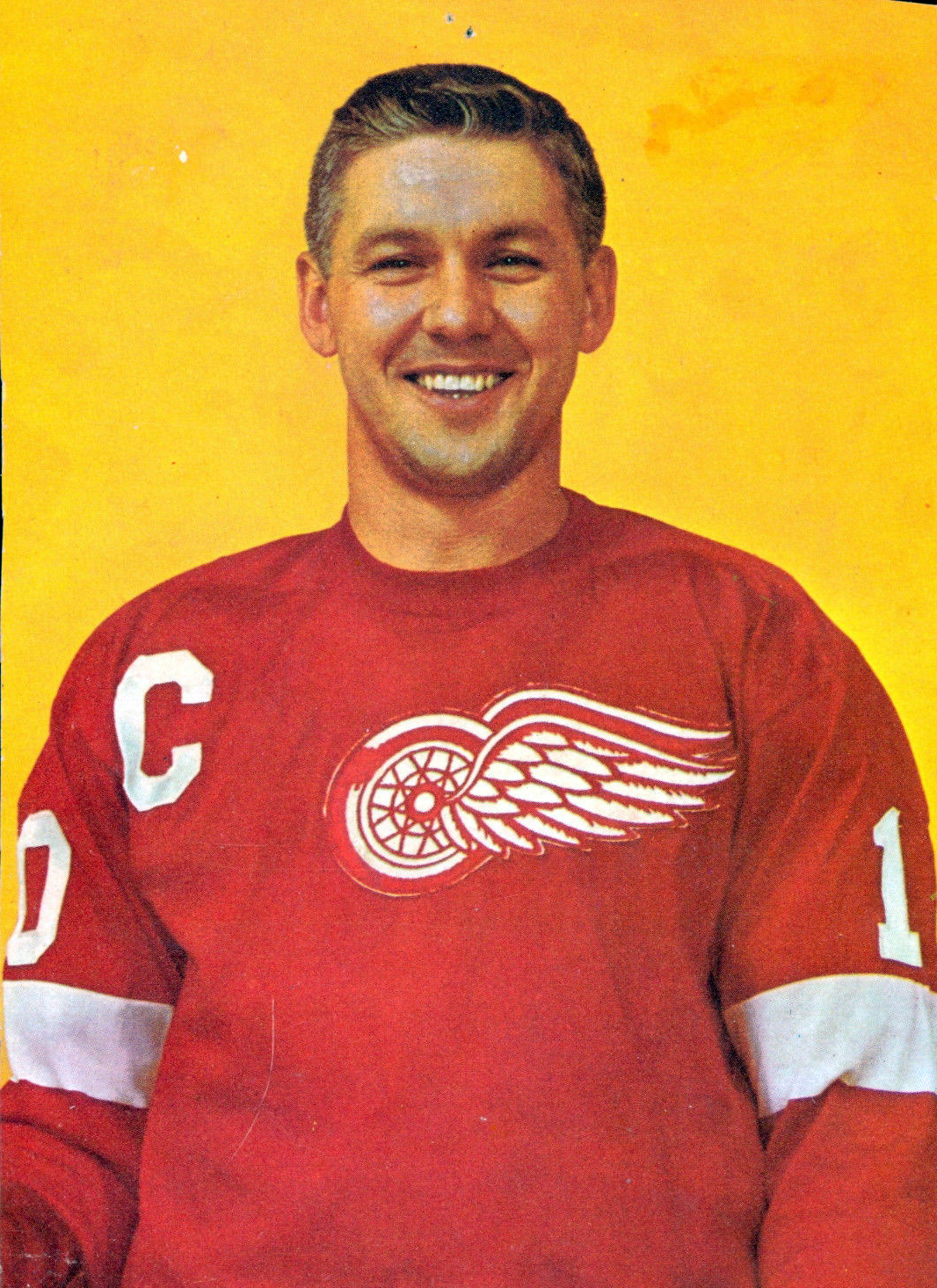
Алекс Дельвеккьо

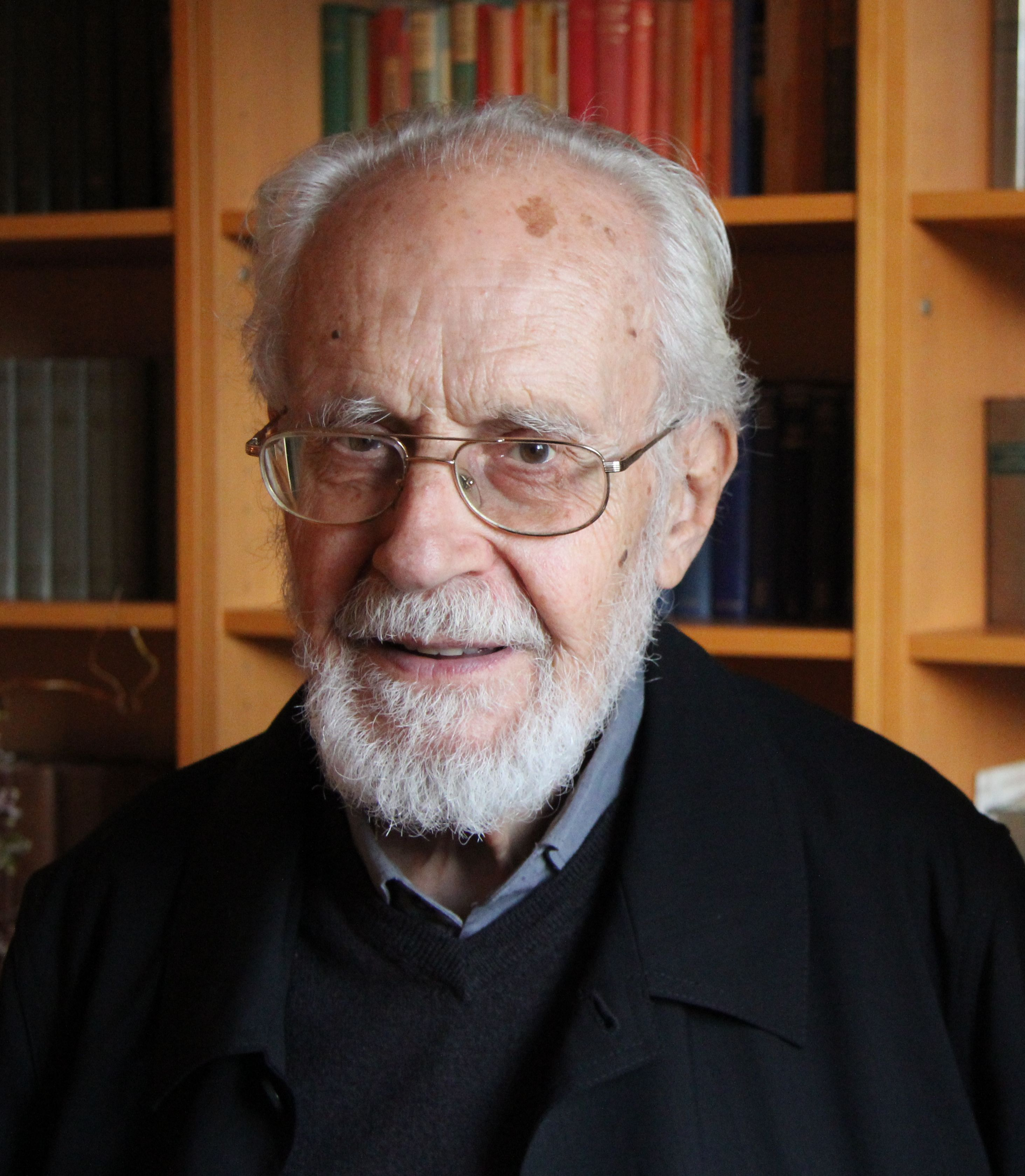
Михаил Евдокимов

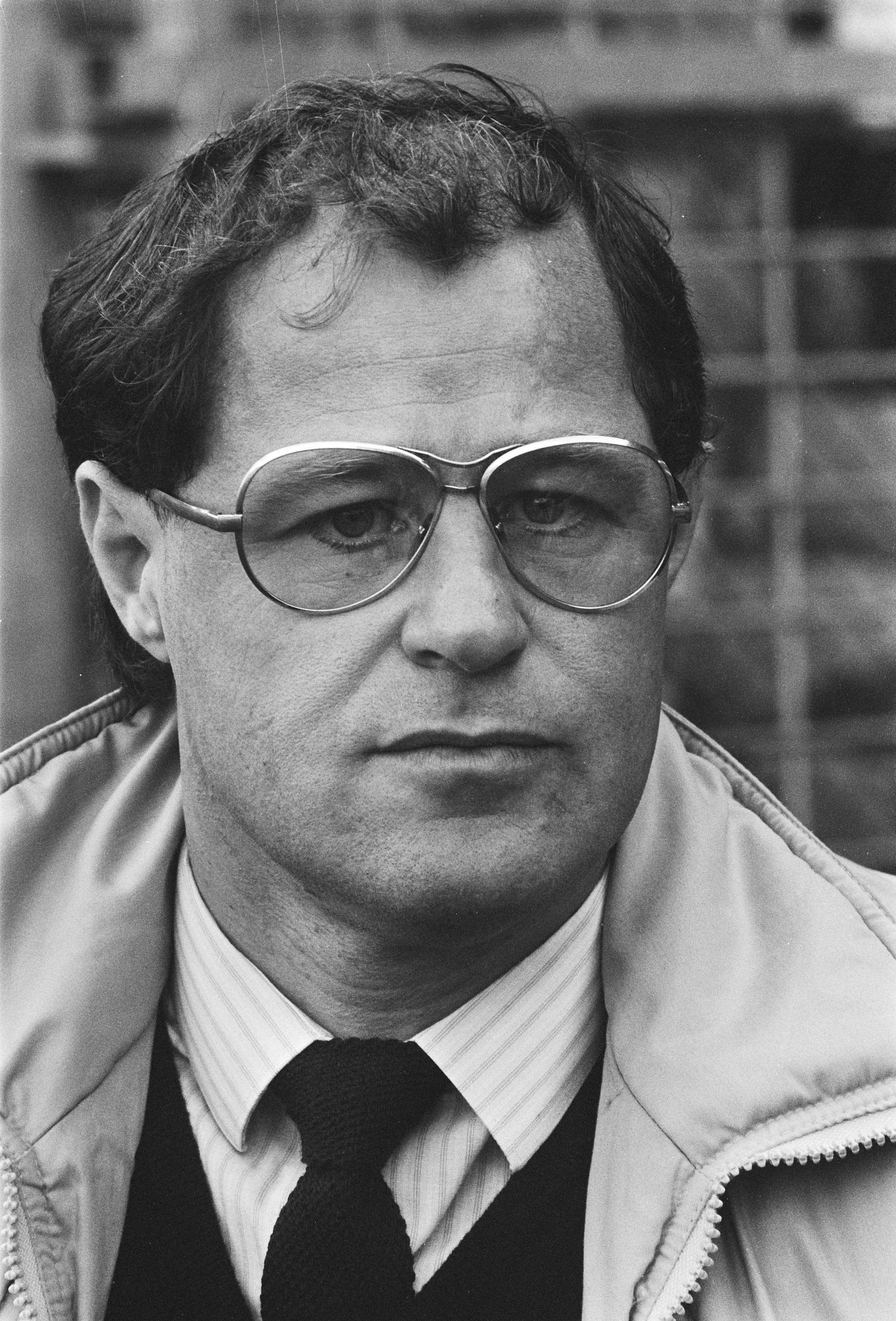
Ринус Исраэл

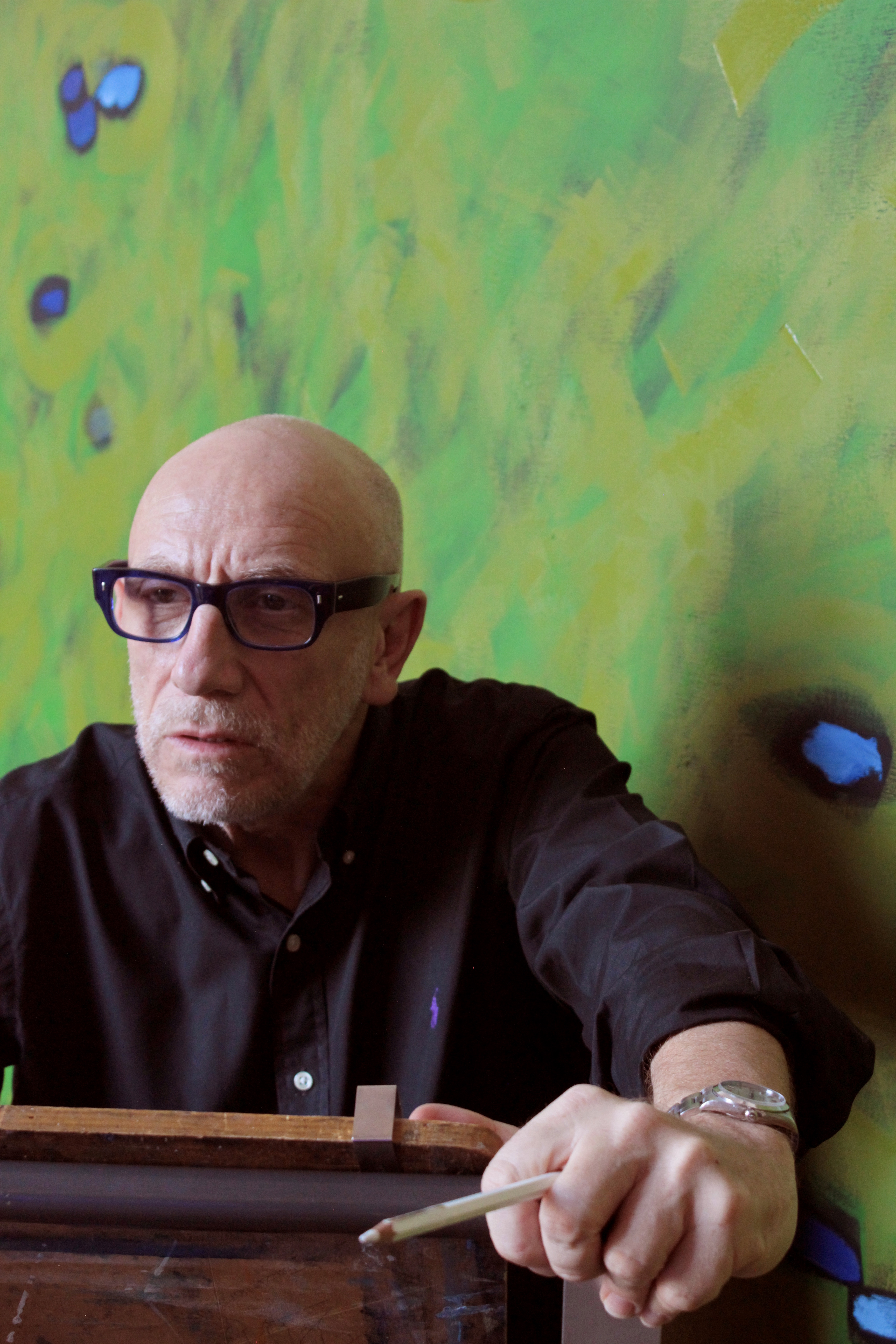
Брайан Кларк

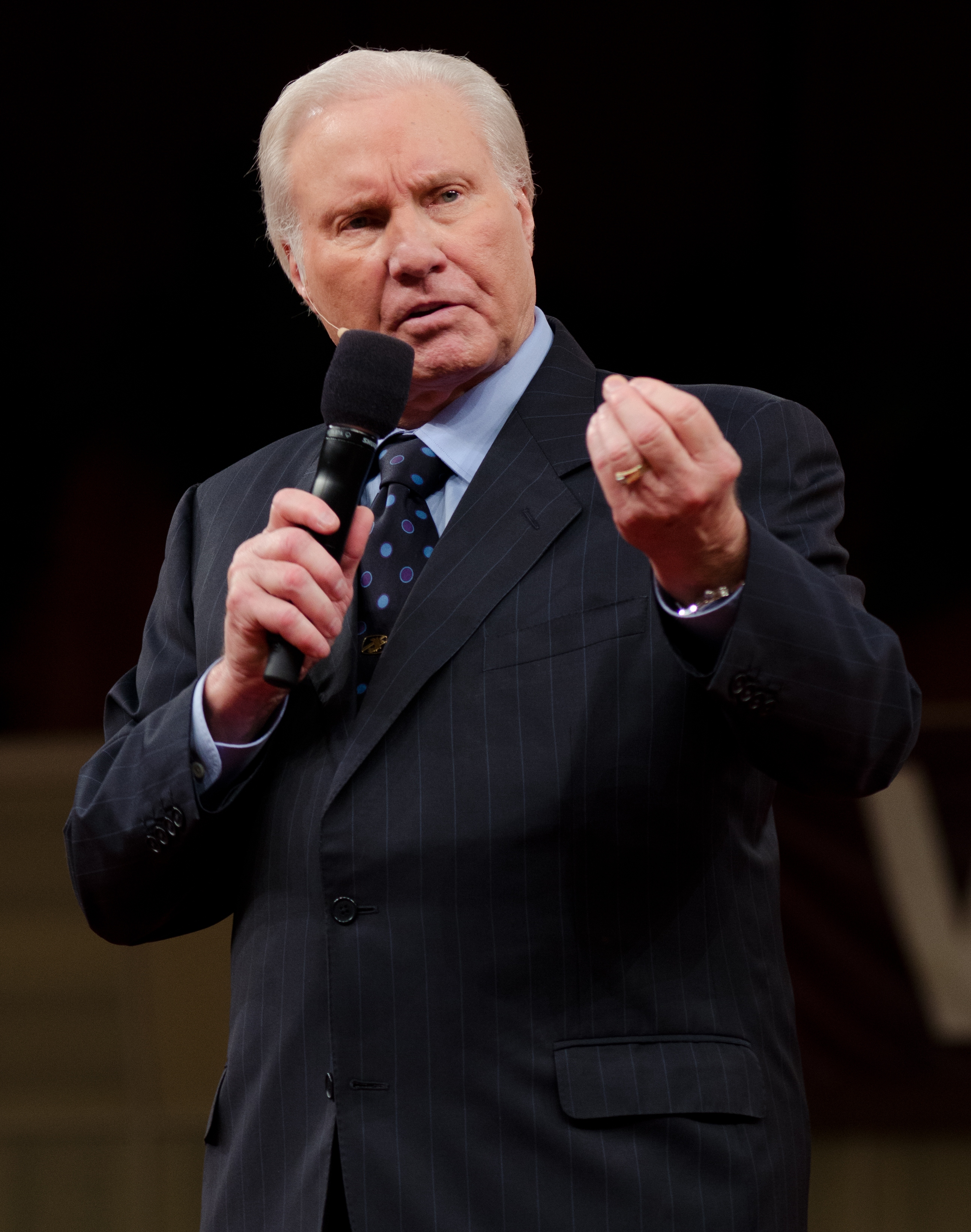
Джимми Сваггерт

- Азурменди, Хосе[исп.] (84) — испанский баскский писатель, философ и поэт[370].
- Аль-Якуб, Бадр[англ.] (79) — кувейтский политик, министр информации (1990—1992)[371].
- Арнабольди, Патриция[итал.] (78) — итальянский политик, член Палаты депутатов (1987—1992)[372].
- Афинагор (Анастасиадис) (83) — епископ Константинопольской Православной Церкви, митрополит Мексиканский (1996—2024), митрополит Визийский и Мидийский (с 2024)[373].
- Баретич, Ренато (62) — хорватский поэт, писатель и журналист[374].
- Деле, Флоранс (84) — французская актриса и писательница, член Французской академии (с 2000)[375].
- Дельвеккьо, Алекс (93) — канадский хоккеист («Детройт Ред Уингз»), трёхкратный обладатель Кубка Стэнли (1952, 1954, 1955)[376].
- Дубровный, Юрий Михайлович (71) — советский и украинский футболист, тренер[377].
- Евдокимов, Михаил Павлович (94) — французский богослов и священник Русской православной церкви[378].
- Евтович, Драган[англ.] (65) — сербский политик, депутат Народной скупщины (1991—1993)[379].
- Исраэл, Ринус (83) — нидерландский футболист и футбольный тренер, игрок национальной сборной, серебряный призёр чемпионата мира (1974)[380].
- Кларк, Брайан (71) — британский художник, дизайнер и гравёр[381].
- Леу, Михай[рум.] (56) — румынский боксёр, чемпион мира по версии WBO (1997)[382].
- Липси, Дэвид, барон Липси[англ.] (77) — британский журналист, пэр и государственный деятель, член Палаты лордов (с 1999)[383].
- Майснер, Вернер (88) — немецкий деятель науки, президент Франкфуртского университета имени Иоганна Вольфганга Гёте (1994—2000) (о смерти сообщено в этот день)[384].
- Макалари, Макс[англ.] (95) — австралийский борец, участник Олимпийских игр (1964)[385].
- Райм, Эдит[нем.] (59/60) — немецкий историк Холокоста[386].
- Сваггерт, Джимми (90) — американский евангелист, пастор и музыкант[387].
- Фейган, Брайан (88) — британский и американский антрополог и археолог[388].
- Червенков, Николай Николаевич (77) — советский и молдавский болгарист[389].